# James Webb (télescope spatial)
Pour les articles homonymes, voir James Webb.
Le télescope spatial James Webb (JWST, pour l'anglais James Webb Space Telescope, ou parfois TSJW selon son nom français,) est un télescope spatial servant d'observatoire fonctionnant principalement dans l'infrarouge, développé par la NASA avec la participation de l'Agence spatiale européenne (ESA) et de l'Agence spatiale canadienne (ASC). Plus grand et plus onéreux télescope spatial à son lancement, le JWST est conçu pour poursuivre les travaux du télescope spatial Hubble, en effectuant toutefois ses observations dans des longueurs d'onde plus longues. Son lancement a lieu le 25 décembre 2021 au centre spatial de Kourou en Guyane française et la première image de qualité scientifique produite par le télescope est publiée en juillet 2022.
Les observations du JWST sont centrées sur l'infrarouge proche et moyen, tout en incluant une partie du spectre située dans le domaine du visible (longueurs d'onde allant de 0,6 à 28 μm). Par sa résolution, sa surface collectrice et la bande spectrale couverte, il surpasse largement Hubble pour l'observation dans l'infrarouge, mais, contrairement à celui-ci, il ne peut observer ni l'ultraviolet, ni l'intégralité de la lumière visible. Malgré la grande taille de son miroir primaire (6,5 m de diamètre contre 2,4 m pour Hubble), sa masse de 6 200 kg est presque deux fois plus faible que celle de son prédécesseur. Son pouvoir de résolution atteint 0,1 seconde d'arc et il peut collecter une image neuf fois plus rapidement que Hubble. Le JWST emporte quatre instruments : la caméra NIRCam fonctionnant dans le proche infrarouge, le spectro-imageur MIRI dans le moyen infrarouge, le spectrographe NIRSpec dans le proche infrarouge et le spectro-imageur NIRISS, également dans le proche infrarouge.
Les résolutions angulaire et spectrale de ses instruments, ses capacités inédites dans le moyen infrarouge et en spectroscopie (modes multi-objets et champ intégral) sont utilisées pour approfondir nos connaissances dans les principaux domaines de l'astronomie : période de réionisation et formation des premières étoiles et des galaxies après le Big Bang, formation et évolution des cortèges planétaires et composition de l'atmosphère des exoplanètes. Les données recueillies contribuent à expliquer la genèse et le rôle des trous noirs supermassifs au sein des galaxies, à préciser le processus de formation des planètes, à déterminer la proportion de planètes pouvant héberger la vie et à apporter des informations sur l'énergie noire.
Les travaux sur le JWST commencent en 1989, mais le projet connaît de nombreuses évolutions et vicissitudes dues aux défis technologiques qu'il soulève (miroir primaire pliable, bouclier thermique déployable) et aux dépassements budgétaires. Le projet frôle l'annulation en 2011. Pour la seule NASA, son coût de fabrication, qui a été estimé à trois milliards de dollars américains à l'issue de la phase de conception générale en 2005, atteint finalement environ dix milliards de dollars. La date de lancement, fixée initialement à 2013, est repoussée régulièrement jusqu'à fin 2021. En 2002, le projet prend le nom du second administrateur de la NASA, James E. Webb, qui a largement contribué au succès du programme Apollo. Le télescope est lancé par une fusée Ariane 5 le 25 décembre 2021, depuis la base de Kourou en Guyane française, et placé, après un transit d'un mois, en orbite autour du point de Lagrange L2 du système Soleil-Terre, situé à 1,5 million de kilomètres de la Terre, du côté opposé au Soleil. À la suite d'une phase de mise en service de six mois, comprenant le déploiement particulièrement délicat de son bouclier thermique et de ses miroirs, commence la mission scientifique d'une durée de cinq ans, qui doit permettre de remplir les objectifs assignés au télescope. Le temps d'observation est réparti, par une commission scientifique, entre les équipes ayant contribué au projet et les chercheurs du monde entier, par le biais d'une évaluation annuelle de l'apport de leurs propositions. Le JWST emporte des réserves d'ergols (nécessaires pour maintenir sa position au point de Lagrange) qui doivent lui permettre de rester en fonctionnement pendant au moins vingt ans.
Un peu plus de deux ans après son entrée en service, le télescope spatial a déjà largement dépassé les attentes de ses concepteurs. De nouveaux records de distance ont été établis pour l'observation d'étoiles individuelles, de galaxies et de lentilles gravitationnelles. Le JWST a surtout apporté des éclairages nouveaux sur d'importantes questions scientifiques, comme la formation des trous noirs supermassifs, l'origine des sursauts gamma longs ou la structure des systèmes planétaires. Les données recueillies par le télescope spatial ont également confirmé qu'il existe des divergences sur la valeur de la constante de Hubble.   

## Contexte

Schéma 1 : le rayonnement infrarouge (IR) est en grande partie intercepté par l'atmosphère, essentiellement par un phénomène d'absorption.

Le rayonnement émis par les astres (planètes, étoiles, galaxies, astéroïdes...) dans l'infrarouge est une source d'information importante pour comprendre les processus à l’œuvre dans l'espace. Mais les molécules de l'atmosphère terrestre bloquent en grande partie ce type de rayonnement (schéma 1), en empêchant toute observation approfondie à partir du sol terrestre. Aussi l'astronomie infrarouge connaît-elle un essor important à compter des années 1980, grâce au développement des télescopes spatiaux, qui permettent de s'affranchir de l'obstacle constitué par l'atmosphère. L’astronomie dans l'infrarouge devient la source de nombreuses découvertes, notamment sur la formation des étoiles et des planètes, sur les galaxies primordiales et les objets froids situés dans les galaxies. L'agence spatiale américaine, la NASA, joue un rôle majeur dans le développement des télescopes spatiaux infrarouge, grâce à ses énormes moyens financiers, et sa maîtrise des technologies nécessaires, en partie issues de travaux militaires sur les détecteurs. Elle développe ainsi le télescope infrarouge IRAS, instrument pionnier qui transmet ses premières images en 1983. Au début de la décennie 1990, lorsque la communauté des astronomes est consultée par l'agence spatiale sur les caractéristiques du successeur du télescope Hubble, fer de lance de l'astronomie à la NASA, son choix se porte sur un télescope optimisé pour l'observation dans l'infrarouge. C'est en effet dans ce domaine spectral qu'on escompte trouver des réponses à de nombreuses questions soulevées par les dernières avancées dans les domaines de l'astronomie et de la cosmologie.

## Historique du projet: des premières esquisses aux spécifications détaillées (1989-2009)
| 1989 | Premières études                                     |
| 1995 | Esquisse du JWST avec diamètre miroir de huit mètres |
| 2000 | Première définition des besoins                      |
| 2001 | Diamètre miroir ramené à six mètres                  |
| 2002 | Sélection des constructeurs                          |
| 2004 | Début fabrication miroirs et instruments             |
| 2004 | Spécifications détaillées                            |
| 2005 | Sélection du lanceur Ariane 5                        |
| 2008 | Projet JWST approuvé                                 |
| 2010 | Architecture validée                                 |
| 2011 | Fabrication miroirs achevée                          |
| 2017 | Assemblage et tests                                  |
| 2021 | Lancement de la mission                              |

Les premières études relatives au télescope spatial James Webb sont initiées par la NASA en 1989, avant même le lancement du télescope spatial Hubble (1990) dont il doit être le successeur. Il faut encore 20 ans (1989-2009) pour que l'architecture technique et les objectifs scientifiques soient fixés et que l'agence spatiale américaine décide de développer ce projet aux caractéristiques et au coût hors normes.

### Premières esquisses (1989-1994)

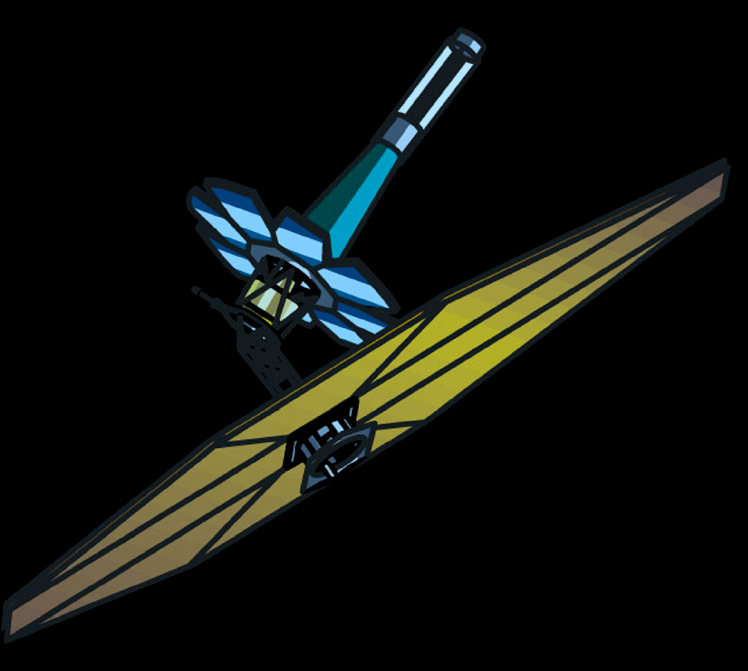
Vue d'artiste du projet de télescope spatial NGST (Next Generation Space Telescope), première mouture du JWST.

En 1989, le directeur du Space Telescope Science Institute, le centre chargé des opérations du télescope spatial Hubble, initie une réflexion sur le télescope qui devra en prendre la relève vers 2005. Le rapport issu des travaux, organisés avec le soutien de la NASA, propose que l'agence spatiale mette à l'étude un télescope de huit mètres de diamètre, observant dans le proche infrarouge grâce à un système de refroidissement passif. Les problèmes rencontrés par Hubble, peu après son lancement (1990), la diminution du budget de la NASA et le changement dans la présidence des États-Unis mettent provisoirement fin à l'étude du nouveau télescope. Les études de celui-ci sont relancées en 1993. À la demande de la NASA, l'Association des universités pour la recherche en astronomie (AURA) crée le comité HST and Beyond pour définir les caractéristiques du successeur de Hubble qui doit entrer en service au cours des premières décennies du siècle suivant. Le comité propose, en 1995, de prolonger la durée de vie de Hubble de cinq ans (jusqu'à 2010) et esquisse les caractéristiques de son successeur : celui-ci doit comporter un miroir de quatre mètres de diamètre. Les objectifs scientifiques du futur télescope sont l'étude du processus de formation des galaxies, des étoiles, des planètes et de la vie, avec un accent mis sur les débuts de l'Univers. Le télescope baptisé Hi-Z doit circuler sur une orbite héliocentrique de 1 × 3 unités astronomiques. La NASA charge un de ses établissements, le centre de vol spatial Goddard (traditionnellement responsable des missions astronomiques à la NASA), de mener une étude de faisabilité,.

### Étude de faisabilité et définition fine des besoins (phase A: 1995-2001)

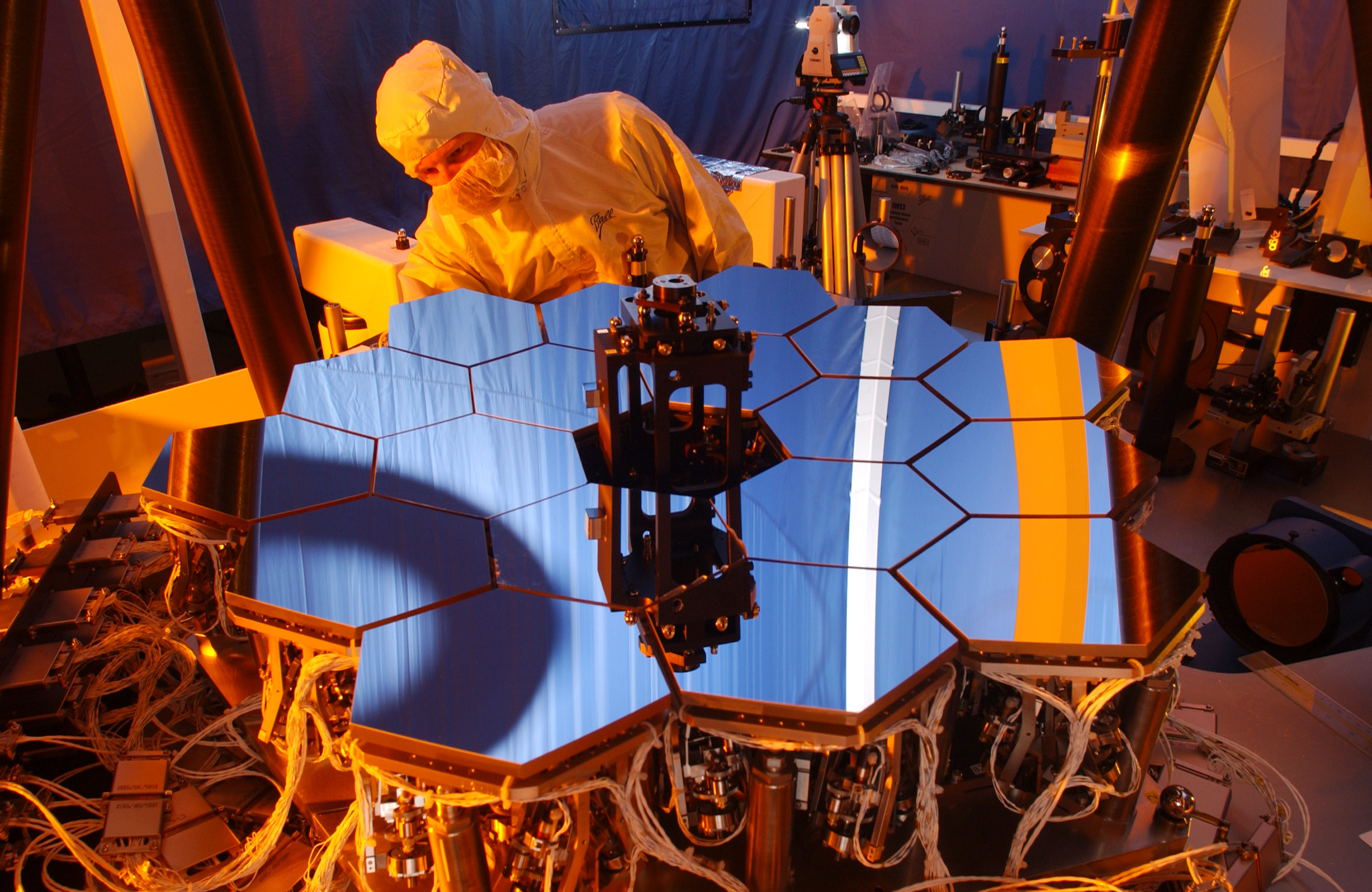
Maquette au 1/6 de la partie optique réalisée pour valider l'architecture du futur télescope.

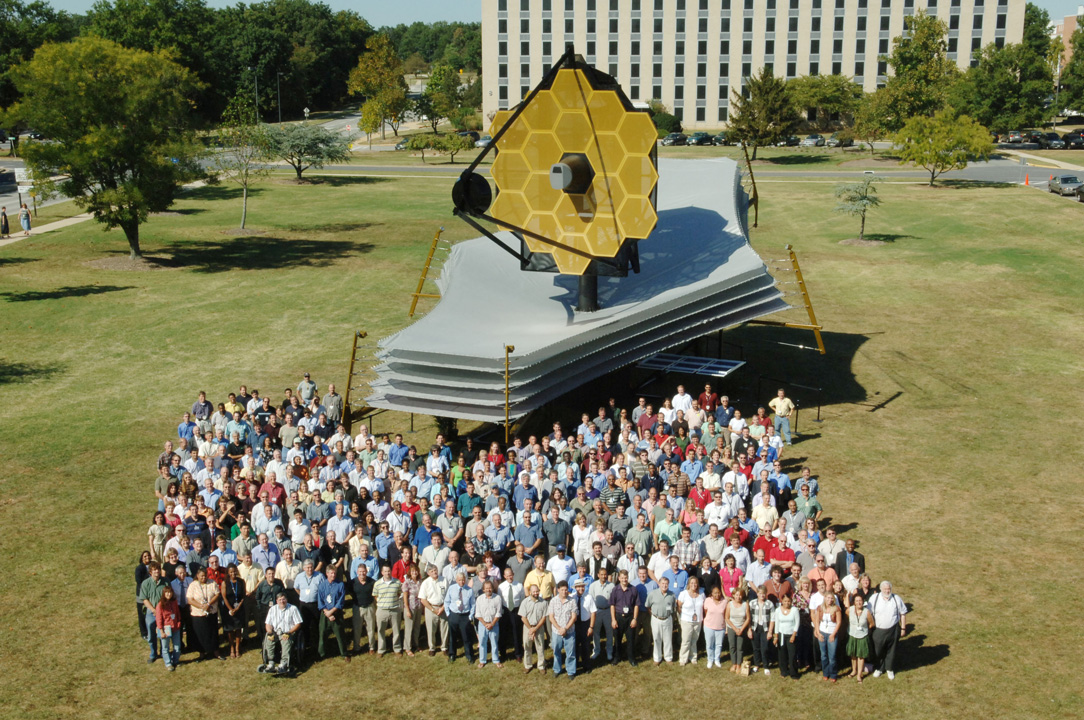
L'équipe projet du centre de vol spatial Goddard devant une maquette à l'échelle 1 en 2005.

Daniel Goldin, le nouvel administrateur de la NASA en 1995, dans le cadre de sa politique du « Faster, better, cheaper » (« plus vite, meilleur et moins cher »), incite la communauté des astronomes à faire des choix audacieux, tout en recherchant des technologies permettant d'en abaisser le coût. En réponse, les scientifiques optent pour un télescope de huit mètres de diamètre, qui semble nécessaire pour étudier les galaxies les plus éloignées, caractérisées par un décalage vers le rouge de un à cinq, voire plus. Ils proposent un concept innovant baptisé Next Generation Space Telescope (NGST) comprenant un miroir de huit mètres, déployé dans l'espace et placé en orbite autour du point de Lagrange L2, avec une optique sans baffle, refroidie de manière passive grâce à un pare-soleil multi-couches. En juin 1997, la NASA sélectionne TRW et Ball Aerospace pour identifier les architectures techniques possibles et faire une première évaluation du coût du projet. L'étude de faisabilité aboutit à la conclusion qu'il est possible de réaliser un tel télescope pour un coût de 500 millions USD, à condition que l'ensemble, y compris les instruments, soit développé par la même société. Cette dernière condition s'avère toutefois inapplicable. Le rapport The Next Generation Space Telescope: Visiting The Time When Galaxies Were Young définit une architecture de référence pour le télescope et fournit les éléments permettant à l'agence spatiale américaine de lancer des appels d'offres auprès de l'industrie. La NASA sélectionne en 1999 deux sociétés, Lockheed Martin et TRW, pour mener une étude (phase A) comprenant l'analyse préliminaire de conception et une évaluation des coûts. Les bases d'une collaboration de la NASA avec l'Agence spatiale canadienne et l'Agence spatiale européenne (ESA), pour le développement des instruments, sont posées à cette époque. En parallèle, des simulations effectuées par la suite permettent de préciser l'instrumentation scientifique nécessaire. On envisage désormais d'observer des galaxies avec un décalage vers le rouge de 15, ce qui nécessite de pouvoir observer dans l'infrarouge moyen. Ces simulations mettent en évidence la nécessité de faire de la spectroscopie, car les instruments situés sur Terre ne peuvent prendre en charge cet aspect de l'observation (comme cela se fait pour Hubble), du fait de l'absorption du rayonnement lumineux, par l'atmosphère, de la bande spectrale infrarouge observée par le futur télescope,.
De 1997 à 2000, un groupe de travail représentant la communauté des astronomes, le Science Working Group, s'attelle à la définition des principaux objectifs scientifiques que doit pouvoir remplir le futur télescope et de l'instrumentation qui lui permettra de les atteindre. Sont retenus une caméra à grand champ dans l'infrarouge proche, un spectrographe dans l'infrarouge proche multi-objets et un spectro-imageur fonctionnant dans l'infrarouge moyen. Les premières études techniques sont menées pour mettre au point les technologies nouvelles embarquées :  miroir de faible masse, système de détection et de contrôle du front d'ondes, détecteurs infrarouges et actionneurs. Fin 2000, une analyse détaillée démontre que le coût du télescope dépasse de plusieurs centaines de millions de dollars américains le budget prévu jusque là. Le lancement n'est pas envisageable avant 2008, compte tenu de la durée du cycle de développement des miroirs. Pour réduire le coût, le diamètre du miroir primaire est ramené en 2001 à six mètres,.

### Sélection des constructeurs et conception générale (phase B: 2002-2008)
| Composant                 | Pays                          | Industriel       | Laboratoire chef de file |
| ------------------------- | ----------------------------- | ---------------- | ------------------------ |
| Plateforme                | Drapeau des États-Unis        | Northrop Grumman |                          |
| Optique                   | Drapeau des États-Unis        | Ball             |                          |
| Bouclier thermique        | Drapeau des États-Unis        | Northrop Grumman |                          |
| Instrument NIRCam         | Drapeau des États-Unis        | Northrop Grumman | Université de l'Arizona  |
| Instrument NIRSpec        | Drapeau de l’Union européenne | Airbus           |                          |
| Instrument MIRI           | Drapeau des États-Unis        | JPL              | Université de l'Arizona  |
| Instrument MIRI - Optique | Drapeau de l’Union européenne | Airbus           | Université d'Édimbourg   |
| Instrument NRISS          | Drapeau du Canada             | Honeywell        |                          |
| Pointage fin FDS          | Drapeau du Canada             | Honeywell        |                          |
| Lanceur Ariane 5 ECA      | Drapeau de l’Union européenne | Arianespace      |                          |
| Micro-obturateurs NIRSpec | Drapeau des États-Unis        | Goddard          |                          |
| Réfrigérateur MIRI        | Drapeau des États-Unis        | Northrop Grumman |                          |

En août 2002, la NASA sélectionne le constructeur du télescope spatial pour la phase de conception générale (phase B) : la proposition de TRW, associée pour la partie optique à Ball Aerospace, est choisie. La même année, TRW est absorbée par la société Northrop Grumman à l'issue d'une OPA hostile et devient Northrop Grumman Space Technology. Le Jet Propulsion Laboratory (JPL) est retenu pour le développement de l'instrument MIRI (Mid-Infrared Instrument). En juin 2002, le développement de la caméra NIRCam (Near Infrared Camera) est confié à une équipe de l'université de l'Arizona. Le lanceur qui doit placer en orbite le télescope est sélectionné : la fusée Ariane 5 ECA, dont le financement est assuré par l'Agence spatiale européenne, est choisie à la place de la fusée Atlas V, envisagée initialement mais de capacité moindre,. Le développement de l'instrument NIRSpec et la partie optique de l'instrument MIRI sont confiés à l'Europe, tandis que l'instrument FGS/NRISS doit être développé par le Canada. En échange de ces participations, les scientifiques européens et canadiens se voient attribuer un temps d'observation respectivement de 15 et 5 %.
En septembre 2002, le télescope est rebaptisé James Webb Space Telescope (JWST), en l'honneur de cet administrateur à la tête de la NASA entre 1961 et 1968 à l'époque du programme Apollo. Celui-ci a joué un rôle majeur dans la réussite de ce projet. En mai 2021, une pétition, signée par 1 200 personnes dont au moins quatre astronomes, vient contester l'hommage ainsi rendu. Il lui est reproché sa participation, en tant que sous-secrétaire d'État dans le gouvernement Truman (1949-1952), à la peur violette, soit la chasse aux employés homosexuels de l'administration américaine, ainsi que l'exclusion d'un salarié de la NASA sous sa législature pour la même raison. La NASA répond en octobre avoir effectué des recherches approfondies sur le sujet dans ses archives et dans celles du gouvernement et n'avoir pas trouvé de motif pour changer l'appellation du télescope spatial. Webb est en réalité confondu avec John Emil Peurifoy, « sous-secrétaire », non nommé dans un livre servant de référence à toute la polémique,.

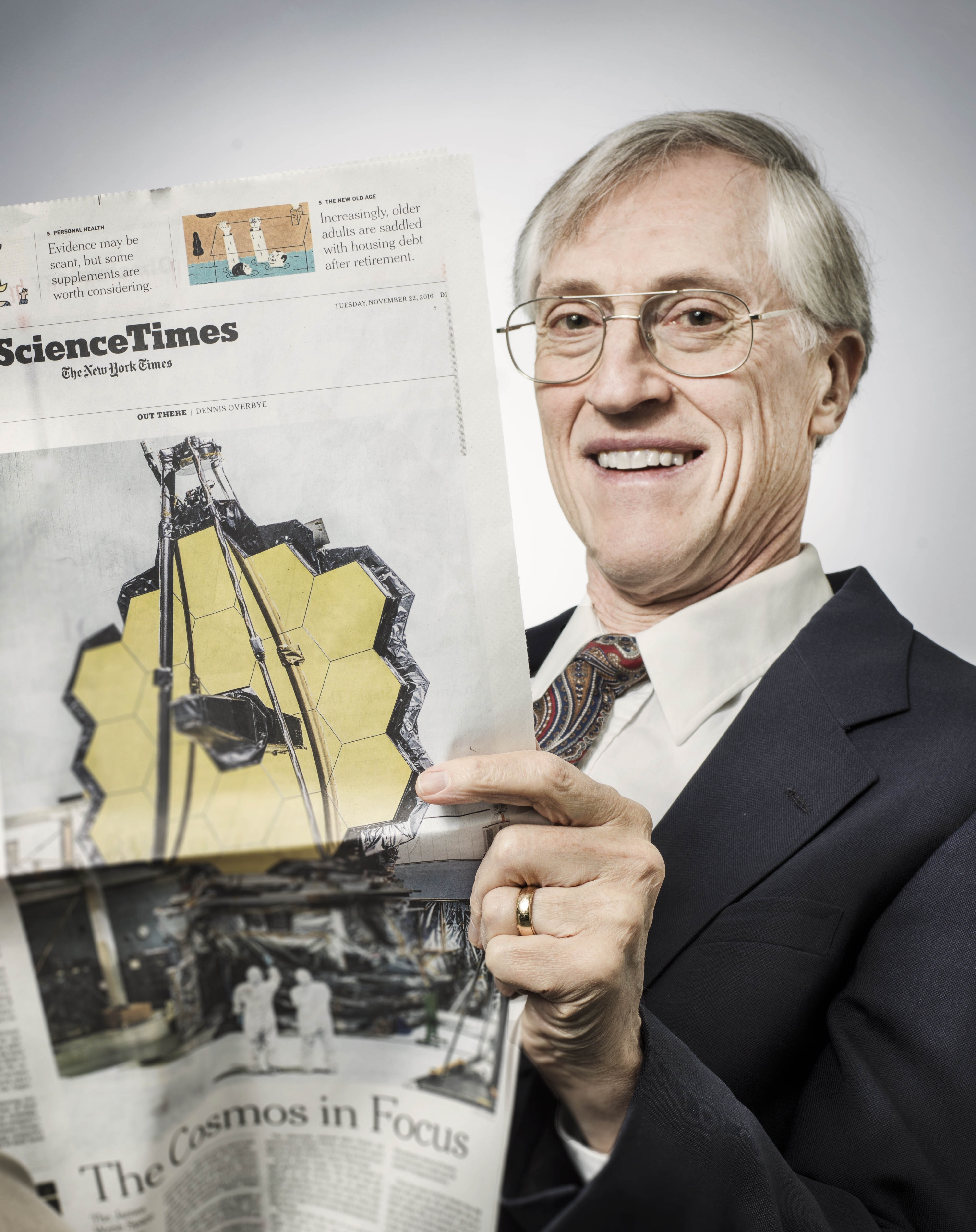
John Mather, prix Nobel de physique travaillant au centre de vol spatial Goddard, est le responsable scientifique du télescope spatial James Webb depuis 2006.

Durant cette phase du projet, les caractéristiques du télescope spatial se précisent tout en continuant d'évoluer. La superficie du miroir est réduite de 29,4 à 25 m2 tandis que le nombre d'éléments du miroir primaire passe de 36 à 18. La NASA choisit le béryllium comme matériau pour la fabrication de ce miroir de 6,5 m de diamètre. Le cryostat développé par l'Europe, qui devait permettre de maintenir la température des détecteurs de l'instrument MIRI, est abandonné au profit d'un réfrigérateur mécanique développé sous supervision américaine (JPL).
Le télescope entre en 2004 dans une phase de spécifications détaillées qui durera finalement quatre ans. Les coûts sont réévalués à l'issue de cette phase. Le développement des parties les plus complexes du télescope (les instruments et les 18 segments du miroir primaire), qui nécessitent une longue phase de développement ou qui emploient des technologies pas complètement matures, débute dès mars 2004, avant même que la NASA n'ait donné son accord pour la construction du télescope. En août 2006, les instruments NIRCam (Near Infrared Camera) et MIRI (Mid-Infrared Instrument) passent la revue critique de définition, ce qui permet d'entamer la réalisation des modèles de vol. De janvier 2007 à décembre 2008, des commissions, internes à la NASA et externes, passent en revue la conception et la planification du projet. En juillet 2008, la structure ISIM (en), dans laquelle sont logés les instruments, est livrée au centre de vol spatial Goddard pour une série de tests. Ceux-ci doivent vérifier qu'elle est capable de supporter les forces d'accélération durant le lancement puis l'environnement thermique de l'espace, tout en maintenant les instruments dans une position précise par rapport à la partie optique. Fin 2008, l'agence spatiale américaine, se basant sur les différentes revues effectuées au cours des deux années écoulées, conclut que la conception du télescope spatial a atteint un niveau de maturité suffisant pour pouvoir lancer sa fabrication. Le projet passe en phase C (définition détaillée) qui précède la phase D (construction). Le projet est rattaché au programme Origins qui regroupe les missions astronomiques aériennes et spatiales de la NASA dont l'objectif est d'étudier les origines de l'Univers.

## Objectifs scientifiques
Le télescope spatial James Webb est conçu pour contribuer aux thèmes au cœur de l'astronomie moderne :
- rechercher les premières étoiles et galaxies qui sont apparues dans l'Univers après le Big Bang ;
- déterminer comment les galaxies évoluent, de leur formation jusqu'à nos jours ;
- observer la formation des étoiles depuis les premières étapes jusqu'à la formation des systèmes planétaires ;
- mesurer les caractéristiques physiques et chimiques des systèmes planétaires, y compris le Système solaire, et rechercher les composants nécessaires à l'apparition de la vie dans l'atmosphère des exoplanètes.

### Étude des premières étoiles et galaxies
L'événement le plus ancien connu de notre Univers est le Big Bang, qui a lieu il y a environ 13,6 milliards d'années. La matière, qui se présente alors sous la forme d'une soupe de protons, de neutrons et d'électrons à très hautes températures, se refroidit pour former des ions d'hydrogène ainsi qu'une faible quantité d'hélium (au cours de la nucléosynthèse primordiale), puis, après captures d'électrons, des atomes neutres (au cours de la recombinaison, début des âges sombres). Les premières étoiles et galaxies commencent à se former plusieurs centaines de millions d'années après le Big Bang (l'intervalle de temps précis n'est pas connu). Le rayonnement de ces premières étoiles réionise le gaz ambiant d'hydrogène et d'hélium (réionisation). La lumière de certaines de ces premières étoiles et galaxies parvient sans doute jusqu'à la Terre. Mais, du fait de l'expansion de l'Univers, notre galaxie s'éloigne à une vitesse croissante de sa source et cette lumière est fortement décalée vers le rouge, par effet Doppler. Il en résulte que la lumière qui a été émise dans le spectre du visible ou de l'ultraviolet ne peut être observée que dans l'infrarouge proche ou moyen, c'est-à-dire dans la partie du spectre pour lequel le télescope a été optimisé. Grâce à son pouvoir de résolution spatiale et à sa couverture spectrale, le JWST devrait être capable d'observer des objets apparus jusqu'à 100 à 250 millions d'années après le Big Bang.
Le JWST doit contribuer à répondre aux questions suivantes :
- quand et comment la réionisation de l'Univers s'est-elle produite ?
- quelles ont été les causes de la réionisation ?
- quelles étaient les caractéristiques des premières galaxies ?

Le JWST doit étudier les premières galaxies en effectuant des observations de longue durée dans le proche infrarouge, suivies d'analyses spectroscopiques à basse résolution et de mesures photométriques en infrarouge moyen. Pour étudier la réionisation, une spectrométrie en infrarouge proche sera nécessaire.

### Formation et évolution des galaxies
Les scientifiques essaient de déterminer comment cette matière s'est organisée et comment elle a changé depuis le Big Bang, en étudiant la distribution et le comportement de la matière à différentes échelles depuis la particule, au niveau subatomique, jusqu'aux structures galactiques. Les galaxies structurent la matière de l'Univers à grande échelle. Elles fournissent des indices sur la nature et l'histoire de l'Univers. Dans cette optique, le télescope JWST doit permettre de répondre aux questions suivantes :
- les galaxies spirales (dont la nôtre) n'ont pas toujours eu cette forme. Elles se sont formées sur plusieurs milliards d'années et résultent de l'enchaînement de plusieurs processus, dont la collision entre des galaxies de plus petites tailles. L'hypothèse, qui reste à confirmer, est que toutes les galaxies géantes ont subi ainsi au moins une fusion majeure, alors que l'Univers avait six milliards d'années ;
- les galaxies les plus éloignées (donc les plus anciennes) ont une structure très différente des galaxies récentes. Elles sont petites et ramassées, avec des régions très denses, où se forment de nouvelles étoiles. Le passage de cette forme à celle des galaxies spirales n'est pas expliqué ;
- le processus de formation des premières galaxies est inconnu, tout comme les facteurs qui ont abouti à la diversité de formes des galaxies observées actuellement ;
- les astrophysiciens ont découvert que des trous noirs supermassifs étaient situés au centre de la plupart des galaxies. Mais on ignore la nature de leur relation avec les galaxies qui les hébergent. On ne comprend pas complètement si les mécanismes à l'origine de la formation des étoiles sont internes à la galaxie ou sont liés à une interaction ou à une fusion avec une autre galaxie.

### Formation des étoiles et des systèmes planétaires

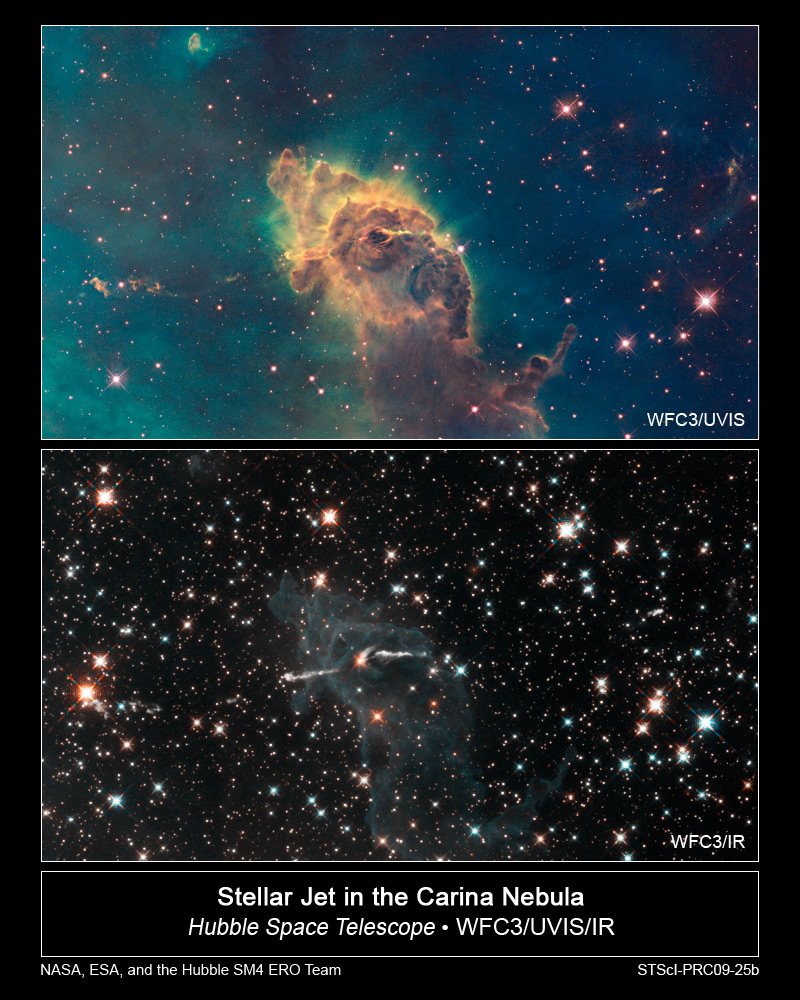
La nébuleuse de la Carène, une « pouponnière d'étoiles », photographiée en lumière visible (en haut) et en proche infrarouge (en bas) : le nuage de poussières qui masque les étoiles disparait dans l'infrarouge.

Les systèmes protoplanétaires et les étoiles naissent dans d'immenses amas de gaz et de poussières qui bloquent la lumière visible émise par ces processus. Par contre, le rayonnement infrarouge émis n'est pas intercepté par les nuages de poussières et il est ainsi possible d'observer la formation des étoiles et des planètes à l’intérieur de ces amas. Le JWST doit permettre d'examiner ces régions baignées par les radiations avec une finesse inégalée.
Il y a cinquante ans, les astronomes ignoraient que de nouvelles étoiles continuaient à se former dans l'Univers. Le processus générant des étoiles par effondrement de nuages de poussière et de gaz est encore très mal connu. Il en est de même concernant les interactions entre les jeunes étoiles, dans les régions où elles se forment (les « pouponnières d'étoiles »). Enfin, la découverte de systèmes planétaires aux caractéristiques très différentes de notre Système solaire a bouleversé les théories concernant la manière dont les planètes se forment. Grâce à sa capacité à observer dans l'infrarouge, le JWST doit contribuer à répondre aux questions suivantes :
- comment les nuages de gaz et de poussière s'effondrent-ils pour former des étoiles ?
- pourquoi la plupart des étoiles se forment-elles en groupe ?
- comment les systèmes planétaires se forment-ils précisément ?
- comment les étoiles évoluent-elles et comment éjectent-elles les éléments lourds qu'elles ont produits en fin de vie et qui sont recyclés par la génération suivante d'étoiles et de planètes ?

### Étude des systèmes planétaires et recherche des éléments propices à la vie

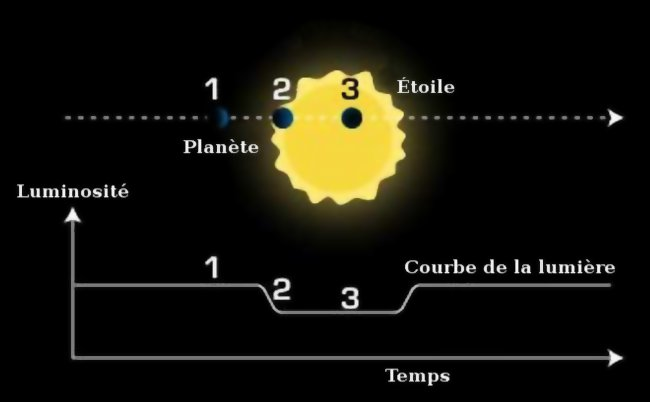
Schéma 1 : méthode du transit : le signal lumineux de l'étoile varie lorsque l'exoplanète s'interpose entre celle-ci et l'observatoire terrestre. Les caractéristiques spectrales du signal lumineux sont influencées par les caractéristiques de l'atmosphère (si présente) qui est traversée par la lumière.

Depuis le début des années 2000, des milliers d'exoplanètes ont été découvertes, dont certaines ont un diamètre proche de la Terre et se trouvent à une distance de leur étoile qui permet théoriquement la présence d'eau à l'état liquide, ce qui remplit donc une des conditions importantes pour l'apparition de la vie. Un des principaux objectifs du JWST est l'étude de l'atmosphère des exoplanètes afin de déterminer si les constituants permettant l'apparition de la vie (vapeur d'eau, oxygène…) sont présents dans d'autres systèmes solaires que le nôtre. Pour remplir cet objectif, le JSWT utilisera la méthode du transit (schéma 1) : celle-ci consiste à effectuer une analyse spectrale de la lumière de l'étoile au moment où l'exoplanète s'interpose entre celle-ci et l'observatoire spatial. Lorsque cet événement se produit, la quantité de lumière de l'étoile reçue diminue et sa composition spectrale est modifiée si elle traverse l'atmosphère de l'exoplanète. L'analyse du spectre du rayonnement infrarouge reçu fera apparaître des raies d'absorption (schéma 2), qui permettront de déduire la composition moléculaire de l'atmosphère de l'exoplanète.
Le JWST doit être également utilisé pour étudier les planètes de notre Système solaire, car sa sensibilité et sa résolution lui permettent de compléter les informations recueillies par les observatoires existants (terrestres, spatiaux et sondes spatiales). Le JWST observera Mars, les planètes géantes, les planètes naines (Pluton et Eris) et les petits corps du Système solaire, mais, par contre, ne pourra pas observer Vénus ni Mercure, trop proches du Soleil. Il permettra de découvrir de nouveaux petits corps célestes : planètes naines, objets de la ceinture de Kuiper, astéroïdes. Les observations porteront notamment sur les matériaux organiques présents à l'état de traces dans l'atmosphère de Mars et les cycles saisonniers des planètes géantes. Le JWST fournira des données spectrales sur les petits corps que les observatoires terrestres sont incapables de produire,.
Le JWST doit contribuer à répondre à de nombreuses questions sur cette thématique dont :
- quels sont les composants des disques protoplanétaires qui contribuent à la formation des planètes ?
- est-ce que les planètes se forment sur place ou est-ce que leur orbite se déplace ?
- quel est l'impact des planètes géantes sur les planètes plus petites ?
- existe-t-il des planètes situées dans la zone habitable de leur étoile, là où de l'eau à l'état liquide (et éventuellement de la vie) existe ?
- comment la vie s'est-elle développée sur la Terre ?

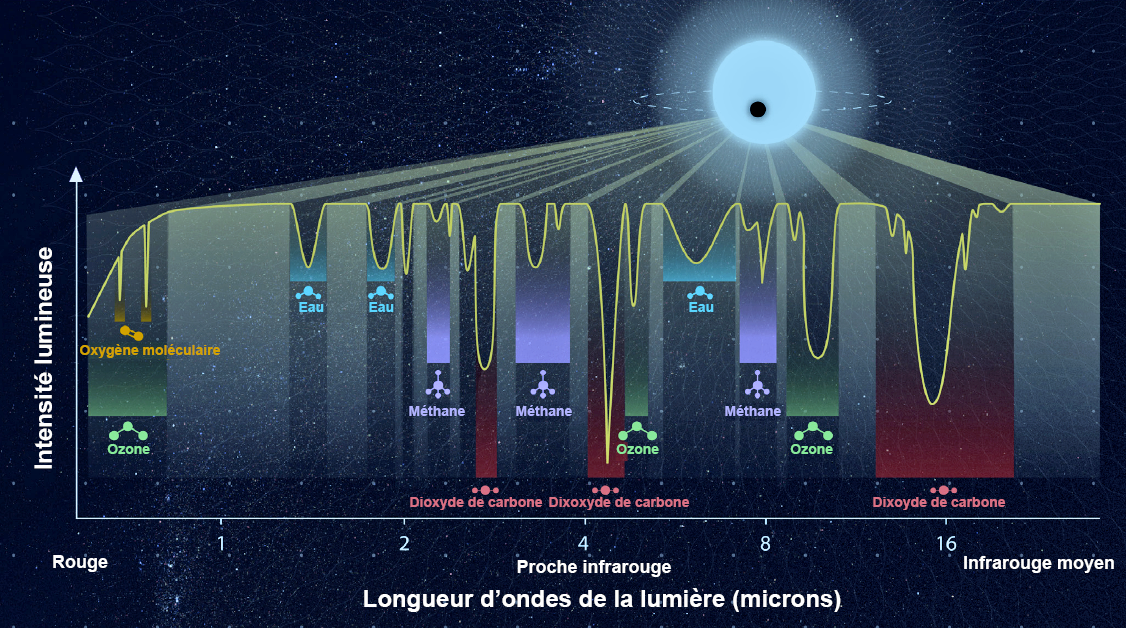
Schéma 2 : spectre d'une planète qui aurait une atmosphère à la composition similaire à celle de la Terre.

- y a-t-il eu de la vie sur Mars ?

## Architecture technique

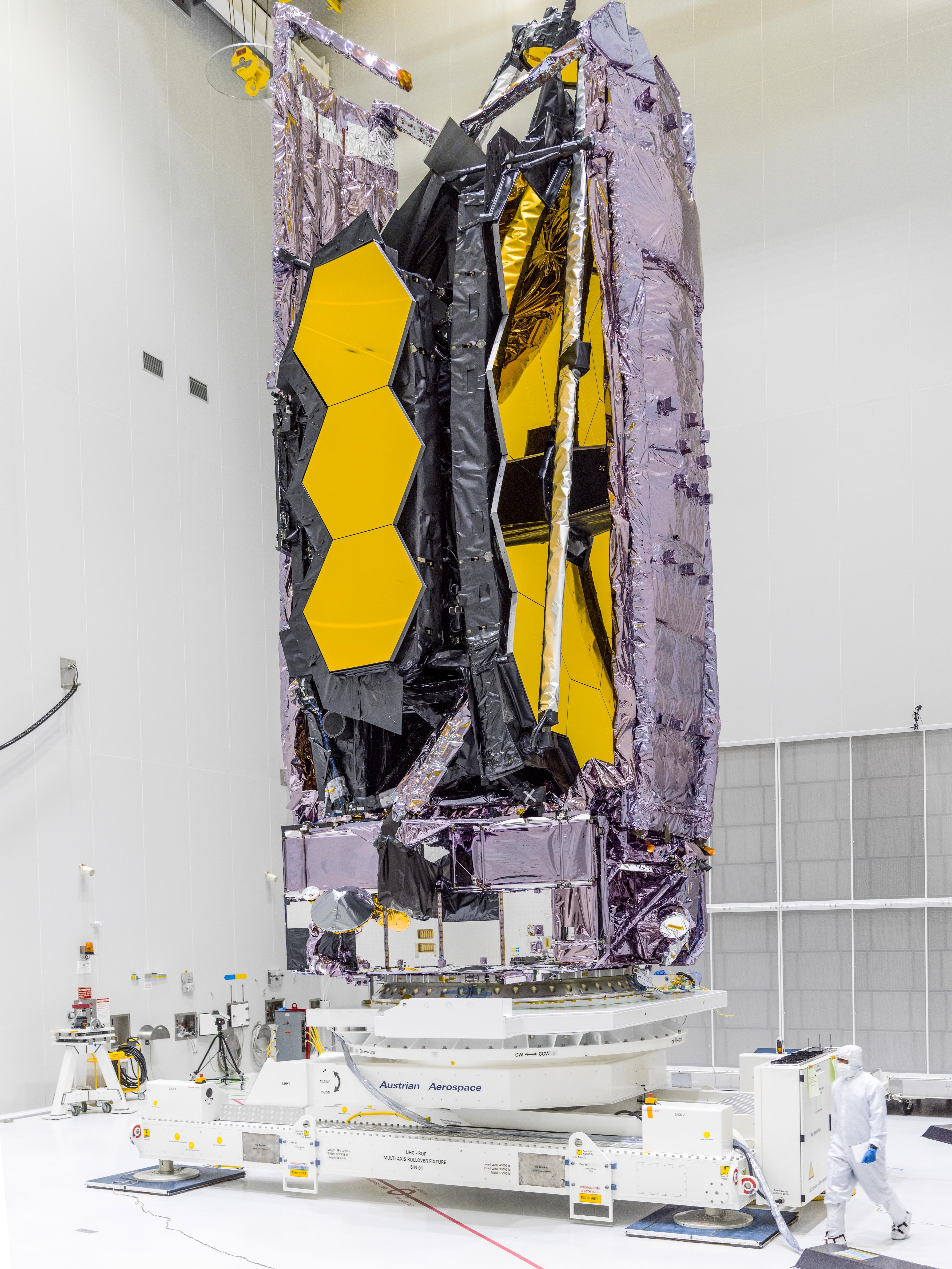
Le télescope spatial James Webb entièrement assemblé et en position repliée en salle blanche à Kourou peu avant son installation sur son lanceur Ariane 5 ; le technicien en bas de la photo donne l'échelle.

### Architecture générale
Pour remplir les objectifs fixés, le télescope est optimisé pour l'observation du rayonnement infrarouge plutôt que pour celle de la lumière visible. L'infrarouge permet d'observer les galaxies lointaines malgré leur décalage vers le rouge, d'examiner la formation des étoiles malgré la présence de poussières et d'étudier des objets dont la majorité ont une température très faible. La plage de longueurs d'onde observable est comprise entre 0,6 et 28 micromètres.
L'architecture résultant des objectifs poursuivis est particulièrement ambitieuse et complexe, car elle introduit plusieurs innovations techniques. Les principales innovations portent sur le miroir principal (faible masse, déploiement en orbite, système permettant d'ajuster les segments), le bouclier thermique (faible masse, déploiement complexe en orbite), le système de refroidissement des détecteurs de l'instrument MIRI (moyen infrarouge) et les micro-obturateurs de l'instrument NIRSpec reposant sur la technologie des MEMS.
Pour que les détecteurs infrarouges fonctionnent malgré les émissions thermiques provenant du télescope lui-même et de ses instruments, l'ensemble doit être maintenu dans une plage de température inférieure à 55 kelvins (aux alentours de 40 K, soit −233,15 °C). Pour maintenir les détecteurs en moyen infrarouge (longueur d'onde au-delà de 5 µm) à une température suffisamment basse, un système de refroidissement mécanique est adopté. Contrairement à un refroidissement par liquide cryogénique, son fonctionnement n'est pas limité dans le temps et il permet de réduire la masse du télescope. Pour maintenir la température des détecteurs en infrarouge dans la plage fixée, le télescope comporte un bouclier thermique d'une taille sans précédent (22 × 12 mètres). Ce bouclier est composé de plusieurs couches, espacées, de tissu métallisé, un matériau chargé de bloquer les rayons infrarouges en provenance du Soleil, de la Terre et de la Lune, et d'intercepter la lumière parasite. Le bouclier thermique maintient ainsi, de manière passive, la température des détecteurs à 37 K, ce qui permet d'obtenir de très bonnes performances dans l'infrarouge proche et moyen. La grande taille de ce bouclier thermique impose de le lancer, lui aussi, en position repliée et donc de le déplier également une fois en orbite.
La résolution angulaire choisie impose un télescope de grand diamètre (6,5 m), qui ne peut tenir sous la coiffe des lanceurs existants (diamètre extérieur maximal d'environ 5 m), ce qui nécessite de lancer le télescope avec son miroir primaire replié. Pour obtenir une surface optique parfaite, les composants des miroirs sont conçus de manière à pouvoir être ajustés une fois le télescope en orbite. Le télescope est de type anastigmatique à trois miroirs courbes, permettant de disposer d'un large champ de vue (2,2 × 4,4 minutes d'arc), en minimisant les principales aberrations optiques.
Les capacités spectrométriques du télescope sont particulièrement importantes, selon des modes multi-objets et champ intégral.
Le JWST est positionné au point de Lagrange L2 du système Soleil-Terre, qui présente plusieurs avantages. Le télescope, bien que situé à l'extérieur du champ de gravité terrestre, se maintient à une distance constante de la Terre, ce qui permet de transmettre les données à débit élevé de manière constante. D'autre part, le télescope étant situé à 1,5 million de kilomètres de la Terre, le rayonnement infrarouge, en provenance de la planète est moins élevé que s'il se trouvait en orbite autour de celle-ci, comme Hubble, ce qui contamine moins les mesures de télescope. Enfin, le Soleil et la Terre sont alignés ici, ce qui permet au bouclier thermique de protéger le télescope de ces deux sources de chaleur. La contrepartie est que, contrairement au télescope Hubble qui circule sur une orbite basse, le JWST est trop éloigné de la Terre pour qu'un équipage puisse intervenir en cas de défaillance technique.
La durée minimale de la mission est fixée à 5,5 ans pour pouvoir remplir les objectifs. L'observatoire spatial emporte des consommables (ergols) qui permettent d'effectuer des observations durant au moins vingt ans, des objectifs devant être atteints au bout de cinq ans. La masse totale est d'environ 6 173 kilogrammes au lancement. Celle-ci est limitée par la capacité maximale, pour l'orbite choisie, des lanceurs lourds disponibles à l'époque de la conception du télescope.

### Instruments
Le JWST emporte quatre instruments qui exploitent le rayonnement collecté par la partie optique du télescope spatial et qui sont chacun conçus pour remplir plusieurs des objectifs de la mission de JWST (voir la section infra pour davantage de détails) :
| Instrument | Bande spectrale micromètres | Image Taille du pixel champ de vue                                                             | Spectroscopie Mode, résolution | Autres caractéristiques                                         |
| ---------- | --------------------------- | ---------------------------------------------------------------------------------------------- | --- | --------------------------------------------------------------- |
| NIRCam     | 0,6 - 5                     | Champ de vue : 2,2 × 4,4 minutes d'arc Pixel : 32 et 65 (>2,4 micromètres) millisecondes d'arc | | 19 filtres larges et étroits Coronographe                       |
| NIRSpec    | 0,6 - 5                     |                                                                                                | Mode multi-objets : 100 objets observables sur 9 minarc2, résolution spectrale jusqu'à 2 700 Mode champ intégral : 900 spectres sur champ de vue 3″ × 3″ Mode fente : 3 fentes avec résolution spectrale jusqu'à 2 700 |                                                                 |
| MIRI       | 5-28,5                      | Champ de vue : 74 × 113 secondes d'arc Pixel : 110 millisecondes d'arc                         | Mode champ intégral : champ de vue 3″ × 3″ et résolution spectrale 1 500 Basse résolution 100 entre 5 et 11 micromètres                                                                                                | Coronographe 10,65, 11,4, 15,5 et 23 micromètres                |
| NIRISS     | 0,6 - 5                     | Champ de vue : 2,2 × 2,2 minutes d'arc                                                         | Résolution spectrale 150 (0,8-2,25 micromètres) Résolution spectrale 700 (0,7-2,5 micromètres) | Interféromètre 3,8, 4,3 et 4,8 micromètres Deux jeux de filtres |

#### NIRCam
La caméra NIRCam est l'instrument principal pour la fourniture d'images dans le proche infrarouge (0,6 à 5 µm) qui permet de s'affranchir de la poussière (étoile et système planétaire en formation). Elle est équipée d'un coronographe permettant de photographier les exoplanètes dont la lumière est très faible par rapport à leur étoile, en masquant cette dernière. L'instrument doit permettre notamment de réaliser des photos et des spectres de jeunes exoplanètes et de leur atmosphère, et d'analyser les poussières chaudes et les gaz moléculaires des jeunes étoiles et des disques protoplanétaires.

#### NIRSpec
NIRSpec (Near-InfraRed Spectrometer, en français « spectromètre pour l'infrarouge proche ») est un instrument polyvalent fonctionnant dans le proche infrarouge de 0,6 à 5,3 µm. Outre la spectroscopie à fente classique, il dispose d'un mode multi-objets grâce à une matrice de micro-obturateurs programmables (Micro-Shutter Assembly, MSA) qui permet de réaliser simultanément le spectre de 100 objets sélectionnés dans un champ de 3,6 × 3,6 minutes d'arc. Chaque objet est observé via une ouverture correspondant à un champ de 0,20 × 0,45 seconde d'arc. La résolution spectrale peut être de 100, 1 000 ou 2 700. Il est ainsi optimisé pour l'observation de galaxies très lointaines, peu lumineuses, en permettant l'observation de plusieurs objets en parallèle durant des temps d'exposition très longs. Il permet également de réaliser des spectres en « champ intégral ».

#### MIRI
MIRI (en anglais : Mid InfraRed Instrument, « instrument pour l'infrarouge moyen ») est le seul instrument observant dans l'infrarouge moyen de 5 à 28 µm. Cet instrument fournit à la fois des images et des spectres (spectro-imageur). La résolution de MIRI est de 0,11 seconde d'arc par pixel, pour un champ de vue maximum de 74 × 113 secondes d'arc. Quatre modes d'observation sont possibles : images, coronographie, spectroscopie à basse résolution (résolution spectrale de 100) entre 5 et 11 µm et spectroscopie à « champ intégral » sur un champ de vue de 3 × 3 secondes d'arc, avec une résolution spectrale d'environ 1 500.

#### NIRISS / FGS
NIRISS (Near Infrared Imager and Slitless Spectrograph) est un instrument secondaire associé au système de guidage fin FGS, mais indépendant de celui-ci. Il s'agit d'un spectro-imageur permettant de réaliser des spectres et des images. Seul instrument équipé d'un masque d'ouverture, il dispose de la capacité unique de réaliser des images d'un objet unique et brillant, avec une résolution angulaire supérieure à celle de tous les autres instruments.

### Comparaison avecHubbleetSpitzer
| Caractéristique      | JWST                                          | Hubble                                                        | Spitzer                                          |
| -------------------- | --------------------------------------------- | ------------------------------------------------------------- | ------------------------------------------------ |
| Mise en service      | 2021-                                         | 1990-                                                         | 2003-2020                                        |
| Longueurs d'onde     | 0,6–28 micromètres Infrarouge proche et moyen | 0,1–2,5 micromètres Ultraviolet, visible et infrarouge proche | 3,6–180 micromètres Infrarouge moyen et lointain |
| Dimensions           | 22 × 12 m                                     | Long. 13,2 m × ∅ 4,2 m                                        | Long. 4,45 m × ∅2,1 m                            |
| Masse                | 6,2 t                                         | 11 t                                                          | 0,95 t                                           |
| Orbite               | Point de Lagrange L2                          | Orbite basse                                                  | Orbite héliocentrique                            |
| Résolution angulaire | 0,1"                                          | 0,1"                                                          | 1,5"                                             |
| Champ de vue         |                                               |                                                               |                                                  |
| Spectroscopie        | « Multi-objets » « Champ intégral »           |                                                               |                                                  |

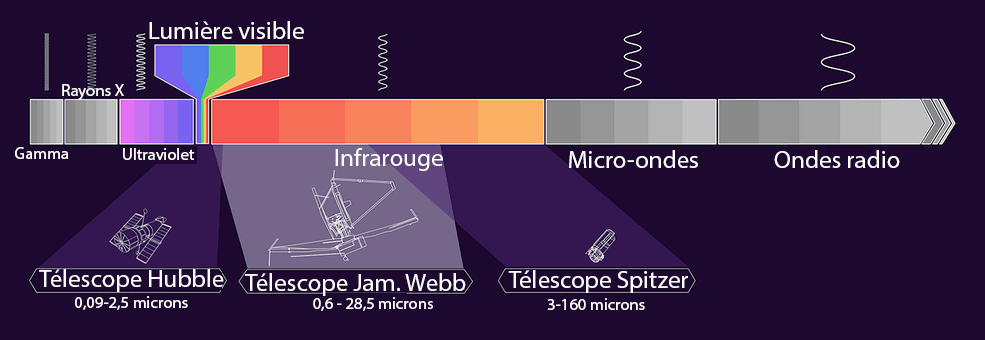
Portions du spectre électromagnétique observées respectivement par les télescopes James Webb, Hubble et Spitzer.

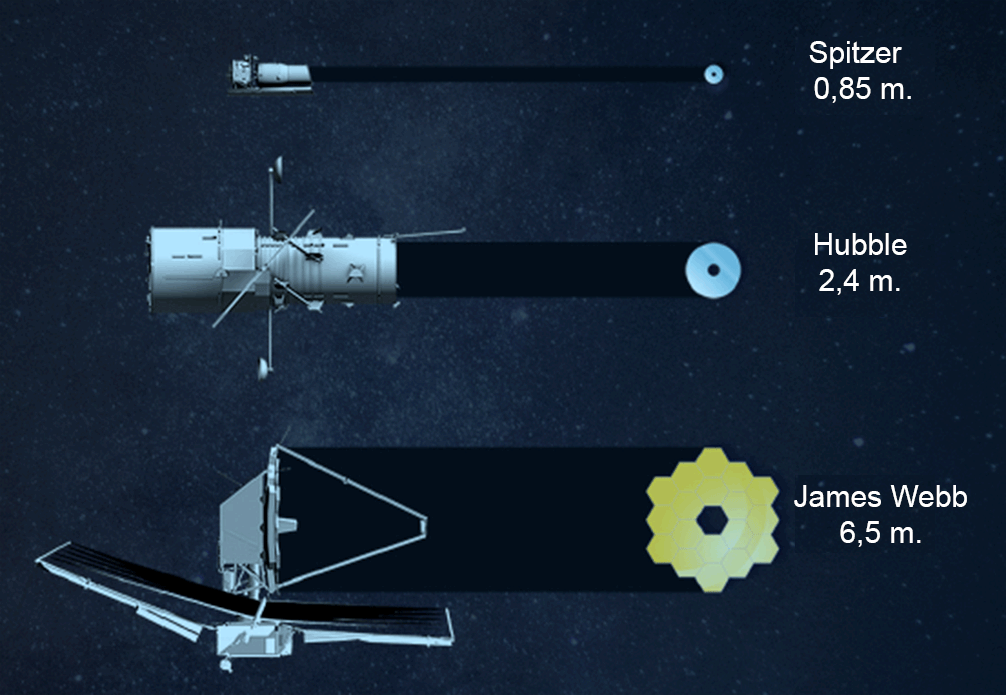
Comparaison de la taille des miroirs des télescopes spatiaux Spitzer, Hubble et James Webb.

Pour l'astronomie infrarouge, le télescope James Webb prend la suite de Spitzer, grand télescope spatial de la NASA qui a été placé en orbite en 2003 et dont la mission s'est achevée en 2020. Par ses capacités exceptionnelles, il est considéré comme le successeur (mais non le remplaçant) du télescope spatial Hubble lancé en 1990 par la NASA et toujours en activité en 2021. Le James Webb combine une très grande ouverture avec une qualité d'image caractérisée par une faible diffraction et une sensibilité sur un large spectre infrarouge. Aucun observatoire terrestre ou spatial ne possède ses caractéristiques. Le diamètre de Hubble est beaucoup plus faible et il ne peut observer dans l'infrarouge que jusqu'à 2,5 micromètres, contre 28 µm pour JWST. Par contre, Hubble couvre l'ultraviolet et une partie de la lumière visible que le JWST ne peut observer. Le miroir de Spitzer a un diamètre beaucoup plus faible (83 cm) et il est beaucoup moins sensible et dispose d'une résolution angulaire beaucoup plus basse. En spectroscopie, le télescope James Webb dispose, grâce à ses modes multi-objets et champ intégral, de capacités absentes chez Hubble et Spitzer. Ses caractéristiques lui permettent d'observer l'ensemble des galaxies dont le décalage vers le rouge est compris entre 6 et 10 et de détecter la lumière des premières galaxies apparues après le Big Bang, dont le décalage vers le rouge est d'environ 15. Le télescope James Webb est conçu pour être complémentaire, par rapport aux futurs grands observatoires terrestres comme le Télescope de Trente Mètres, dans les longueurs d'onde allant jusqu'à 2,5 µm. Il leur est supérieur au-delà de cette longueur d'onde, car les observatoires terrestres sont handicapés par les émissions thermiques de l'atmosphère.
Le véritable remplaçant du télescope Hubble, capable d'observer dans les mêmes longueurs d'onde (de l'ultraviolet au proche infrarouge) est, en 2021, au stade de l'étude et ne devrait pas être lancé avant 2035/2040. Deux projets ont été proposés en 2019 à la NASA : Habitable Exoplanet Observatory (HabEx), spécialisé dans l'observation des exoplanètes relativement proches du système solaire, et Large UV/Optical/Infrared Surveyor (LUVOIR), qui reprend l'architecture du JWST (miroir segmenté, large pare-soleil), mais avec un diamètre porté à 8 ou 16 mètres. L'Académie des sciences a fait une évaluation de ces projets en 2021 et recommande le développement du projet LUVOIR, dans une version plus réduite (miroir de 6,5 mètres) qui permettrait, grâce à sa ressemblance avec le JWST, de diminuer les couts et les délais tout en réduisant les risques.

### Performances
Le télescope spatial James Webb dispose d'un pouvoir de résolution de 0,1 seconde d'arc, pour une longueur d'onde de deux micromètres. Cette capacité permet de distinguer un ballon de football placé à une distance de 550 km. Elle est à peu près équivalente à celle du télescope spatial Hubble, pourtant doté d'un miroir d'un diamètre bien inférieur (2,75 fois plus petit). Mais celui-ci effectue ses observations dans des longueurs d'onde plus courtes (environ 0,7 micromètre). Or, à taille de miroir égale, le pouvoir de résolution est d'autant plus grand que la longueur d'onde est courte.

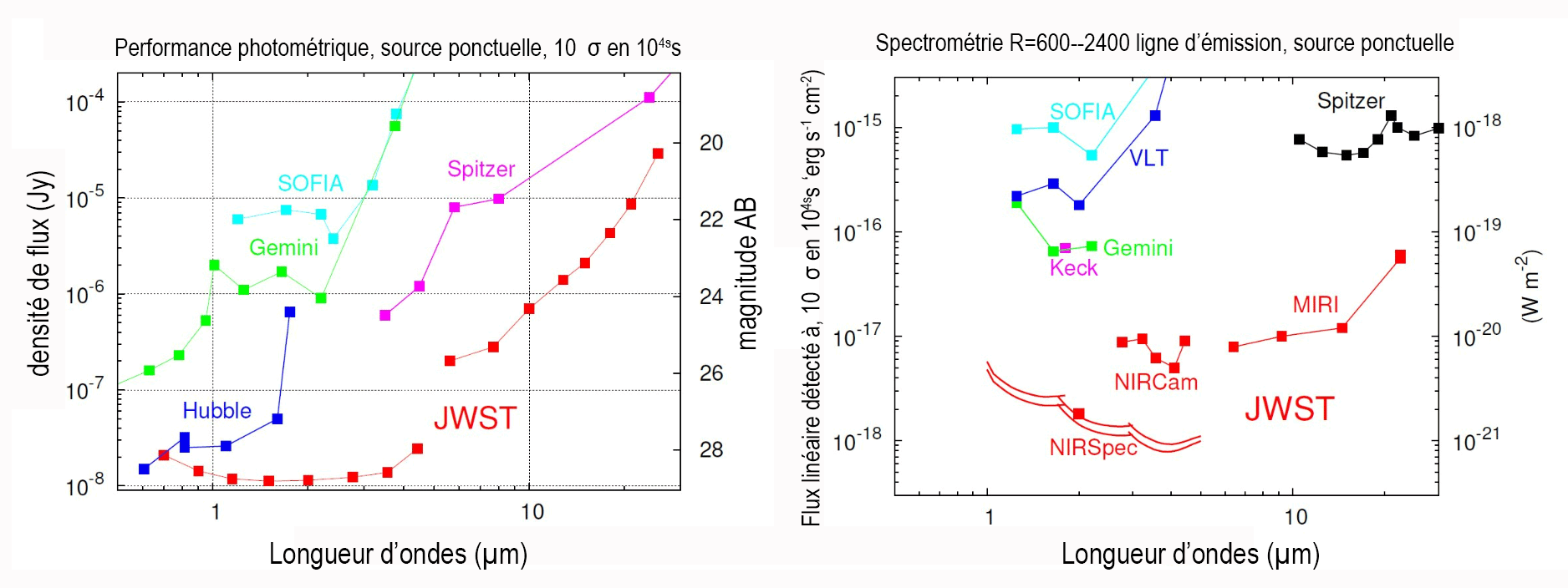
Performances comparées, en optique et en spectrométrie, des instruments NIRCam, MIRI, NIRSpec de JWST (en rouge) avec les télescopes infrarouge les plus puissants : les observatoires terrestres Gemini, Keck, l'observatoire aéroporté SOFIA et les télescopes spatiaux Hubble et Spitzer.

## Construction du télescope spatial (2009-2021)
La construction du télescope spatial commence en 2009 lorsque le projet est approuvé par la NASA. Son coût est alors établi à 4,964 milliards de dollars américains, avec une date de lancement planifiée en juin 2014. Le projet prend très rapidement du retard sur l'avancement prévu et le budget explose. Les raisons de ce dérapage sont multiples : sous-estimation initiale du coût, problèmes d'organisation, mise au point de nouvelles technologies, complexité des tests du système complet, procédures d'assemblage lacunaires chez le principal contractant,[réf. nécessaire] pandémie de COVID-19. Finalement, les caractéristiques du télescope spatial ne sont pas dégradées, mais la livraison est repoussée à 2021 et le coût du projet fait plus que doubler.

### Fabrication et test des composants (2009-2016)

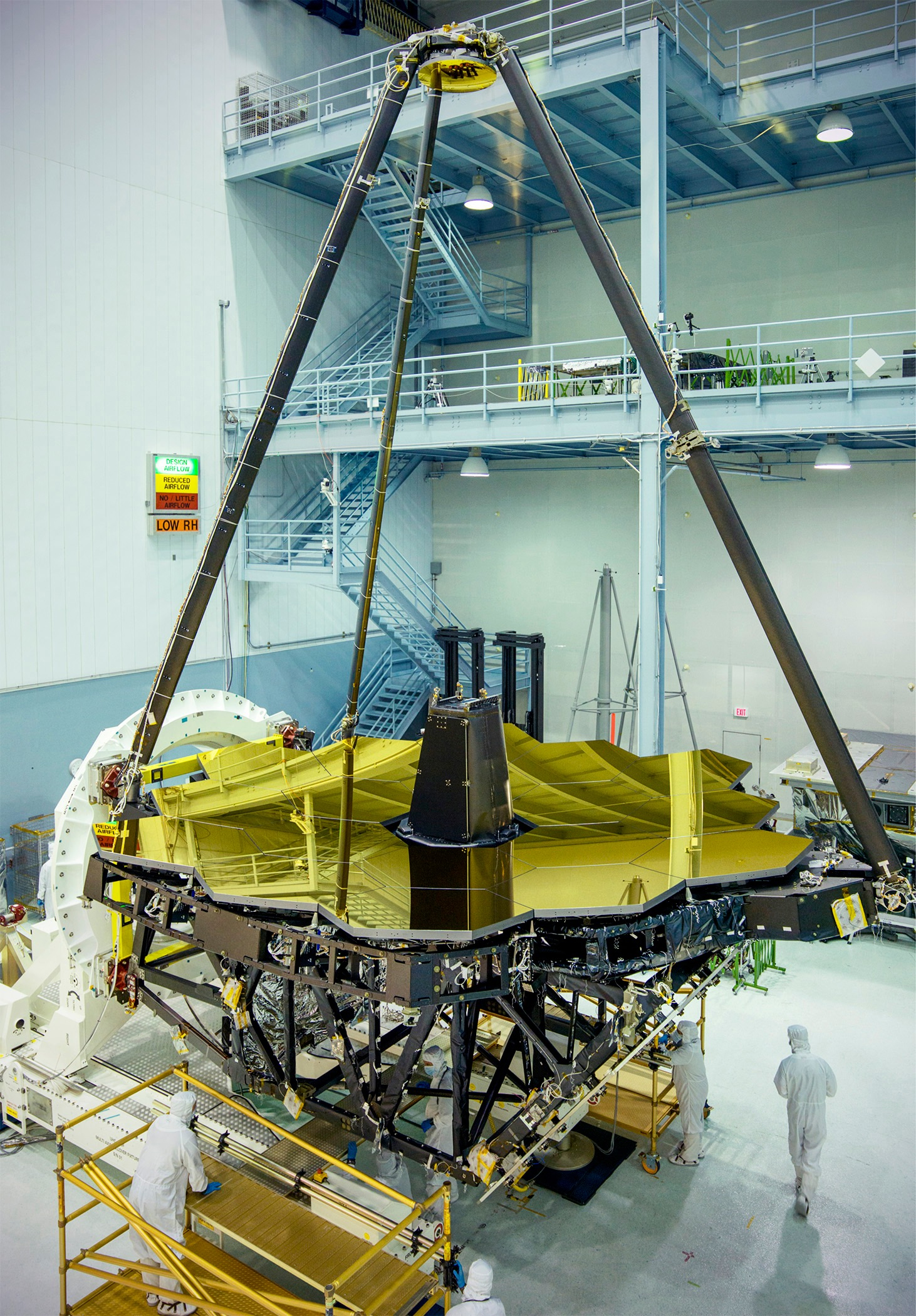
La partie optique entièrement assemblée avec le support du miroir secondaire déployé.

En mars 2010, le JWST passe la revue critique de conception, dont l'objectif est de s'assurer que le télescope spatial remplit bien tous les objectifs scientifiques et techniques fixés par le cahier des charges. En novembre 2011, la réalisation des segments du miroir primaire s'achève. Ceux-ci, après polissage, ont été recouverts d'une mince couche d'or et ont subi avec succès un test cryogénique destiné à s'assurer de leur comportement lorsqu'ils seront exposés au froid de l'espace. Le centre spatial Goddard réceptionne en janvier 2012 les deux premiers instruments scientifiques — le spectromètre MIRI (Mid InfraRed Instrument), fonctionnant dans l'infrarouge moyen, livré par l'Agence spatiale européenne, et le spectro-imageur NIRISS (Near Infrared Imager and Slitless Spectrograph), fourni par l'Agence spatiale canadienne — ainsi que le système de guidage fin FGS (Fine Guidance Sensor and Near Infrared Imager and Slitless Spectrograph), livré par la même agence. Ball livre au centre Goddard les trois premiers segments du miroir primaire, tandis que Northrop Grumman et son partenaire ATK achèvent la fabrication de la partie centrale de la structure supportant le miroir primaire.
Fin février 2012 s'achève la construction des deux parties mobiles du support du miroir primaire, tandis que les deux derniers instruments scientifiques, la caméra NIRCam (Near-InfraRed Camera) et le spectrographe NIRSpec (Near InfraRed Spectrograph), sont livrés respectivement par l'université de l'Arizona et l'Agence spatiale européenne. La construction de la plateforme, qui rassemble tous les équipements de support, s'achève en 2014. Grumman réalise un modèle d'ingénierie à l'échelle 1 du bouclier thermique, pour tester son pliage et son déploiement. La même année, le module ISIM (Integrated Science Instrument Module), dans lequel ont été assemblés les quatre instruments scientifiques, subit avec succès une série de tests thermiques qui permettent de vérifier les performances et le comportement de l'électronique associée. En octobre 2015, la partie optique du télescope (l'OTE, pour Optical Telescope Element), comprenant les 18 segments du miroir primaire, la structure de support ainsi que le miroir secondaire, est assemblée. En mars 2016, la partie optique, l'ISIM et les instruments scientifiques sont à leur tour assemblés. La fabrication de l'ensemble des composants s'achève courant 2016.

### Assemblage final et tests d'intégration (2017-2021)

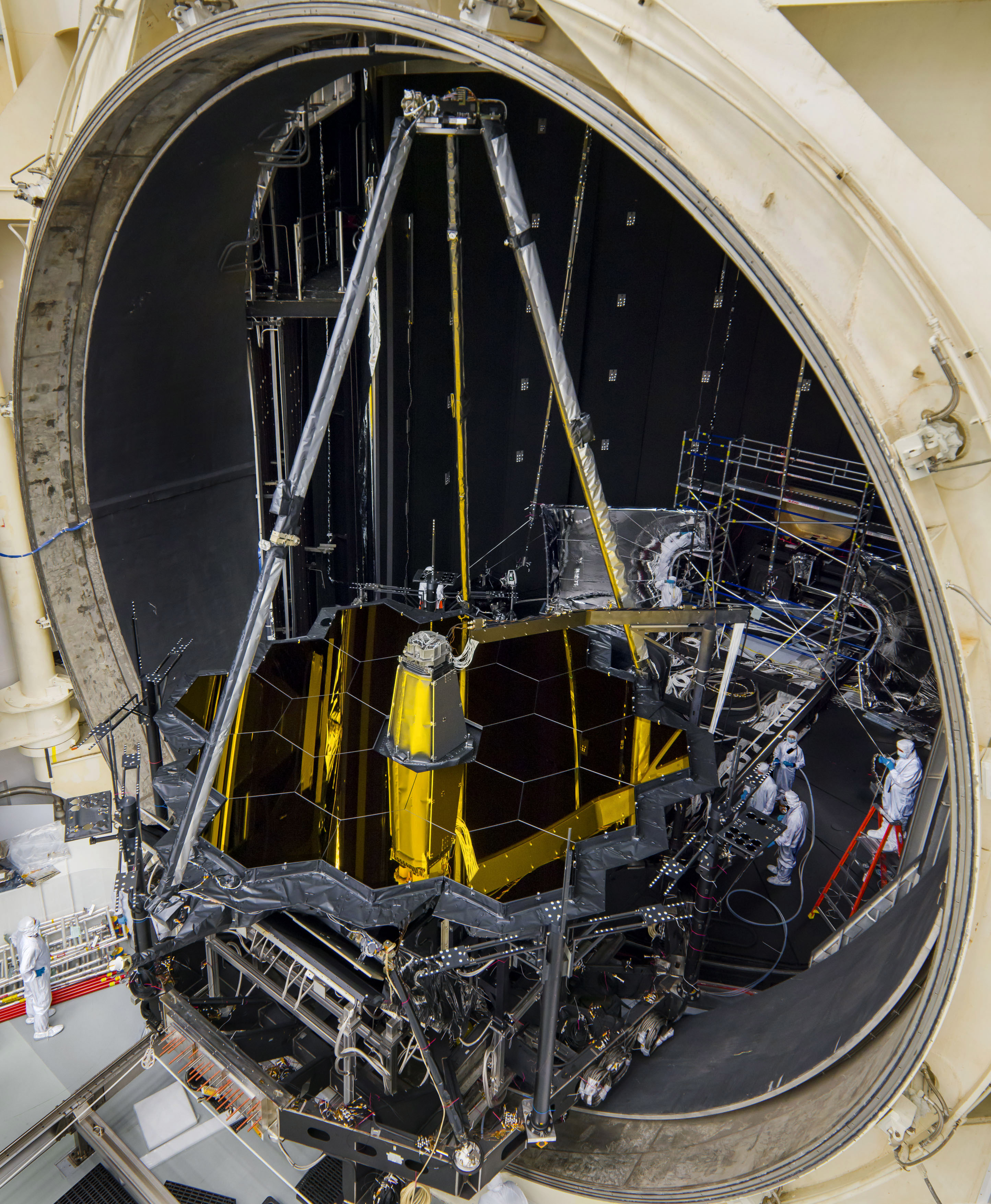
L'ensemble formé par l'optique et les instruments est installé dans l'énorme chambre à vide (17 mètres de diamètre et 27 mètres de haut) du simulateur d'environnement spatial au Centre spatial Lyndon Johnson (NASA) pour tester le fonctionnement du télescope dans le vide à une température de 37 K.

Fin 2016, tous les composants (instruments, équipements électronique, parties mobiles) ont été testés individuellement, y compris les segments formant le miroir primaire. Le projet entame une phase à la fois coûteuse et complexe, consistant à vérifier le fonctionnement de l'ensemble du télescope. Du fait de sa taille, le télescope spatial James Webb ne peut être testé entièrement assemblé dans des conditions similaires à celles qu'il subira dans l'espace (vide spatial, absence de gravité, température). Mais, contrairement à Hubble et malgré le coût très élevé de cette opération, les responsables du projet ont décidé de vérifier, dans des conditions réalistes (hormis l'absence de gravité), l'ensemble de la chaine optique (du miroir primaire aux instruments), pour éviter une anomalie similaire à celle ayant affecté le miroir primaire de Hubble. En mai 2017, l'ensemble formé par la partie optique et les instruments est convoyé par bateau au Centre spatial Johnson, à Houston (Texas). Là, des tests optiques sont réalisés dans la chambre à vide A du simulateur d'environnement spatial. Les opérateurs parviennent à ajuster le miroir primaire avec la précision exigée, compte tenu de la présence de la gravité, et à obtenir des images ayant la résolution attendue,. Début 2018, le comité chargé de la revue d'avancement constate des retards touchant notamment le bouclier thermique et le système de propulsion. Pour venir à bout des problèmes qui subsistent, la NASA repousse le lancement, prévu en mai 2019, au mois de mai 2020, puis en mars 2021. Puis le bouclier thermique, la plateforme, l'ISIM et l'optique chez Northrop Grumman sont conduits sur le site de Redondo Beach en Californie pour l'assemblage final et les tests d'intégration.
La pandémie de Covid-19, qui frappe les États-Unis au cours du premier semestre 2020, bouleverse le rythme de travail des équipes. En juin 2020, la date de lancement, prévue en mars 2021, est repoussée à fin octobre à cause d'une anomalie touchant la coiffe de la fusée Ariane 5,,. En juillet 2021, le télescope spatial achève avec succès les tests d'intégration chez Northrop Grumman. Il est installé dans un contenant bénéficiant d'un environnement contrôlé et convoyé par la route jusqu'au port de Seal Beach (Californie) distant de quarante kilomètres. Là, il est embarqué à bord du cargo MN Colibri, (navire roulier affrété par Arianespace pour le transport des lanceurs Ariane et des satellites entre l'Europe et la base de Kourou), pour un périple de quinze jours passant par le canal de Panama, à destination du port de Pariacabo (Guyane francaise), non loin de la base de Kourou, où il arrive le 13 octobre.

### Envolée des coûts et reports de la date de lancement
Durant la phase de définition du projet, l'estimation du coût de développement du télescope spatial oscille entre 1 et 3,5 milliards USD, avec une date de lancement allant de 2007 à 2011. En 2006, le coût du développement est réévalué à 4,5 milliards USD et la date de lancement est repoussée à 2013. L'augmentation du budget est attribuée pour moitié au report de la date de lancement, comprenant un délai d'un an pour le choix d'utiliser le lanceur européen Ariane 5 et un autre de dix mois dû à la réduction du budget des programmes scientifiques de la NASA, en 2006 et 2007, sous la législature du président Bush. Pour un tiers, le surcoût découle de modifications tardives des besoins. En avril 2009, le projet est approuvé et le budget est fixé à 4,964 milliards USD, avec une date de lancement prévue en juin 2014.
| Année estimation | Date Lancement         | Cout milliards de dollars |
| ---------------- | ---------------------- | ------------------------- |
| 1997             | Études de faisabilité  | Études de faisabilité     |
| 1997             | 2007                   | 0,5                       |
| 1998             | 2007                   | 1                         |
| 1999             | 2007 à 2008            | 1                         |
| 2000             | 2009                   | 1,8                       |
| 2002             | 2010                   | 2,5                       |
| 2002             | Conception générale    | Conception générale       |
| 2003             | 2011                   | 2,5                       |
| 2005             | 2013                   | 3                         |
| 2006             | 2014                   | 4,5                       |
| 2009             | Début du développement | Début du développement    |
| 2009             | 2014                   | 4,5                       |
| 2011             | 2018                   | 8,7                       |
| 2013             | 2018                   | 8,8                       |
| 2017             | Tests d'intégration    | Tests d'intégration       |
| 2018             | mars 2021              | 9,66                      |
| 2020             | octobre 2021,          |                           |

Au cours des années suivantes, le coût de construction est réévalué à plusieurs reprises et la date de lancement est régulièrement repoussée. En 2010, à la suite de premiers glissements de budget et de délais du projet, la commission chargée des affaires spatiales du Sénat américain demande que le projet soit examiné par une commission indépendante. Le rapport de celle-ci met en évidence de nombreux problèmes de management, d'estimation des coûts et de communication. À la suite de celui-ci, la NASA revoit la planification du projet. Son coût passe à 8,835 milliards USD en incluant la gestion opérationnelle (la participation de l'Agence spatiale européenne de 650 millions USD n'est pas intégrée dans cette somme) et la date de lancement est repoussée à octobre 2018. Au cours de l'été 2011, l'annulation du projet est envisagée par certains représentants du Congrès américain. Finalement, le projet échappe à l'annulation, mais la NASA est sommée de communiquer, avec une périodicité mensuelle, l'évolution de l'avancement du projet et de son coût,. Toutefois, la part budgétaire du programme d'astronomie de l'agence spatiale absorbée par ce projet pénalise désormais les autres projets, soulevant des protestations au sein de la communauté des astronomes.
En septembre 2017, la NASA annonce un nouveau report de la date de lancement, désormais fixée à juin 2019. Les causes de ce changement sont des complications rencontrées au moment de l'intégration des différents composants du télescope spatial, ainsi que différents problèmes techniques. En mars 2018, l'agence spatiale américaine annonce, à la suite d'une analyse des risques affectant la tenue des délais du projet, un nouveau décalage dans la date de lancement, repoussée à mai 2020. En juin 2018, le coût du télescope spatial est réévalué à 9,66 milliards de dollars et le lancement reporté à mai 2020, puis au 30 mars 2021. En juillet 2020, l'agence spatiale américaine annonce un nouveau report de sept mois (soit pour octobre 2021), provoqué par des problèmes rencontrés dans les tests d'intégration et par la pandémie de Covid-19 en cours. Un ultime report est annoncé en septembre 2021 à la suite d'un problème de coiffe rencontré par le lanceur Ariane 5. La nouvelle date de lancement est désormais fixée à fin décembre 2021.
En octobre 2021, le coût total du télescope spatial est estimé à 9,7 milliards USD, dont 8,8 milliards USD pour le développement du télescope (2004-2021) et 861 millions USD pour les opérations durant les cinq années de la mission primaire (2022-2026). En prenant en compte l'inflation, cela représente environ 10,8 milliards USD en 2020. Cette somme ne prend pas en compte la participation de l'Agence spatiale européenne (700 millions d'euros, soit 800 millions USD) ni celle de l'Agence spatiale canadienne (200 millions de dollars canadiens, soit 150 millions USD). Cela place le télescope spatial James Webb parmi les projets scientifiques les plus coûteux de l'histoire, proche du Grand collisionneur de hadrons du CERN et du télescope spatial Hubble, son prédécesseur. Bien que le JWST ait fortement gêné les autres projets d'astronomie spatiale, en consommant durant vingt ans le tiers de l'enveloppe allouée à ce domaine à la NASA, presque toute la communauté des astronomes estime que l'investissement se justifie. Le télescope Hubble, qui avait à son époque subi des dépassements en coût et en délai du même ordre de grandeur, fait aujourd'hui la quasi-unanimité, tant son rôle dans les progrès de l'astronomie, ces trente dernières années, a été important. Le télescope JWST dispose d'atouts lui permettant de contribuer à des percées scientifiques du même ordre.

## Déroulement de la mission
Le télescope James Webb a été lancé le 25 décembre 2021 par une fusée Ariane 5, depuis la base de Kourou en Guyane française. Il est placé, après un transit d'un mois, en orbite autour du point de Lagrange L2 du système Soleil-Terre, situé à 1,5 million de kilomètres de la Terre, du côté opposé au Soleil. À la suite d'une phase de mise en service de six mois, comprenant un déploiement particulièrement délicat de son bouclier thermique et de ses miroirs, débute la mission scientifique d'une durée de cinq ans, qui doit permettre de remplir les objectifs assignés au télescope JWST. Le JWST emporte des réserves d'ergols qui doivent lui permettre de rester en fonctionnement pendant au moins vingt ans.

### Lancement

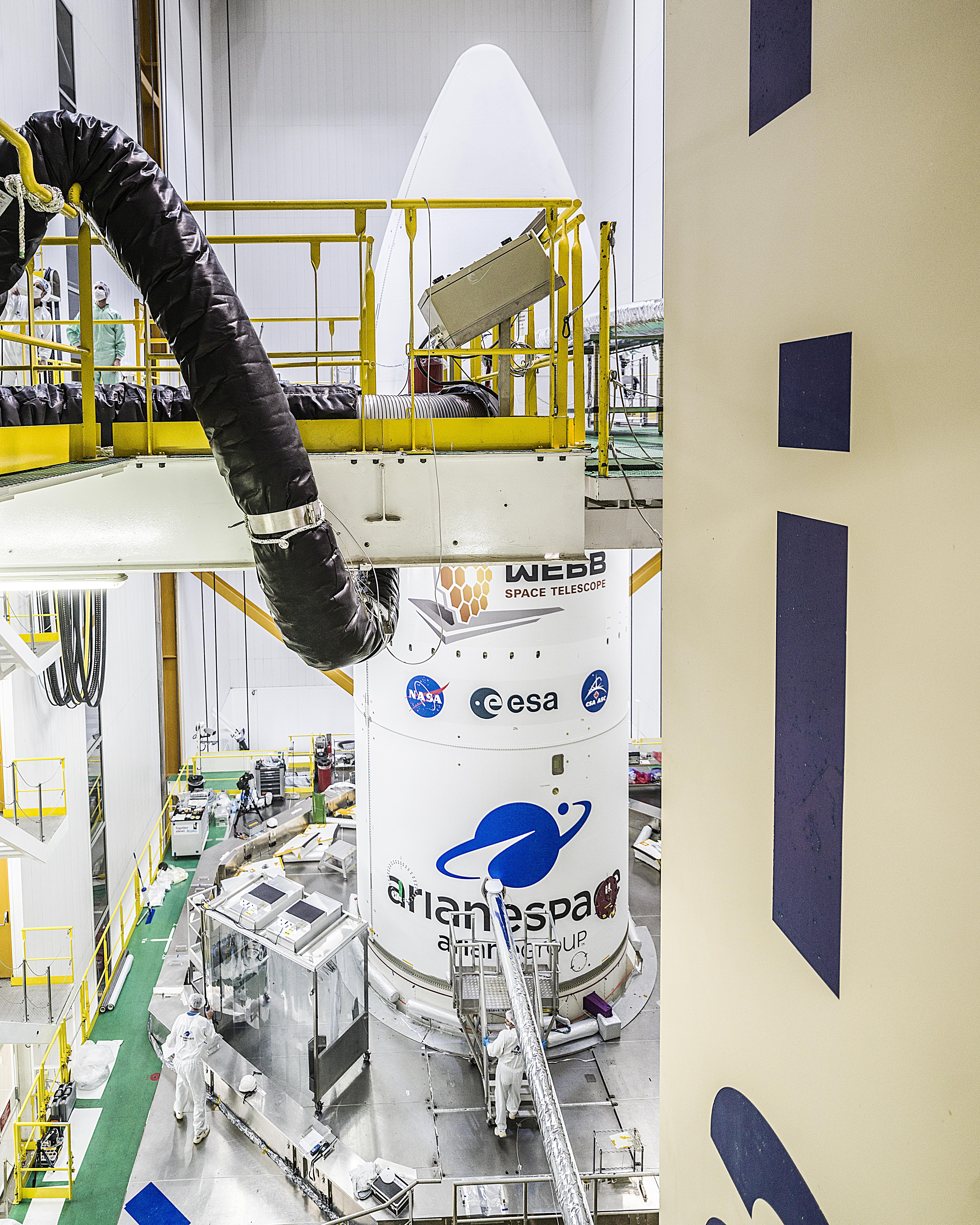
Le télescope spatial sous la coiffe du lanceur Ariane 5.

Le télescope spatial James Webb est lancé le 25 décembre 2021 depuis le centre spatial de Kourou en Guyane par une fusée Ariane 5 ECA,. La campagne de préparation du lancement qui a lieu sur le site a une durée de 55 jours. À l’issue de cette phase, le télescope spatial est placé sous la coiffe du lanceur dont il occupe pratiquement tout le volume intérieur, haut de 16,19 m pour un diamètre de 4,57 m. La fenêtre de lancement de l'observatoire spatial James Webb comporte peu de contraintes et le lancement peut avoir lieu 270 jours par an. La fenêtre de lancement quotidienne a une durée variable qui peut aller jusqu'à 90 minutes et se situe généralement entre 11 h 45 et 14 h UTC, correspondant à la fin de la matinée/milieu de jour en heure locale,.
Le lancement du télescope spatial James Webb présente des particularités imposées par ses caractéristiques. Pour éviter que d'éventuelles poches d'air résiduelles puissent entraîner le déchirement du fragile bouclier thermique au moment de l'ouverture de la coiffe, les vingt-huit évents situés dans celle-ci, qui assurent une dépressurisation progressive au fur et à mesure de l'ascension du lanceur, ont été modifiés. Plusieurs mesures ont été également prises pour supprimer toute exposition prolongée du miroir primaire au Soleil, chose susceptible de déformer sa structure. Le lancement s'effectue vers midi pour que, durant son ascension, le Soleil illumine le nez du lanceur et, à la séparation du télescope, sa partie arrière. La loi d'orientation du lanceur a été modifiée (contrôle du roulis) pour éviter d'exposer directement les segments du miroir primaire au Soleil et de créer un point chaud. Nonobstant ces quelques adaptations, le profil de vol diffère peu de celui d'un satellite de télécommunications de grande taille à destination de l'orbite géostationnaire. Le télescope spatial, avec sa masse de 6,2 t, inférieure à la capacité d'injection en orbite de transfert géostationnaire (GTO) d’Ariane 5, peut être facilement placé sur sa trajectoire à destination du point de Lagrange L2, car celle-ci ne demande qu'un faible surplus de vitesse par rapport à l'orbite GTO. 206 secondes après le décollage, alors que la fusée se trouve à une altitude de 115 km, les deux moitiés de la coiffe sont larguées et le télescope JWST commence à transmettre des télémesures aux contrôleurs au sol. La séparation du JWST avec le deuxième étage du lanceur intervient à une altitude de 1 400 km, soit environ trente minutes après le décollage,.

### Transit vers le point de Lagrange

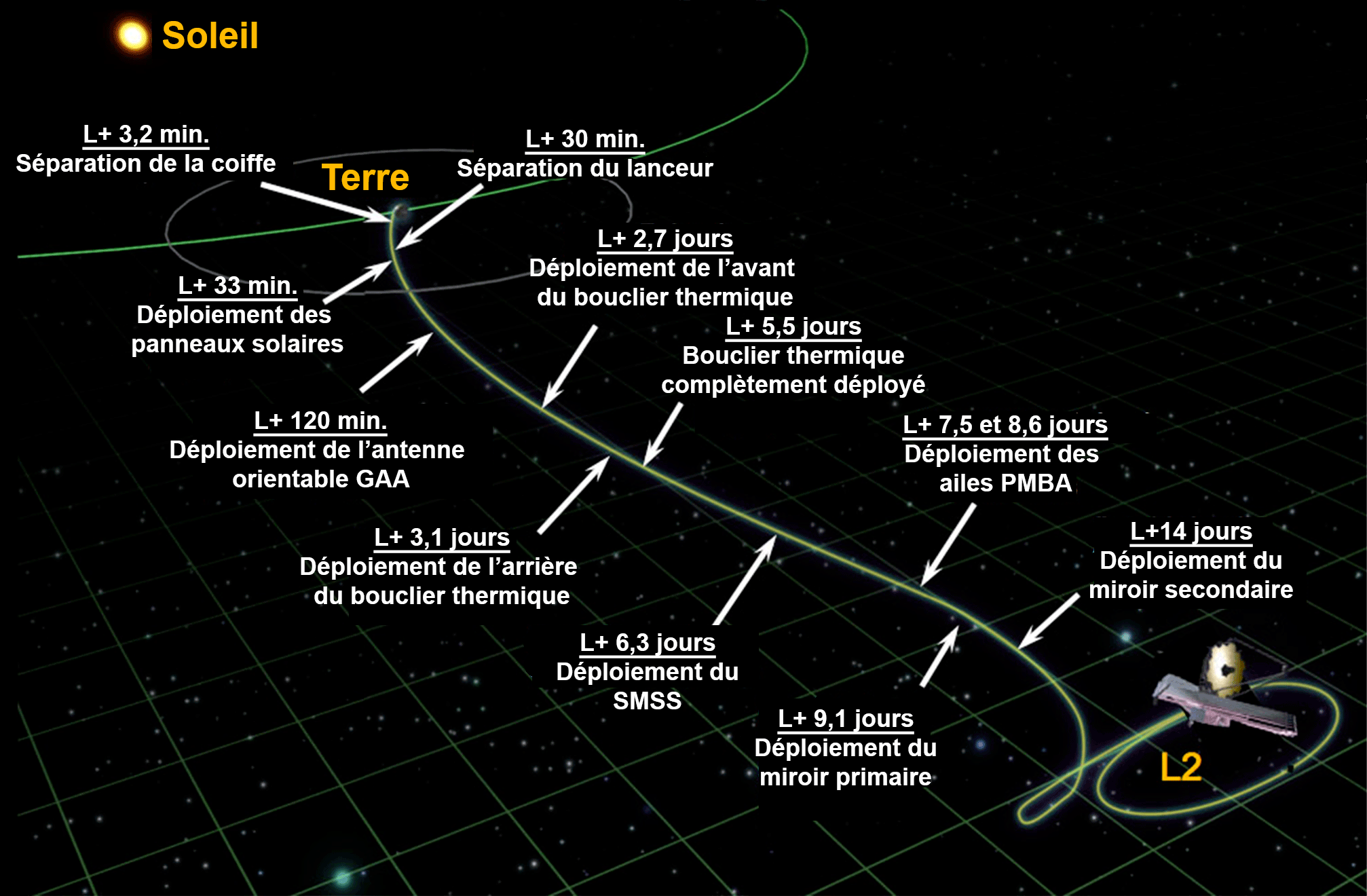
Schéma 2 : déroulement du transit du télescope entre la Terre et le.

L'observatoire spatial entame alors son voyage vers sa destination, le point de Lagrange L2, distant de 1,5 million de kilomètres de la Terre. Le lanceur a placé le télescope spatial sur une trajectoire qui l'amène directement vers son objectif. Le JWST va progressivement quitter le champ gravitationnel terrestre, dont l'influence s'atténue jusqu'à s'annuler au point de Lagrange L2. Se déplaçant grâce à l'impulsion donnée par le lanceur, il voit sa vitesse diminuer au fur et à mesure qu'il s'éloigne de la Terre. Durant ce transit, le télescope spatial est orienté de manière que le miroir primaire ne soit pas exposé au Soleil car cela entraînerait une déformation de sa géométrie fatale à la mission. La vitesse communiquée par le lanceur est intentionnellement légèrement trop faible pour que le JWST parvienne jusqu'à son but. L'apogée de l'orbite sur laquelle le télescope est placé par la fusée Ariane est de 500 000 kilomètres, alors qu'il faudrait qu'elle soit de 1,5 million de kilomètres pour atteindre le point de Lagrange. La première correction de trajectoire, la plus critique car elle doit fournir le supplément de vitesse pour atteindre L2, est effectuée entre 12,5 et 20 heures après le lancement. Elle nécessite de faire fonctionner les petits moteurs-fusées à ergols liquides du JWST durant plusieurs heures. Une deuxième manœuvre est effectuée 2,5 jours après le lancement, juste avant le début du déploiement du bouclier thermique. La dernière est réalisée 29 jours après le lancement et a pour objectif d'insérer le JWST sur une orbite optimale autour du point de Lagrange L2.

### Déploiement du télescope spatial
| J = 25 déc. | Élément déployé                       |
| ----------- | ------------------------------------- |
| J           | Panneaux solaires                     |
| J           | 1re correction de trajectoire         |
| J + 1       | Antennes moyen et grand gain          |
| J + 2       | 2e correction de trajectoire          |
| J + 3       | Palettes du bouclier thermique        |
| J + 3       | Tube supportant l'optique (DTA)       |
| J + 5       | Flap compensateur de moment           |
| J + 5       | Revêtement de protection              |
| J + 6       | Poutrelles latérales                  |
| J + 7       | Mise en tension du bouclier thermique |
| J + 8       | Écartement des couches du bouclier    |
| J + 10      | Miroir secondaire                     |
| J + 11      | Radiateur des instruments             |
| J + 12-13   | Miroir primaire                       |
| J + 15-24   | Ajustements des miroirs               |
| J + 29      | 3e correction de trajectoire          |
| J + 29      | Insertion en orbite autour de L2      |

Cette section résume les étapes du déploiement du télescope, qui peuvent être suivies en direct sur le site internet de la NASA.
Pendant le transit, qui dure environ un mois et s'achève vers le 24 janvier 2022, les différentes parties mobiles du télescope (miroir, bouclier thermique, antennes, panneau solaire) sont progressivement déployées (schéma 2 et Animation). Aucune mission scientifique n'a jusque-là nécessité un enchainement aussi complexe d'opérations de ce type. Dans l'espace, les mouvements mécaniques présentent toujours un risque car l'absence de gravité ne permet pas de les reproduire durant les tests effectués sur Terre, alors que le comportement des mécanismes est modifié dans ces conditions,. Aussi cette phase de déploiement est-elle critique. Si elle n'est pas menée à bien, elle pourrait entraîner un échec complet de la mission.
Immédiatement après la séparation du lanceur, les panneaux solaires fournissant l'énergie sont dépliés. Le lendemain, le support des antennes grand et moyen gain est déplié à son tour, permettant la liaison à haut débit avec la Terre. Les autres opérations de déploiement ne débutent que 2,5 jours après le lancement et s'étalent sur plusieurs jours. La première consiste à déplier le mât télescopique DTA (Deployable Tower Assembly) qui solidarise le bouclier thermique, d'une part, avec la partie optique et les instruments, d'autre part. Le déploiement de ce mât, constitué de deux tubes télescopiques, permet d'éloigner la partie du JWST qui doit être maintenue à basse température du bouclier thermique. Au cours des jours suivants débute le déploiement de ce dernier, qui constitue l'opération la plus délicate : des commandes sont envoyées pour exécuter des séquences d'opérations qui activent par étapes 139 vérins, huit moteurs et des milliers d'autres composants dans le but de déplier et tendre les cinq couches du bouclier thermique. Ces opérations sont effectuées en trois temps : les deux palettes servant de support au bouclier thermique pivotent pour former un angle droit avec le miroir primaire, puis les couches du bouclier sont dépliées dans le sens de la largeur et enfin elles sont écartées verticalement les unes des autres. L'ensemble du processus est décomposé en de nombreuses étapes pour permettre aux ingénieurs au sol de contrôler leur bonne exécution. Des procédures sont prévues si une anomalie est rencontrée. L'électronique est redondante ; des secousses ou des mouvements de rotation peuvent être imprimés au télescope spatial pour faciliter le dépliement des revêtements ; une étape du déploiement peut être exécutée à nouveau. L'ensemble de ces procédures a été longuement testé au sol. Une fois le bouclier thermique déployé, soit 10 jours après le lancement, les poutrelles supportant le miroir secondaire, pivotent pour le placer dans sa position définitive. Le radiateur du module ISIM contenant les instruments est alors déployé. Les jours suivants, les segments latéraux du miroir primaire sont alignés avec les segments centraux. Entre J + 15 (soit 15 jours après la date de lancement) et J + 24, les positions des 18 segments composant le miroir primaire et du miroir secondaire sont ajustées en plusieurs étapes. Il est prévu que si un seul des segments ne pouvait être ajusté (par défaillance des actionneurs), le miroir primaire pourrait encore remplir les objectifs assignés à la mission dans cette configuration dégradée,,,,.

### Sur son orbite opérationnelle
Arrivé sur place, l'observatoire spatial s'insère sur une orbite autour du point de Lagrange L2 (schéma 3). Désormais, le JWST tourne autour du Soleil en maintenant en permanence la Terre entre le Soleil et lui (approximativement). Normalement, étant à une distance plus grande du Soleil que la Terre, JWST devrait orbiter autour du Soleil plus lentement que la Terre (selon les lois de Kepler). Mais les objets à proximité du point L2 subissent des influences gravitationnelles combinées du Soleil et de la Terre, forçant une orbite autour du Soleil synchrone avec celle de la Terre.
JWST n'est pas précisément au point L2, qui n'est pas stable : il est plus simple et plus stable de l'insérer en orbite autour du point virtuel L2. Le plan de son orbite (schéma 4) est perpendiculaire à l'axe Terre-Soleil et au plan de l'écliptique. Il parcourt cette orbite en six mois à une vitesse d'environ 1 km/s. Sa distance avec le point de Lagrange varie entre 250 000 et 832 000 km, tandis que celle avec la Terre oscille entre 1,5 et 1,8 million de kilomètres. Son excursion maximale au-dessus du plan de l'écliptique est de 520 000 km.
L'orbite est calculée de sorte que le télescope spatial ne soit jamais dans l'ombre projetée de la Terre afin d'éviter l'interruption de sa seule source d'énergie via ses panneaux solaires. Cette orbite est instable et la pression de radiation exerce un couple asymétrique sur le bouclier thermique, qui finit par saturer les roues de réaction chargées de le compenser et qui éloigne le télescope spatial de la Terre. Pour désaturer les roues de réaction et rectifier son orbite, le télescope spatial met en œuvre sa propulsion environ tous les 21 jours,.
- Du lancement à l'installation au point de Lagrange L2

Du lancement à l'installation au
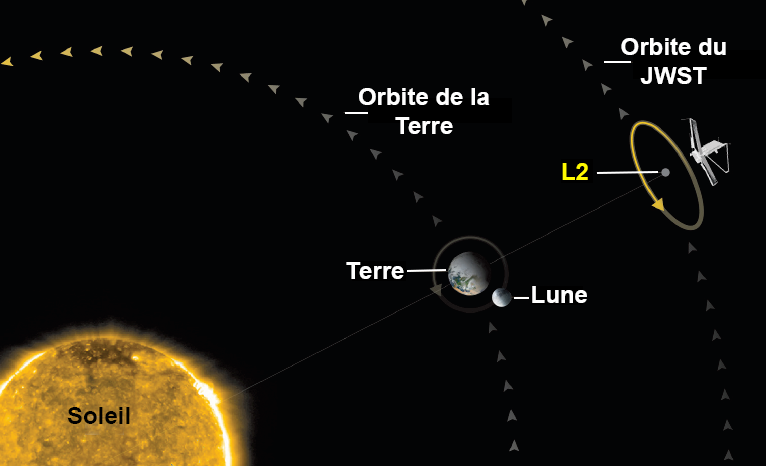
Schéma 3 : orbite du télescope spatial JWST. La distance Terre-Soleil n'est pas à l'échelle (150 millions de kilomètres alors que L2 est distant de la Terre de 1,5 million de kilomètres).
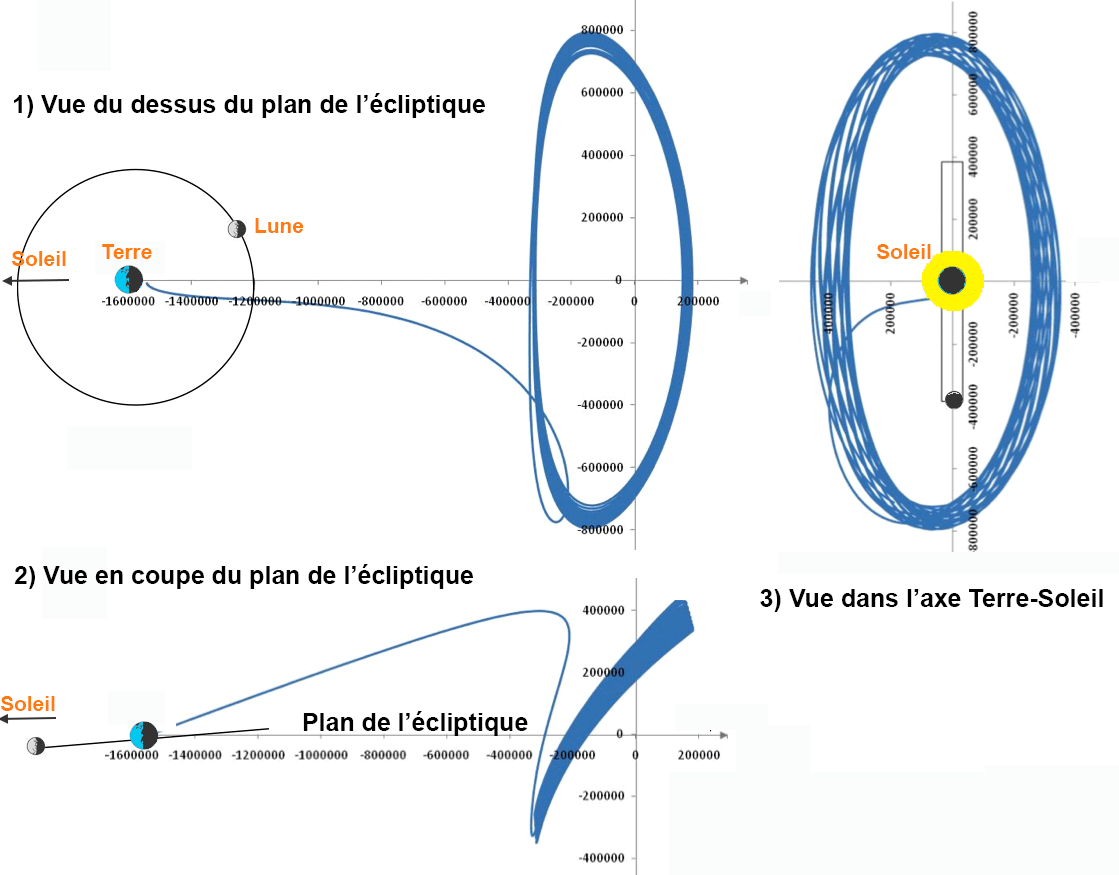
Schéma 4 : projection de l'orbite du télescope spatial James Webb (en bleu) sur trois plans.

### Mise en service
La mise en service n'intervient que six mois après le lancement, car elle nécessite que l'ensemble optique et les instruments soient descendus à une température compatible avec les observations dans l'infrarouge et soient étalonnés. La température du JWST commence à diminuer graduellement après le lancement. Trois semaines plus tard, la partie du télescope située à l'ombre du bouclier thermique (optique et instruments) atteint sa température cible (40 K, −233,15 °C). Il faut cent jours, à compter de la date de lancement, pour que le détecteur de l'instrument MIRI atteigne sa température nominale (7 K, −266,15 °C) grâce à son système de refroidissement mécanique.
Une semaine après l'insertion en orbite autour du point de Lagrange L2, l'instrument NIRCam est suffisamment descendu en température pour pouvoir être utilisé pour l'alignement des miroirs. Les opérateurs s'assurent d'abord que l'image arrive bien jusqu'à la caméra NIRCam. En utilisant un processus de contrôle du front d'onde qui repose sur le système de guidage fin FGS et la caméra NIRCam, les contrôleurs sur Terre alignent l'un après l'autre les segments du miroir primaire et le miroir secondaire grâce aux vérins qui solidarisent ceux-ci avec leur support. Ils ajustent la courbure (miroir primaire) et l'inclinaison des miroirs de manière à atteindre les performances souhaitées de l'image qui se forme sur le plan focal du télescope spatial. Commence alors une période de test et d'étalonnage des instruments (MIRI…) qui doit durer six mois,. Le 11 février 2022, la NASA annonce que le télescope a quasiment terminé la phase 1 de l'alignement, chaque segment du miroir primaire ayant localisé, imagé et pratiquement centralisé l'étoile cible HD 84406. La phase 1 de l'alignement de l'optique s'achève le 18 février 2022. Le long processus de commissionnement de l'optique et des instruments s'achève début juillet 2022. Durant cette phase, les 17 modes de fonctionnement des instruments scientifiques ont été vérifiés. Les différents filtres, prismes et mécanismes ont été testés individuellement avant d'être utilisés dans une configuration opérationnelle.

### Des performances supérieures à celles prévues
Les données recueillies durant la phase de commissionnement de six mois qui s'achève début juillet 2022 démontrent que les performances du télescope spatial sont presque systématiquement supérieures à celles prévues par le cahier des charges.
Les éléments formant l'optique sont mieux alignés que prévu : la fonction d'étalement du point est plus précise et contient une quantité d'énergie plus importante, et les performances optiques sont plus stables dans le temps. Le système de guidage fin est plus précis. Les miroirs sont plus lisses que prévu, ce qui réduit le rayonnement parasite en proche infrarouge et réduit le bruit de fond céleste dans les longueurs d'onde inférieures à cinq micromètres. Le bruit des détecteurs est du même ordre que celui constaté lors des tests au sol, présentant une proportion plus importante de rayons cosmiques, comme attendu dans l'espace interplanétaire. Ces résultats se traduisent globalement par une sensibilité nettement meilleure des instruments dans la plupart des modes d'observation et, dans de nombreux cas, des performances supérieures de plusieurs dizaines de pourcents. Le télescope pourra ainsi généralement observer plus loin que prévu. Par ailleurs, grâce à la précision du lancement et des manœuvres de correction durant le transit vers le point de Lagrange L2, il est confirmé que le télescope spatial dispose de suffisamment d'ergols (nécessaire pour les corrections d'orbite et la désaturation des roues de réaction) pour fonctionner 20 ans au lieu des 10 prévus.
Les quatre instruments scientifiques ont démontré qu'ils peuvent obtenir un spectre électromagnétique d'une exoplanète (par la méthode du transit) avec une précision supérieure à 100 ppm. Le télescope spatial a démontré sa capacité à suivre un objet dans le Système solaire se déplaçant à une vitesse pouvant atteindre 67 millièmes de seconde d'arc par seconde. Le télescope spatial est parvenu à détecter des galaxies dont le flux lumineux est inférieur à quelques nanojansky et à observer des objets aussi brillants que Jupiter.
Le télescope pourrait également observer d'anciennes supernovæ. Selon Mike Engesser de la NASA, la caméra NIRCam a détecté en juillet 2022 une étoile inconnue et extrêmement brillante dans une galaxie lointaine. Il s'agirait de la première supernova observée par le James Webb. Cela ouvre un nouveau domaine, car la nature des supernovæ plus anciennes, explosées au cours des premières centaines de millions d'années après le Big Bang, serait assez différente de celle des étoiles actuellement connues, de population I et de population II, et ces supernovæ pourraient être celles des hypothétiques étoiles de population III.

### Premières observations

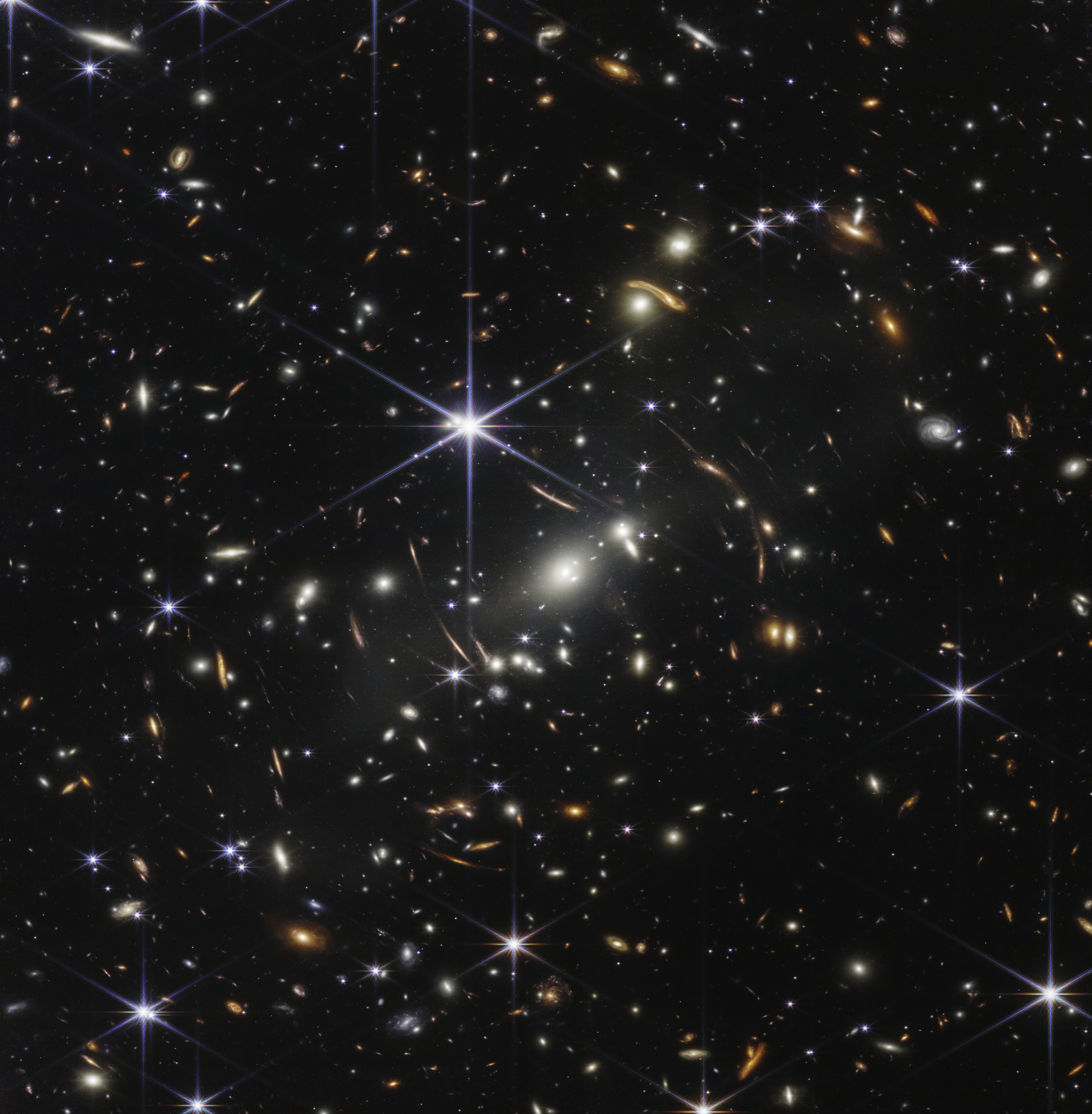
Première image scientifique du champ profond réalisée par James Webb.

Marquant la fin de la phase de mise au point et d'étalonnage, la première image de qualité scientifique, réalisée le 7 juin 2022, est diffusée par la NASA le 11 juillet,. Réalisée avec l'instrument NIRCam (caméra proche infrarouge) avec un temps de pose de 12 heures et 30 minutes en utilisant six filtres, elle montre le champ profond, c'est-à-dire des zones parmi les plus éloignées de l'Univers, et est centrée sur l'amas de galaxies SMACS 0723 situé à 4,2 milliards d'années-lumière. Bien que la zone du ciel couverte ne s'étende que sur deux minutes d'arc, on y distingue des centaines de galaxies. Les plus éloignées, situées à plus de 13 milliards d'années-lumière, font partie des premières apparues après le Big Bang (environ un milliard d'années après celui-ci,).
Cette image démontre la supériorité du télescope sur Hubble dans l'observation des galaxies très lointaines. Pour réaliser une image similaire, Hubble, dont le miroir est beaucoup plus petit et dont les observations sont régulièrement interrompues par le passage du télescope derrière la Terre, doit accumuler plusieurs semaines d'observation. Par ailleurs Hubble, contrairement au James Webb, ne peut observer qu'une faible portion du spectre infrarouge, alors que la lumière des plus lointaines galaxies nous parvient dans cette bande spectrale.
Quatre autres images, démontrant les capacités du télescope dans les différents domaines d'observation astronomique faisant partie des objectifs du James Webb, sont diffusées le 12 juillet 2022 par la NASA.
- L'image de la nébuleuse de la Carène, obtenue en combinant les observations effectuées à l'aide des instruments NIRCam (proche infrarouge) et MIRI (infrarouge moyen), est beaucoup plus détaillée que celles réalisées par Hubble et permet d'observer les premières phases de formation des étoiles grâce aux capacités du James Webb en matière de résolution spatiale et de sensibilité[90].
- Le groupe de galaxies connu sous le nom de Quintette de Stephan, observé par le James Webb en proche et moyen infrarouge, permet d'observer de manière jamais égalée les interactions entre les galaxies faisant partie d'un même groupe. L'image produite permet notamment de distinguer la propagation d'ondes de choc produites par l'une des galaxies entrée en collision avec le groupe de galaxies ainsi que certaines étoiles de manière individuelle[91].
- L'image de la nébuleuse planétaire NGC 3132, prise dans différentes longueurs d'onde à l'aide des instruments NIRCam et MIRI, a notamment permis de mettre en évidence certains composants chimiques[92].
- Le télescope a produit un spectre électromagnétique de l'exoplanète WASP-96b particulièrement détaillé. Cette géante gazeuse découverte en 2013 a une température de surface de plus de 1 000 °C. Hubble avait détecté la présence éventuelle de vapeur d'eau dans son atmosphère. Le télescope James Webb a permis de confirmer celle-ci, mais également celle de brumes et de nuages[93].

Premières images scientifiques du télescope James Webb
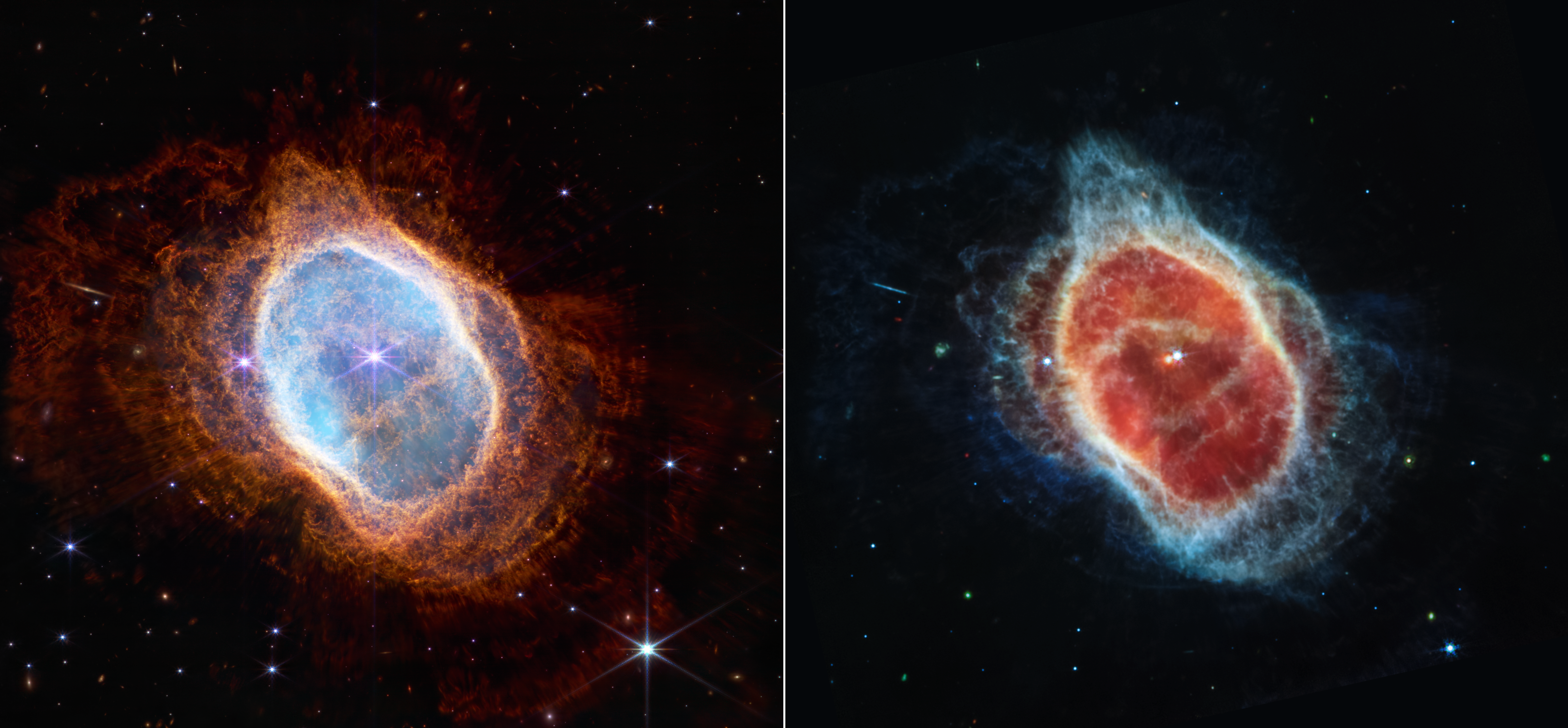
La nébuleuse planétaire NGC 3132 observée en proche infrarouge (à gauche) et en moyen infrarouge (à droite).
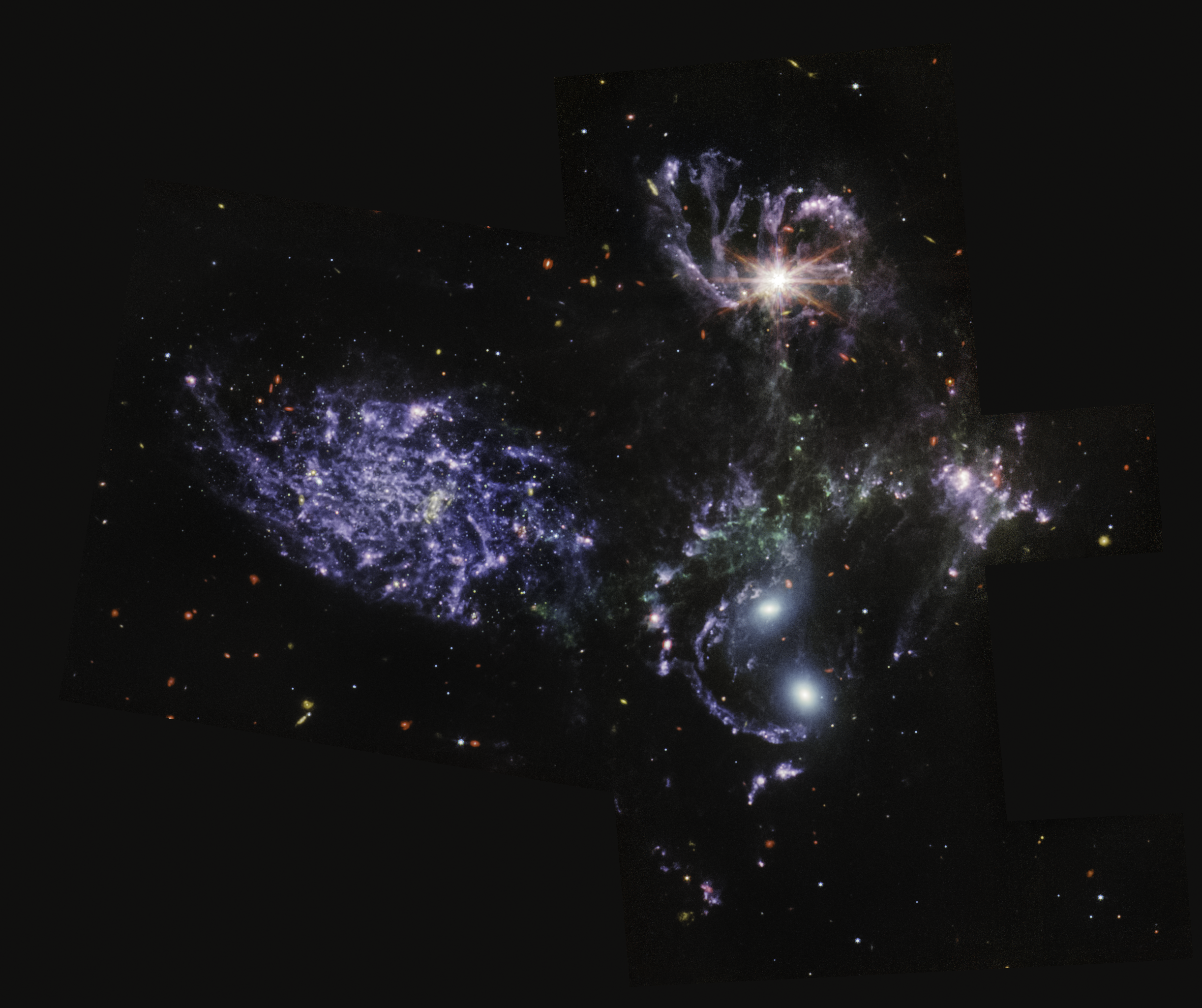
Le groupe de galaxies Quintette de Stephan en moyen infrarouge…
… et en proche infrarouge.
La nébuleuse de la Carène, obtenue en combinant les observations effectuées en proche et moyen infrarouges.
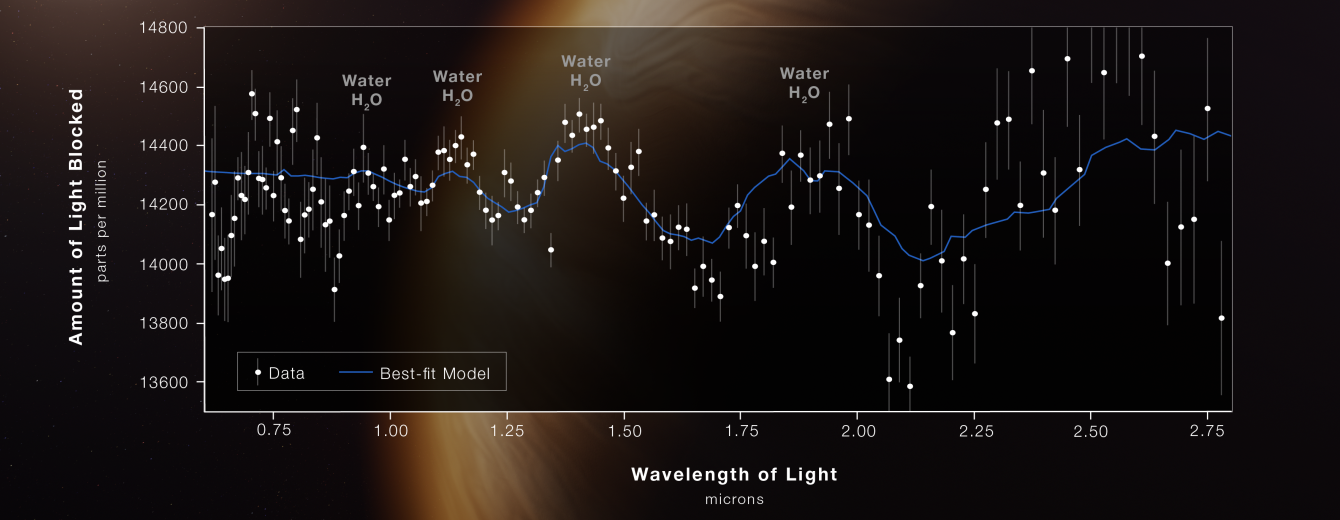
Spectre électromagnétique de l'exoplanète WASP-96b.

## Fonctionnement du télescope

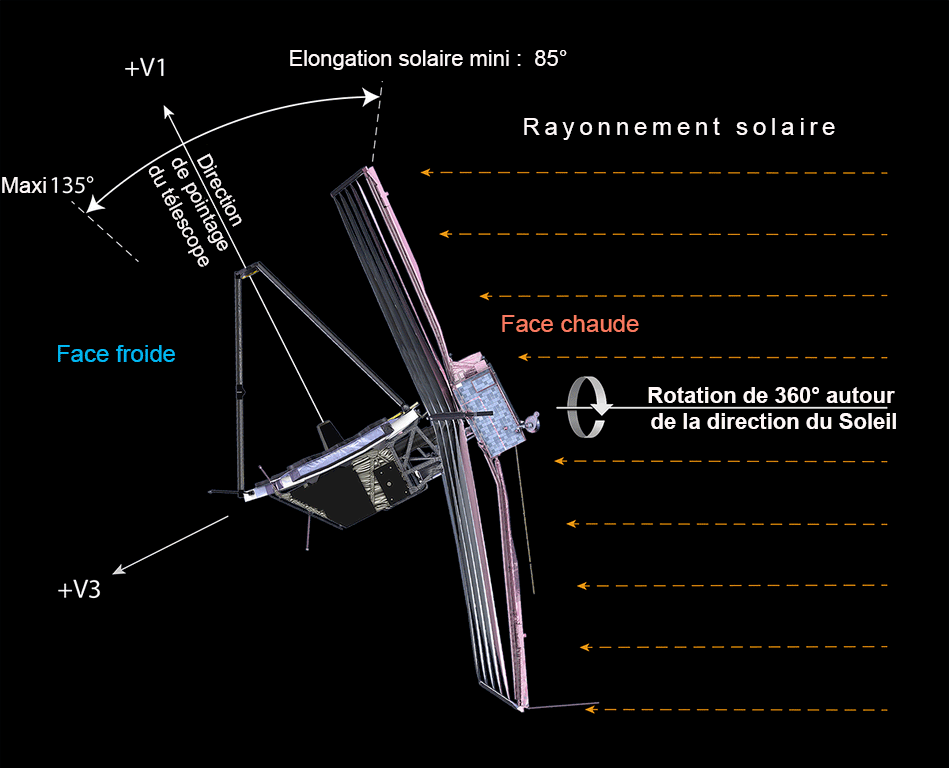
Schéma 5 : pointage du télescope spatial James Webb.

### Région du ciel observable
L'ensemble du ciel ne peut pas être observé à un instant donné, car il faut impérativement que les détecteurs et l'ensemble optique soient entièrement abrités du rayonnement du Soleil et de la Terre par le bouclier thermique. Le télescope est libre de pivoter de 360° autour de la direction du Soleil, car l'incidence du rayonnement solaire sur le bouclier thermique reste alors inchangée. Par contre, compte tenu de la taille et de la forme du bouclier thermique, l'angle entre celui-ci et la direction du Soleil (élévation solaire) doit être compris entre -5° et 40° (schéma 5 et schéma 6). Du fait de cette contrainte, la zone observable à un instant donné représente environ 40 % de la voûte céleste (80 % pour Hubble). L'orbite de JWST autour du Soleil lui permet d'effectuer, au cours d'une année, des observations de l'ensemble de la voûte céleste durant au moins 100 jours. Dans la région des pôles écliptiques, entre 85 et 90°, l'observation peut être continue (schéma 7). Les objets célestes plus proches du Soleil que la Terre (Vénus, Mercure, astéroïdes circulant dans cette zone) ne pourront jamais être observés. Le télescope spatial peut également légèrement osciller autour de l'axe du télescope, de 3 à 7° selon l'élévation solaire.

Couverture du ciel
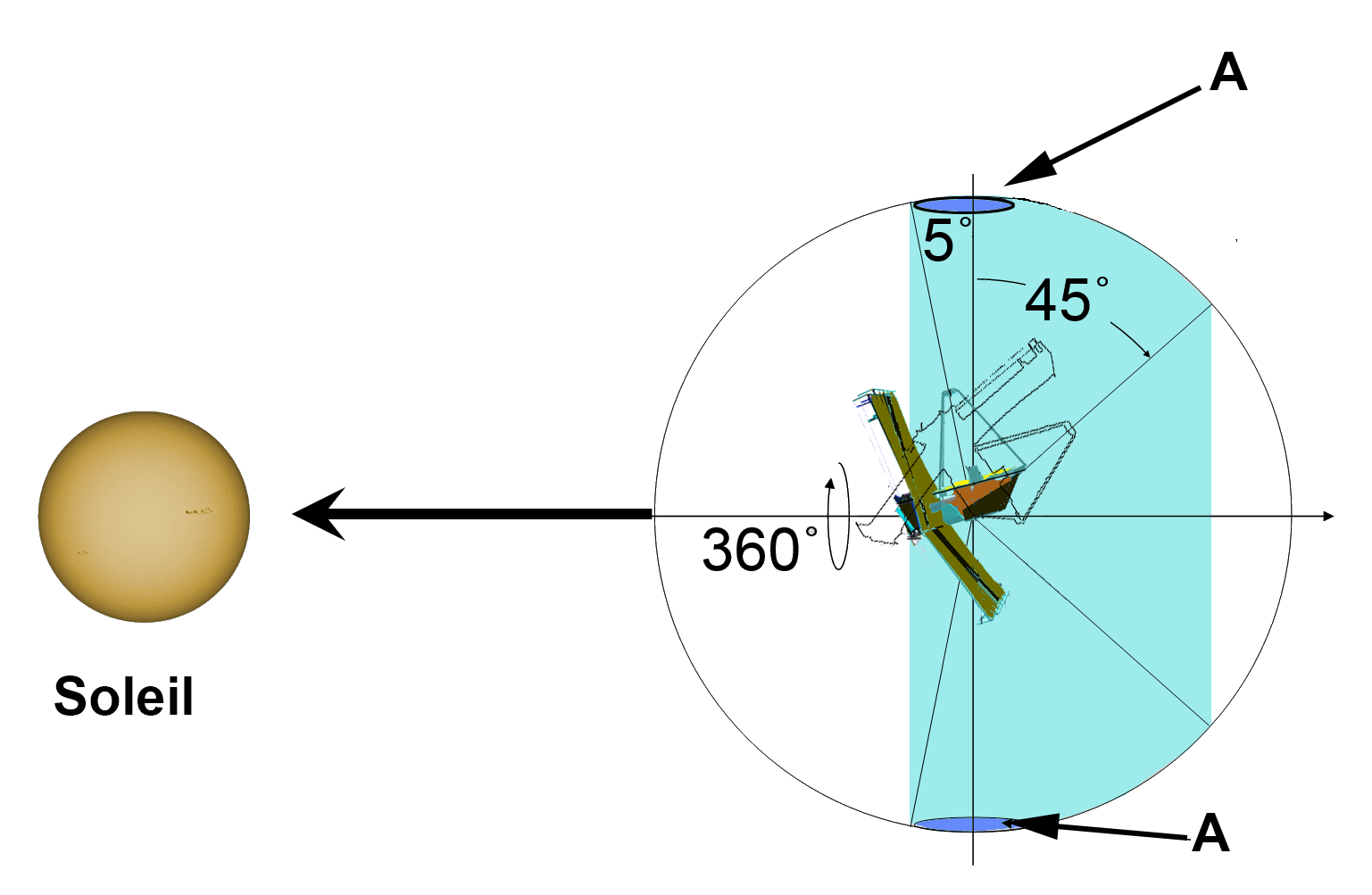
Schéma 6 : limites du champ observationnel. La région des pôles écliptiques (A sur le schéma) peut être observée tout au long de l'année.
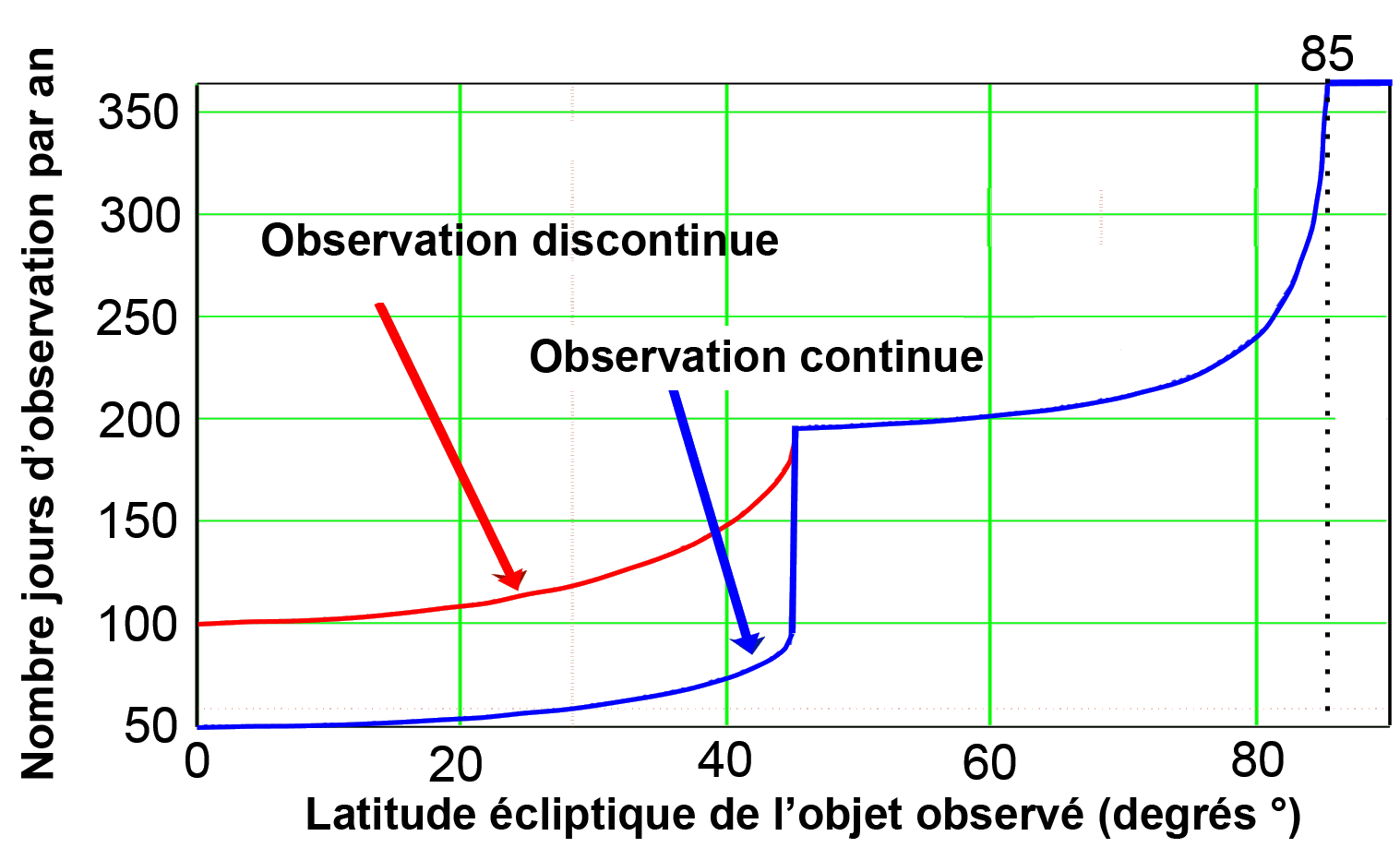
Schéma 7 : nombre de jours d'observation en fonction de l'élévation au-dessus de l'écliptique. Si la latitude écliptique de l'objet observé est inférieure à 45° il y a plusieurs périodes d'observation réparties sur l'année sans continuité.

### Déroulement des observations
Le centre de contrôle du télescope spatial James Webb est hébergé par le Space Telescope Science Institute (STScI), situé à Baltimore dans le Maryland. Cet organisme est géré par l'Association of Universities for Research in Astronomy (AURA) pour le compte de la NASA. Le STScI est également chargé de sélectionner les observations et de les programmer. Il remplit le même rôle pour le télescope Hubble. Les échanges entre la Terre et le télescope spatial s'effectuent via les grandes antennes paraboliques du réseau Deep Space Network de la NASA, situées à Goldstone en Californie, Madrid en Espagne et Canberra en Australie. Les satellites TDRS, la station de Malindi au Kenya et le centre de contrôle de l'ESOC en Allemagne sont également utilisés pour maintenir une liaison permanente avec le télescope spatial,.
Les observations sont programmées longtemps à l'avance et sont transmises sous la forme de séquences d'opérations devant se dérouler durant une vingtaine de jours (délai entre deux corrections d'orbite), sans intervention des contrôleurs au sol. Si une observation ne peut être exécutée (difficulté de pointage…) l'ordonnanceur du télescope spatial exécute automatiquement l'observation suivante. Le taux de disponibilité attendu (proportion du temps effectivement consacré aux observations) est supérieur à 70 %. La séquence d'observations programmée peut être interrompue dans un délai de 48 heures pour étudier un événement astronomique inattendu tel que l'apparition d'une supernova, un sursaut gamma ou une collision entre deux corps célestes dans le système solaire. Les données scientifiques recueillies par les détecteurs sont enregistrées de manière non destructive dans la mémoire de masse, toutes les 20 à 200 secondes, pour limiter les pertes de données éventuelles dues aux rayons cosmiques (le temps d'exposition peut être beaucoup plus long et, au niveau du point de Lagrange L2, le taux de corruption des pixels est de 5 à 10 % sur une période de 1 000 secondes). Les commandes sont transmises par le centre de contrôle en bande S, tandis que les données sont transmises en bande Ka. Il est prévu de transmettre jusqu'à 232 gigaoctets de données par jour (capacité de la mémoire de masse), au cours de sessions de communication quotidienne d'une durée de trois heures
La précision du pointage du télescope, exigée pour effectuer une observation, dépend de l'instrument utilisé. Elle est comprise entre 5 et 7 secondes d'arc et 5 millisecondes d'arc. Le pointage s'appuie sur des étoiles guides qui sont sélectionnées dans une région proche de celle observée et qui figurent dans le catalogue de l'instrument FGS. Ce dernier est chargé de localiser et maintenir le télescope pointé vers sa cible, en mesurant en permanence la position des étoiles guides et en fournissant, en cas d'écart, des instructions au système de contrôle d'attitude. Ce dernier utilise les roues de réaction pour corriger les erreurs de pointage. La précision du pointage est de 0,10 seconde d'arc et la stabilité de pointage est comprise entre 6,2 et 6,7 millisecondes d'arc (selon l'instrument), pour un temps de pose de 1 000 secondes.

### Corrections orbitales
Contrairement aux observatoires terrestres qui sont confrontés aux perturbations de l'atmosphère et aux déformations découlant de la gravité, le télescope James Webb n'est affecté que par de faibles variations de température ne nécessitant que des corrections espacées. Tous les deux jours, le front d'ondes est vérifié à l'aide de l'instrument NIRCam. Les ajustements des miroirs, nécessaires pour prendre en compte leurs déformations, seront effectués toutes les deux semaines tout au plus et ne devraient pas mobiliser plus de 1 à 2 % du temps d'observation.

### Archivage des données
L'ensemble des données collectées par le JWST est stocké dans le Mikulski Archive for Space Telescopes (en) (MAST), qui les met à disposition des chercheurs et du public. Ce système archive les données astronomiques collectées dans l'ultraviolet, le visible et le proche infrarouge, par les observatoires terrestres et spatiaux gérés par la NASA (Pan-STARRS, Kepler, TESS, Hubble).

### Processus de sélection des observations
Le Space Telescope Science Institute a pour mission de gérer le fonctionnement du télescope en orbite, d'évaluer, sélectionner et programmer les observations, de collecter les données, de les distribuer et de les archiver. Comme pour les autres grands observatoires spatiaux de la NASA, 10 % du temps d'observations sur la durée de vie de l'instrument est alloué aux astronomes ayant participé à la réalisation des instruments (Guaranteed Time Observer ou GTO), soit 4 020 heures pour les trois premiers cycles d'observation s'étalant sur 30 mois. Sur la même période, 10 % du temps d'observation reste à la discrétion du STScI (Director’s Discretionary Time ou DD), tandis que 80 % du temps est alloué aux astronomes du monde entier (Guest Observer ou GO). Ces derniers, pour pouvoir utiliser le télescope, soumettent leurs propositions d'observation à un comité composé de deux cents astronomes ainsi que des représentants des agences spatiales impliquées dans le développement du JWST. Le comité sélectionne les propositions les plus pertinentes, compte tenu des objectifs généraux de la mission. Les observations du premier cycle annuel devront s'inscrire dans les objectifs du Early Release Science Program, défini pour obtenir rapidement le plus grand retour scientifique possible et mesurer précisément les capacités des instruments. La proportion de temps allouée au GTO sera plus importante pour ce premier cycle (entre 25 et 49 %),.
Pour le premier cycle d'observations (juin 2022-juin 2023), 6 000 heures étaient proposées à des astronomes du monde entier dans le cadre du Guest Observer (voir plus haut) : 3 500 heures d'observations de courte durée, 1 500 heures de durée moyenne et 1 000 heures de durée longue+réserves. Sur les 1 084 propositions, 266 ont été sélectionnées dont 89 émanant de pays européens et 10 du Canada (le pays est celui du proposant principal de l'observation). 70 % des observations relèvent de la spectroscopie et 30 % de l'imagerie (proportion inverse de celle de Hubble). Le temps d'observation se répartit entre les instruments de la manière suivante : NIRSpec (40,8 %), MIRI (28,1 %), NIRCAM (24,4 %) et NIRISS (6,7 %). Le thème des observations reflète à peu près les objectifs assignés au télescope : étude des galaxies et du milieu intergalactique (32 %), exoplanètes et disques protoplanétaires (23 %), physique stellaire (12 %), population stellaire et milieu interstellaire (11 %), trous noirs supermassifs (9 %), structure à grande échelle de l'Univers (7 %) et Système solaire (6 %),.

### Durée de vie
Pour répondre aux objectifs scientifiques, JWST a été conçu pour fonctionner durant au moins cinq ans et demi, avec un objectif de dix ans. Contrairement à des observatoires infrarouges qui l'ont précédé, comme Herschel, sa durée de vie n'est pas limitée par la quantité de liquide cryogénique disponible, car ses détecteurs sont refroidis mécaniquement (pour MIRI, Mid InfraRed Instrument) ou bien de manière passive. Les seuls facteurs limitatifs sont l'usure des composants électroniques ou mécaniques et surtout l'épuisement des ergols utilisés pour maintenir le télescope sur son orbite, car celle-ci n'est pas complètement stable. Grâce à la précision du lancement, la NASA estime que JWST a conservé suffisamment d'ergols pour se maintenir sur son orbite durant plus de vingt ans.
Comme la plupart des télescopes spatiaux, mais contrairement à Hubble (jusqu'au retrait de la navette spatiale américaine), JWST ne peut être réparé et ses instruments ne peuvent être remplacés, car son éloignement empêche toute intervention humaine. En effet, il n'existe pour le moment aucun module permettant la survie d'un équipage pendant les deux mois minimum d'une mission et permettant un retour sur Terre.
Fin mai 2022, un petit météoroïde percute l'un des miroirs du télescope, qu'il fait sortir de son axe, mais sans causer de dommage irréversible. C'est déjà le cinquième météoroïde et le plus gros à percuter le télescope depuis son déploiement.

## Caractéristiques techniques détaillées
Une fois en orbite, le télescope spatial James Webb est haut de 8 m pour 21,2 m de long et 14,2 m de large. Sa masse au lancement est d'environ 6 173 kg. Il comprend quatre sous-ensembles répartis entre « côté chaud » et « côté froid » (schéma 1) :
- la plateforme (ou bus), située « côté chaud », regroupe toutes les fonctions de support : contrôle et maintien de l'orbite, alimentation électrique, stockage des données collectées par les instruments et communications avec la Terre et entre les équipements de l'observatoire ;
- le bouclier thermique sépare le « côté chaud » du « côté froid ». Son rôle est de protéger les parties les plus sensibles du télescope (optique et instruments) du rayonnement infrarouge en provenance du Soleil, de la Terre et de la Lune, ainsi que de la plateforme ;
- la partie optique du télescope OTE (Optical Telescope Element), située « côté froid », collecte le rayonnement des astres à l'aide de plusieurs miroirs et le renvoie vers les instruments scientifiques ;
- les quatre instruments rassemblés dans le module ISIM (Integrated Science Instrument Module), également placés « côté froid », analysent le rayonnement collecté et produisent des images et des spectres électromagnétiques.

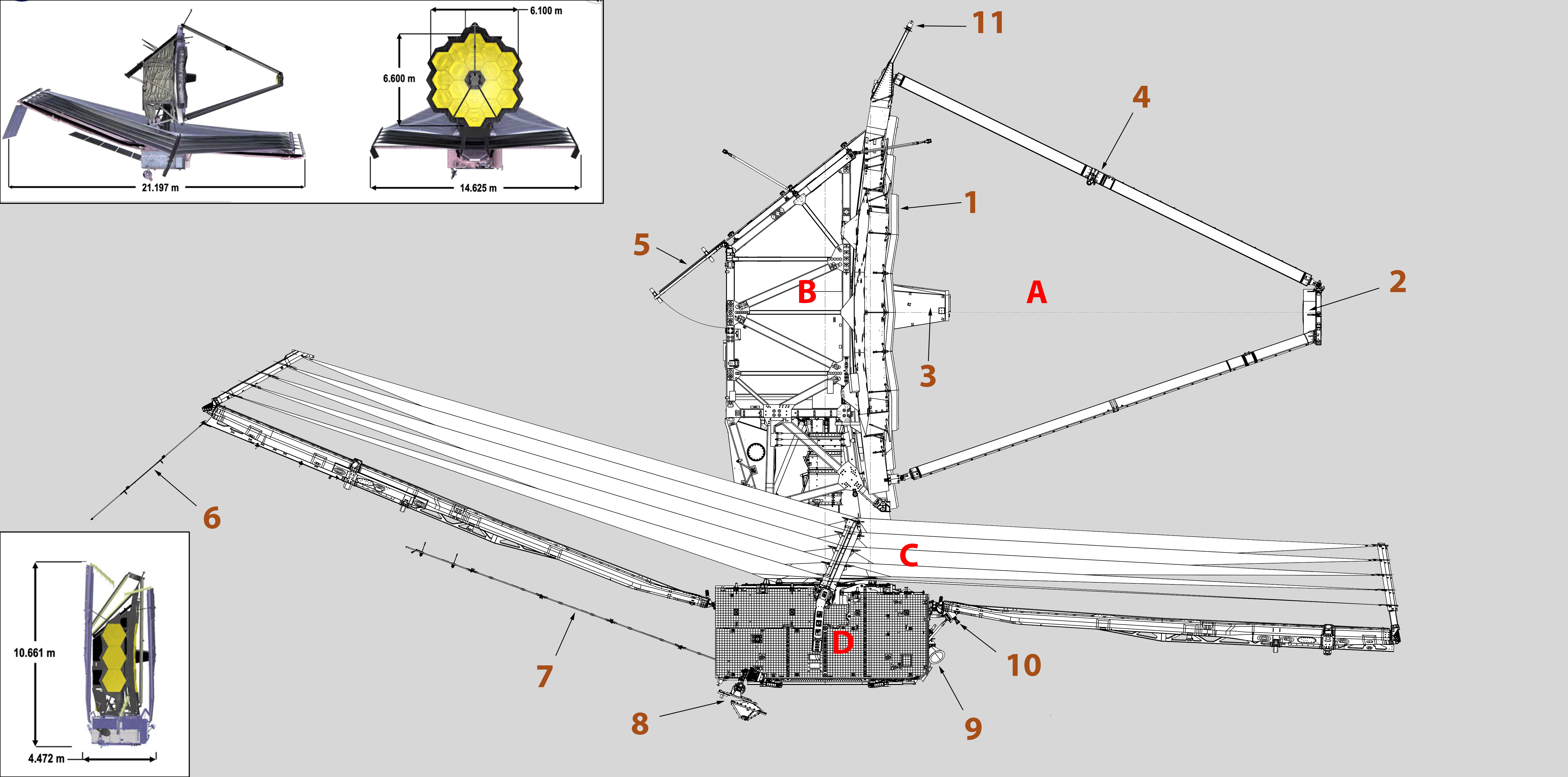
Schéma 1 : télescope spatial vu de profil. A : Partie optique - 1 Miroir primaire - 2 Miroir secondaire - 3 Optique avant - 4 Support miroir secondaire - B Instruments - 5 Radiateur - C Bouclier thermique - D Plateforme/Bus - 6 Compensateur de moment - 7 Panneau solaire - 8 Antennes grand et moyen gain - 9 Viseur d'étoiles (x2) - 10 Moteur-fusée (x20) - 11 Capteur solaire.

### Plateforme

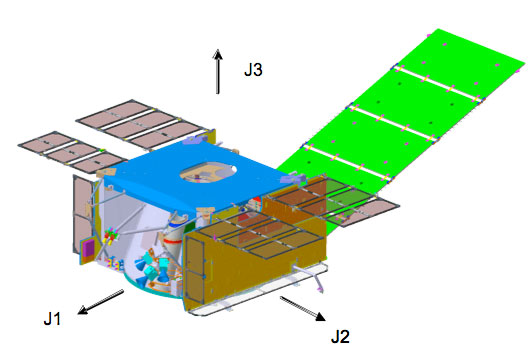
Schéma 2 : diagramme de la plateforme. La partie supérieure (bleue) est fixée sur la face du bouclier thermique tournée vers le Soleil, tandis que la face inférieure comprend l'adaptateur point de fixation au lanceur. En vert, les panneaux solaires et, en marron, les radiateurs qui permettent de dissiper la chaleur générée par les équipements électroniques.

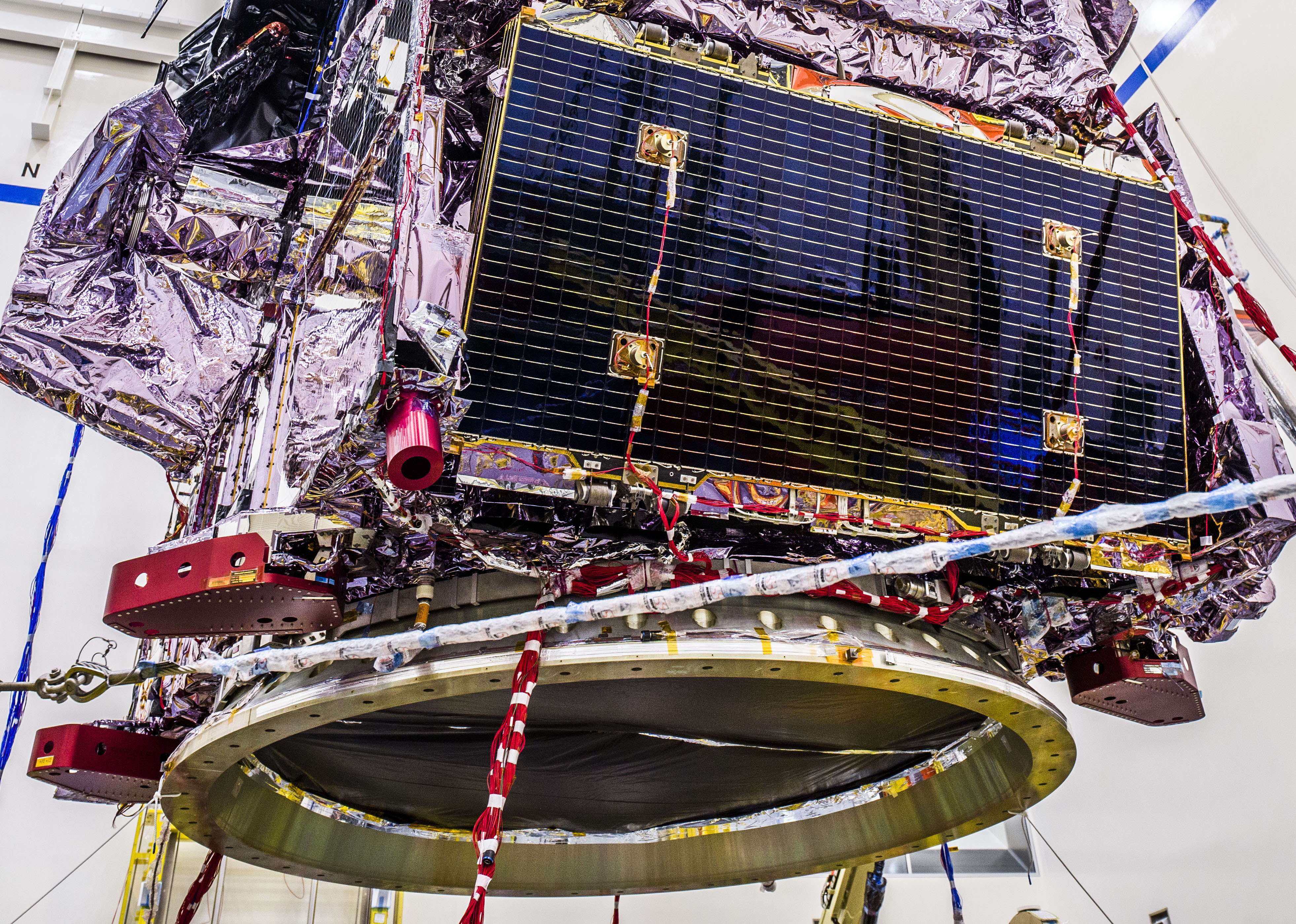
La plateforme, présentant son panneau solaire en position repliée. Les appendices (antennes, tuyères, capteurs, viseurs d'étoiles) sont masqués par des caches jusqu'au lancement.

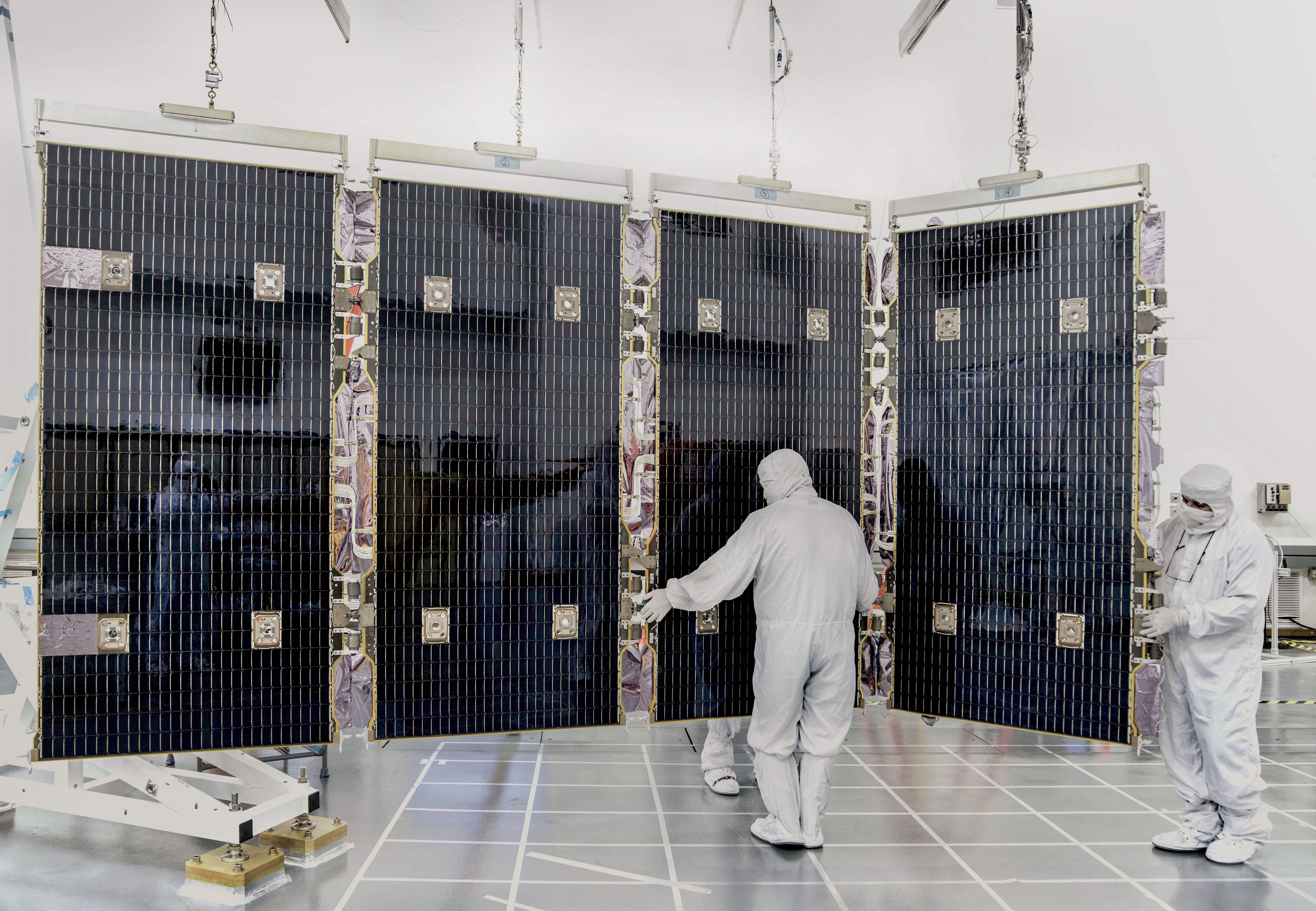
Le déploiement des panneaux solaires est testé.

La plateforme de l'observatoire James Webb rassemble les équipements qui servent de support pour le fonctionnement du télescope spatial. Elle est fixée sur la face éclairée du bouclier thermique, près du centre de masse de l'engin spatial. Elle contient beaucoup d'électronique qui génère de la chaleur. C'est pour cette raison qu'elle a été fixée du « côté chaud » du bouclier thermique. La plateforme a la forme d'un parallélépipède de 3,5 × 3,5 m de côté et environ 1,5 m de haut (schéma 2). Sa partie centrale est occupée par une structure conique réalisée en plastique à renfort fibre de carbone, de 2,5 m de diamètre à la base ; fixée à la fusée et qui, durant le lancement, supporte le poids du bouclier thermique et de la partie optique. À la base de la plateforme (à l'opposé du bouclier thermique) se trouve le système de propulsion principal du télescope spatial. Les antennes sont fixées sous ce modules, tandis que les radiateurs et les panneaux solaires sont fixés sur les côtés.
Les principaux sous-systèmes de la plateforme sont, :
- le système de production d'énergie électrique qui repose sur des panneaux solaires fixes. Ceux-ci forment une aile de 5,9 m de long, fixée sur la plateforme en formant un angle de 20° par rapport au plan du bouclier thermique. Les panneaux solaires, qui sont en permanence illuminés, produisent au minimum 2 000 W tout au long de la vie du télescope spatial ;
- le système de contrôle d'attitude maintient le pointage du télescope avec une précision de 0,01 µrad par rapport à la position de référence fournie par le FGS. Pour agir sur l'orientation, il utilise six roues de réaction (dont deux de secours) qui, lorsqu'elles sont saturées, sont déchargées par de petits moteurs-fusées. La détermination de l'orientation et des mouvements est fournie par deux viseurs d'étoiles, des capteurs solaires et des gyroscopes[114] ;
- le système de télécommunications transmet les données recueillies par les instruments et les télémesures informant le contrôle au sol de l'état du télescope spatial (liaison montante). En retour, il reçoit les instructions des contrôleurs. Les échanges se font via une antenne parabolique grand gain de 60 cm de diamètre fonctionnant en bande Ka et une antenne moyen gain de 20 cm de diamètre fonctionnant en bande S. Toutes deux sont fixées sur une plateforme commune orientable. La largeur du faisceau émis par l'antenne grand gain est à peu près de la taille de la surface de la Terre, à sa réception, aussi le pointage de l'antenne doit être régulièrement modifié au fur et à mesure des déplacements de JWST autour du point de Lagrange. Pour que les vibrations produites par les mouvements de l'antenne ne perturbent pas les observations, ces ajustements sont réalisés durant une pause aménagée dans les observations, toutes les 10 000 s. L'antenne moyen gain permet de transférer les télémesures, avec un débit minimum de 40 kilobits par seconde, vers n'importe quelle station terrienne visible. L'antenne grand gain est utilisée pour transmettre les données scientifiques avec un débit par défaut de 3,5 mégaoctets par seconde. En cas de passage en mode survie, les échanges se font via deux antennes omnidirectionnelles[115] ;
- le système de gestion des données et des commandes (C&DH), qui repose sur un ordinateur embarqué, reçoit et interprète les opérations à effectuer, les rediffuse, collecte et stocke les données scientifiques avant de les transmettre vers la Terre. En attendant leur transmission, les données sont stockées dans une mémoire de masse de type enregistreur à semi-conducteurs (SSR) d'une capacité de 65 gigaoctets[116] ;
- le télescope spatial dispose de deux systèmes de propulsion. Deux paires redondantes de moteurs-fusées à ergols liquides SCAT (Secondary Combustion Augmented Thrusters), ayant une poussée de 22 newtons (environ 2,2 kilogrammes-force), sont utilisés pour les corrections d'orbite. Ils brûlent des ergols hypergoliques (hydrazine et peroxyde d'azote). Huit paires de moteurs-fusées à ergols liquides MRE (mono-propellant rocket engine) monoergol (hydrazine), de poussée plus faible (4,4 N), sont utilisés pour contrôler l'orientation du télescope et désaturer les roues de réaction. 301 kg d'hydrazine et 133 kg de peroxyde d'azote, qui permettent au minimum 10,5 années de fonctionnement, sont stockés dans des réservoirs logés dans la plateforme. De l'hélium est également embarqué pour pressuriser les ergols avant leur injection dans les moteurs-fusées[117],[118],[119] ;
- le système de contrôle thermique, qui maintient l'ensemble de la plateforme dans la plage de température prévue, grâce à des isolants multi-couches et à quatre radiateurs déployés en orbite de part et d'autre de la plateforme ;
- enfin, la plateforme héberge également trois des quatre étages du réfrigérateur qui maintient le détecteur de l'instrument MIRI à la température de 7 K. Cet équipement a été placé « côté chaud », car il est lui-même générateur de chaleur.

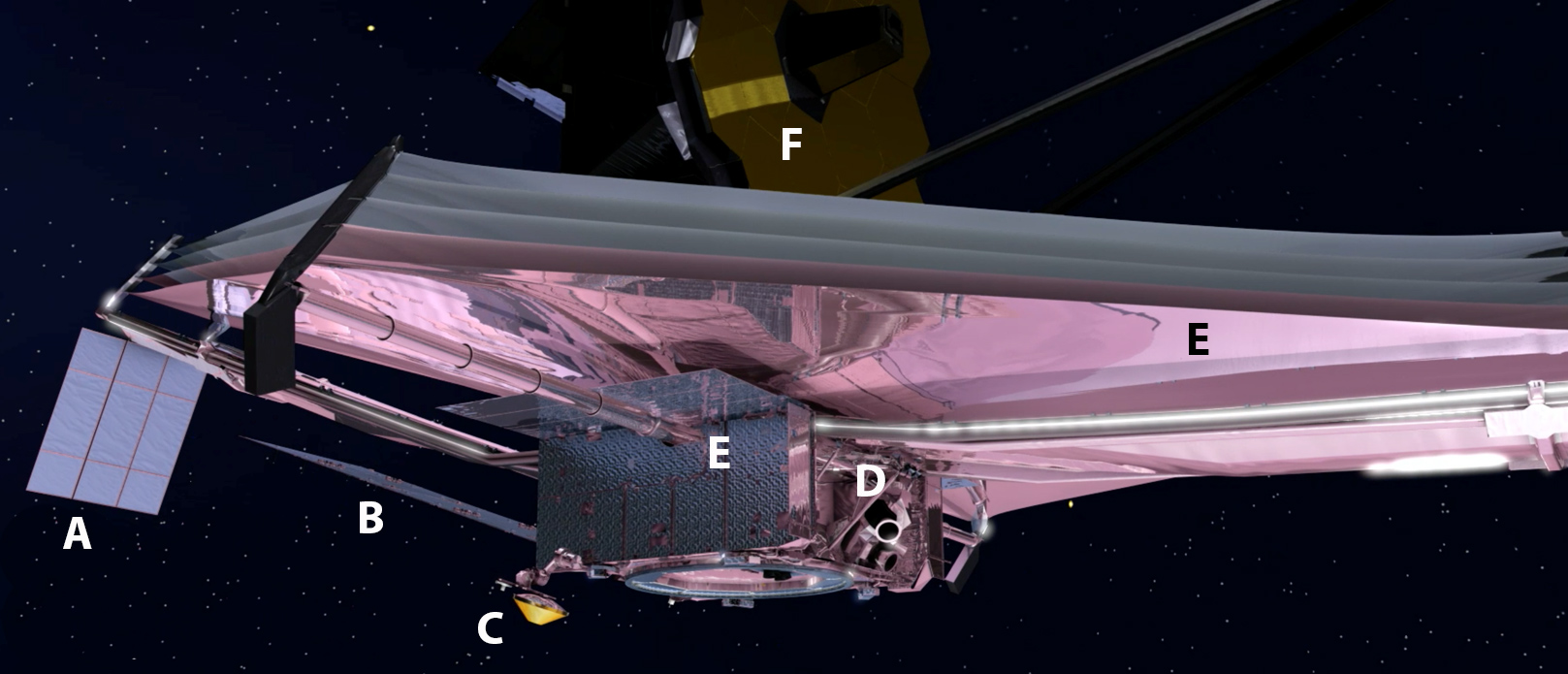
Schéma 3 : la plateforme est située du côté éclairé du pare-soleil (E) à l'opposé de l'ensemble optique du télescope (F). Elle comprend notamment des panneaux solaires (B), une antenne grand gain (C), des viseurs d'étoiles (D), des radiateurs permettant de dissiper la chaleur dégagée par l'électronique (E). Le panneau (A) permet de stabiliser l'engin spatial.

### Bouclier thermique

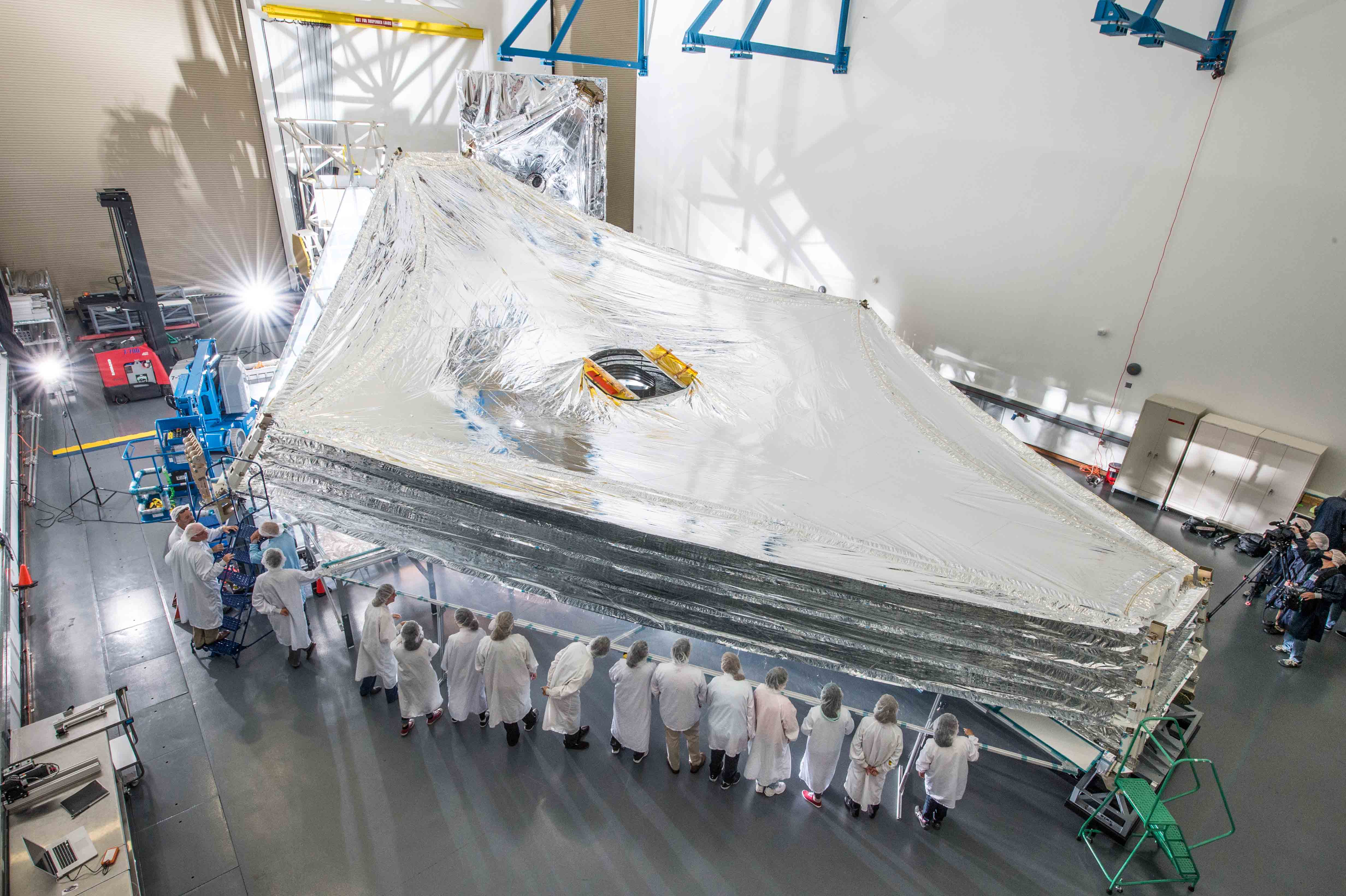
Le bouclier thermique déployé.

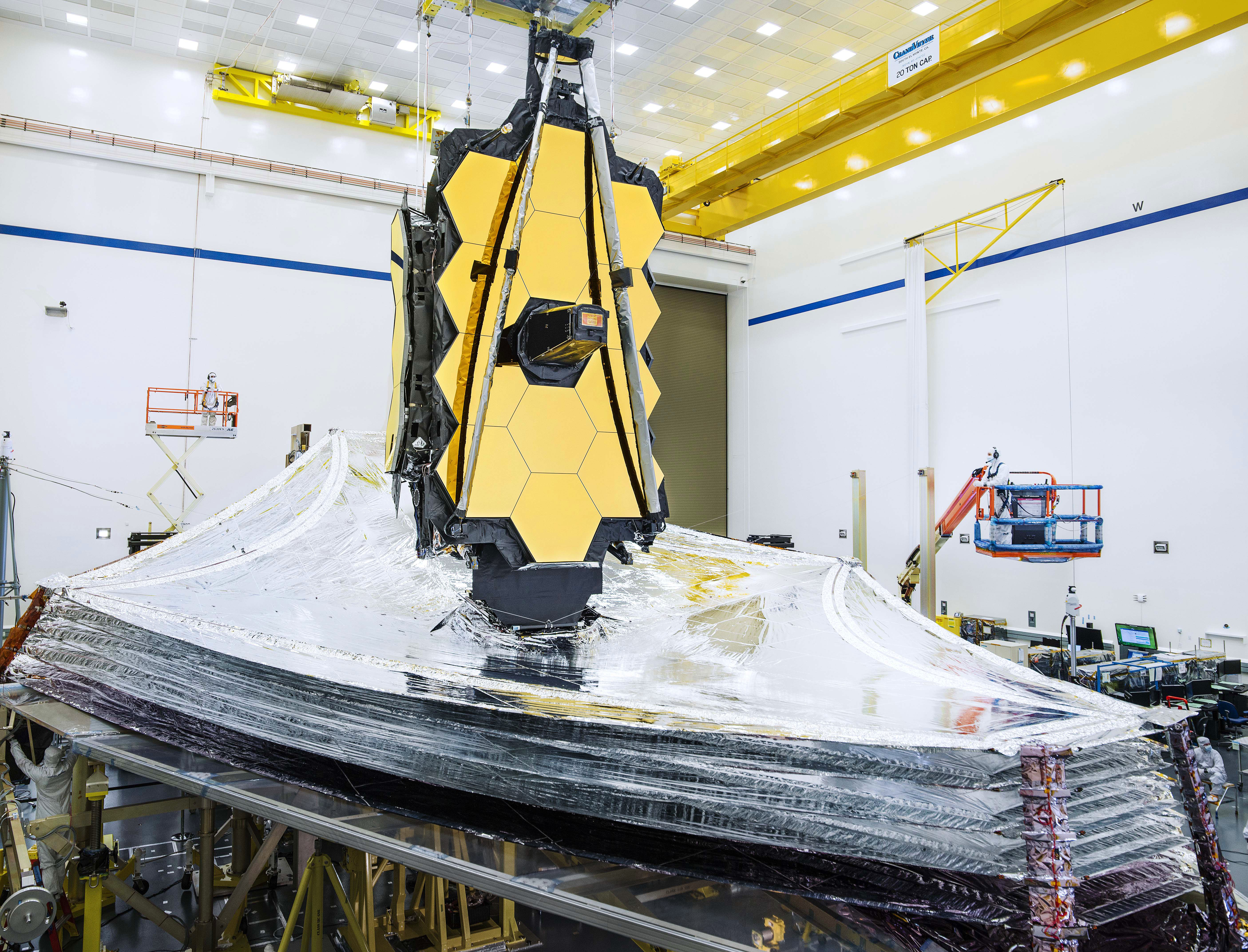
Vue latérale montrant la partie optique assemblée.

Le bouclier thermique est une structure ayant la forme d'un hexagone allongé de 22 mètres de long pour une largeur de 12 m. Son rôle est d'isoler la partie optique et les instruments des flux thermiques en provenance du Soleil, de la Terre et de la Lune. Alors que sa face tournée vers le Soleil est exposée en permanence au rayonnement en provenance de l'étoile, de la Terre et de la Lune et portée à une température de 300 à 383 kelvins (27 à 110 °C), il maintient la partie optique et les instruments scientifiques, sans aucun dispositif de réfrigération actif, à la température de 40 K (−233 °C), nécessaire au fonctionnement des détecteurs infrarouge et à la stabilité géométrique du télescope. Sur les 200 000 watts de puissance reçue, le bouclier thermique ne laisse passer qu'un watt,. Du côté de la partie chaude se trouve la plate-forme contenant les servitudes du télescope (télécommunications, contrôle d'attitude, système propulsif, etc.), qui est elle-même une source d'infrarouge. Située sur l'autre face du bouclier thermique, la partie froide comprend le télescope et les instruments scientifiques. Les détecteurs des instruments sont maintenus à une température encore plus basse : pour les détecteurs de l'instrument MIRI, grâce à un système de réfrigération mécanique qui abaisse leur température à 7 K (−266 °C) et pour les détecteurs des autres instruments, grâce à des dispositifs passifs qui maintiennent leur température à 39 K (−234 °C).
Le bouclier thermique est constitué de cinq couches de polymère métallisé espacées qui réfléchissent la chaleur dans l'espace (schéma 4). Le matériau utilisé est d'une extrême minceur pour limiter sa masse : 0,05 mm pour la couche tournée vers le Soleil et 0,025 mm pour les autres. En allant de la couche externe vers la couche interne, chaque couche est plus froide que la précédente. Le tissu utilisé est un polyimide de type kapton qui reste stable dans une très large plage de températures (entre −269 °C et +452 °C). Toutes les couches reçoivent un revêtement d'aluminium de 100 nanomètres d'épaisseur, chargé de réfléchir le flux thermique. Les deux couches les plus chaudes reçoivent en plus un revêtement de silicium de 50 nanomètres, qui permet aux charges électriques de circuler (mise à la masse du bouclier thermique). La taille et la position du bouclier thermique est calculée de manière que seule la couche la plus interne soit visible par le télescope, quelle que soit la partie du ciel observée par ce dernier (dans la limite de la région du ciel définie comme observable, compte tenu des contraintes thermiques).
Le bouclier thermique est fixé sur deux palettes à claire-voie, de forme rectangulaire, aussi longues que celui-ci, mais beaucoup moins larges pour tenir sous la coiffe. Celles-ci sont repliées le long du corps du télescope pour le lancement, puis abaissées en orbite. Un ensemble de poutrelles et de câbles ainsi que 107 actionneurs permettent le déploiement du bouclier thermique dans l'espace. Six poutrelles verticales fixées sur ces palettes servent de point d'ancrage aux cinq couches de revêtement, en permettant leur mise en tension et leur espacement. Ce dernier varie d'une trentaine de centimètres au niveau de la bordure, à environ 13 cm au centre du bouclier thermique. Pour limiter les risques en cas de défaillance, toute l'électronique est redondée ; par contre, les mécanismes ne le sont pas.

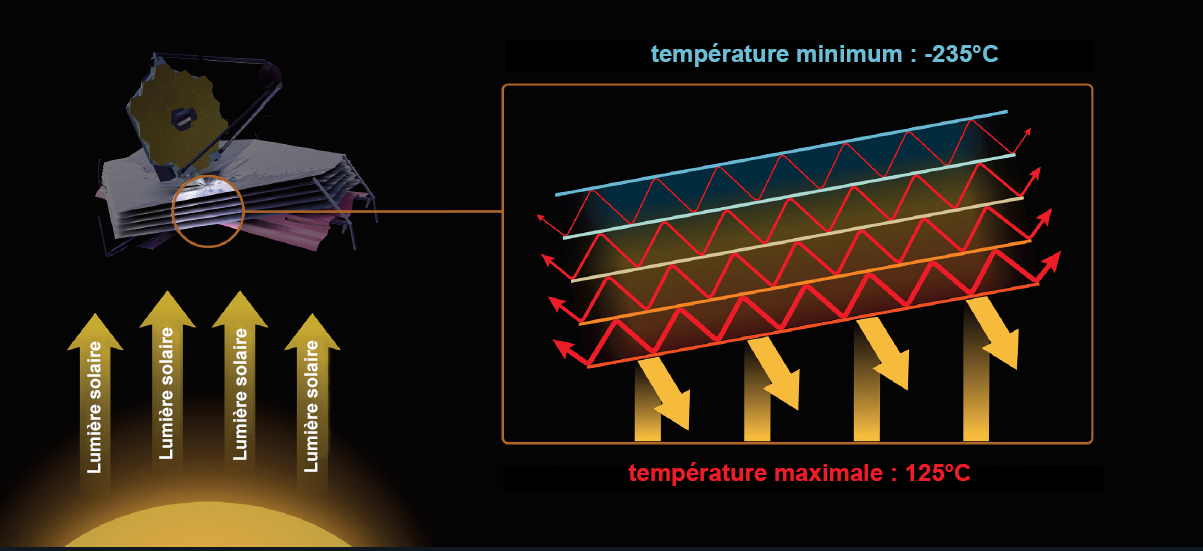
Schéma 4 : fonctionnement du bouclier thermique du télescope spatial JWST.

### Partie optique

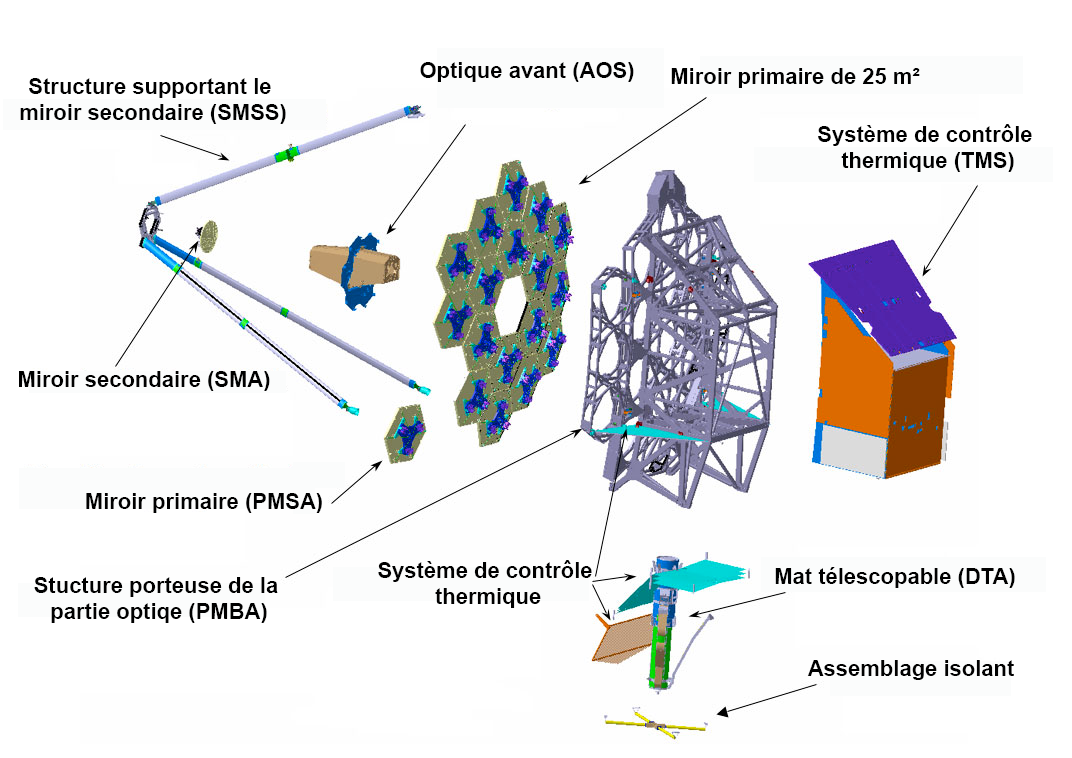
Schéma 5 : les composants de la partie optique (OTE) du télescope James Webb.

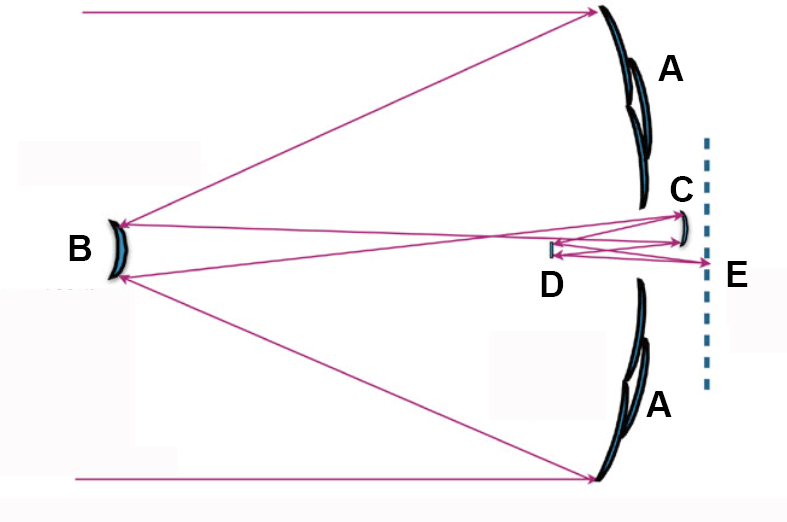
Schéma 6 : chemin optique : A : miroir primaire à 18 segments - B : miroir secondaire - C : miroir tertiaire - D : miroir à orientation fine - E : plan focal.

La partie optique OTE (Optical Telescope Element) est constituée d'un système anastigmatique à trois miroirs, d’une focale de 131,40 m pour une ouverture de f/20 (schéma 5). Ce type de télescope utilise trois miroirs courbes qui permettent de disposer d'un large champ de vue en minimisant les principales aberrations optiques. L'optique est composée d'un miroir primaire de 6,5 mètres de diamètre, d'un miroir secondaire de 74 centimètres de diamètre et d'un miroir tertiaire. La partie optique contient également (schéma 5) la structure supportant les miroirs et un système de régulation thermique comprenant des radiateurs.

#### Miroir primaire
Le miroir primaire est de type segmenté, d'un diamètre de 6,5 m environ et d'une masse de 705 kg. Le miroir a un peu moins de trois fois le diamètre du télescope Hubble (2,4 m) et sa surface collectrice est de 25,4 m2(Hubble 4,525 m2). Trop grand pour pouvoir tenir sous la coiffe du lanceur, il est composé de 18 éléments hexagonaux de 1,3 m de large, qui permettent de le replier en trois parties pour le lancement, puis de le déployer une fois dans l'espace. Les segments du miroir primaire sont fixés à une structure rigide réalisée en matériau composite au carbone. Chaque segment est réalisé en béryllium. Le béryllium a été retenu parce que c'est un métal résistant, léger et dont le coefficient de dilatation thermique est extrêmement faible aux températures rencontrées dans l'espace (entre 30 et 80 K). Il a été utilisé avec succès par les télescopes spatiaux infrarouges Spitzer et IRAS. Le miroir en béryllium a une épaisseur de 1 mm, ce qui permet de limiter la masse totale du miroir primaire à 705 kg contre 1 t pour le miroir en verre de Hubble. Chaque segment a une masse de 20 kg (40 kg avec les actionneurs). Chaque segment est fabriqué de manière qu'il prenne la forme souhaitée une fois dans l'espace et soumis à une température de 40 K,.
Chaque segment comporte six actionneurs (schéma 7) qui permettent d'ajuster sa position et son orientation, ainsi qu'un septième pour modifier son rayon de courbure. Ces contrôles permettent d'obtenir une précision supérieure à 10 nanomètres. La structure qui porte le miroir primaire sert également de support pour le module ISIM contenant les instruments. L'ensemble (support, miroirs et ISIM) a une masse totale de 2 400 kg. Afin de maintenir la précision de la courbure du miroir primaire, qui a un impact direct sur la résolution du télescope, cette structure est conçue pour ne pas se déformer de plus de 32 nanomètres à une température de −240 °C.

Segment de miroir
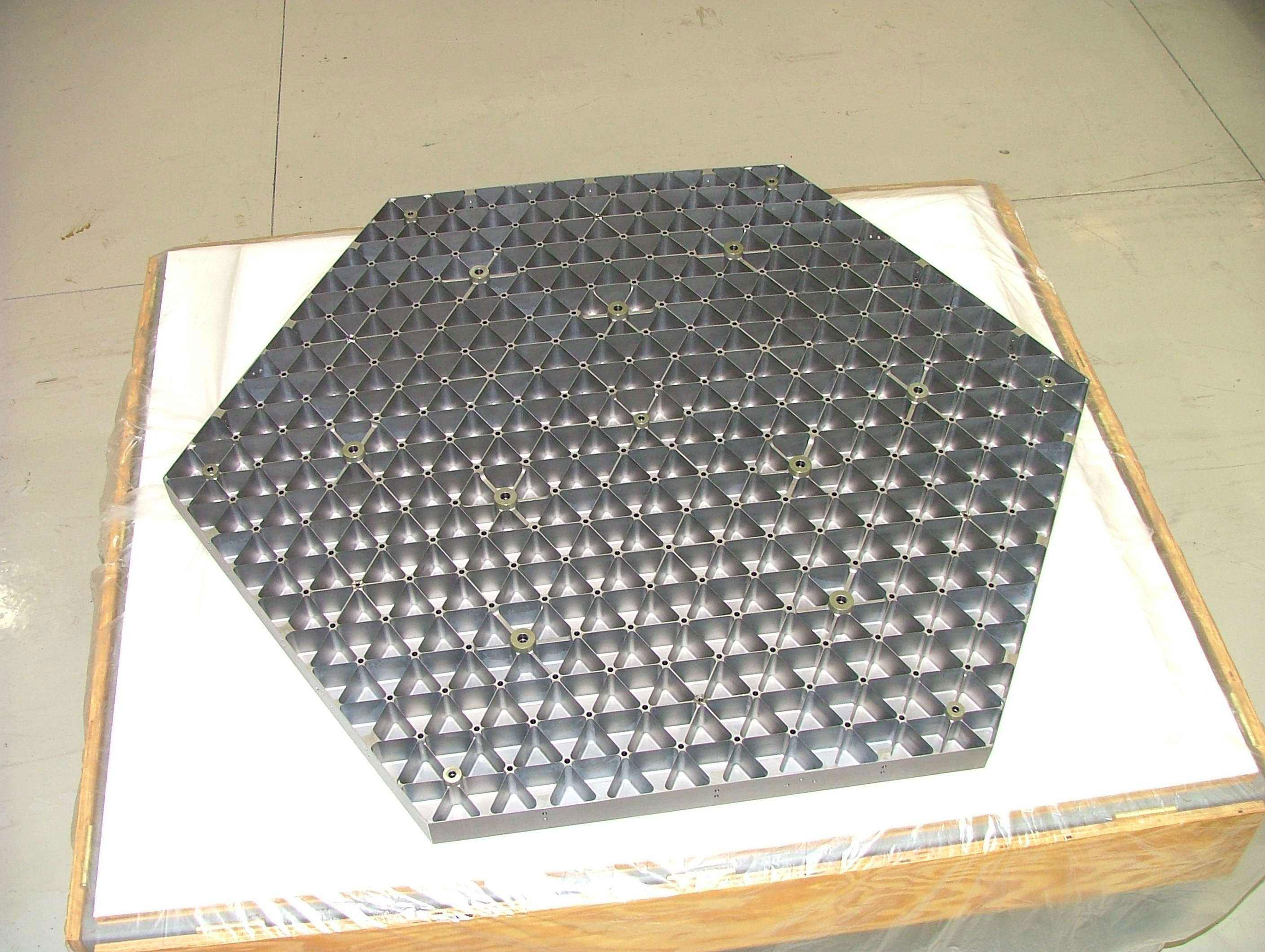
Revers d'un segment de miroir en béryllium avant traitement et installation des actionneurs.
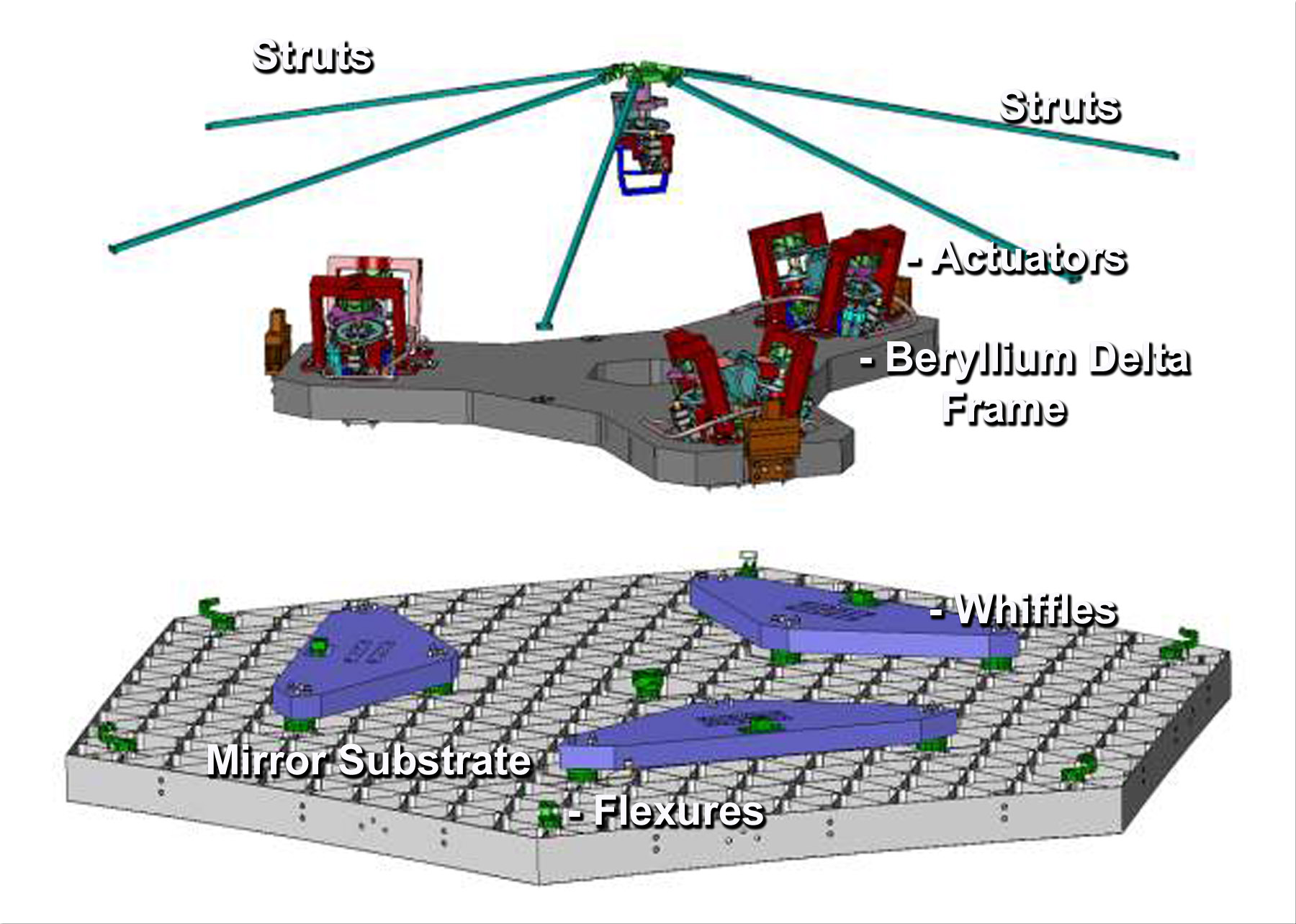
Schéma 7 : schéma des actionneurs fixés sur le revers d'un segment de miroir, qui permettent d'ajuster sa forme et sa position.

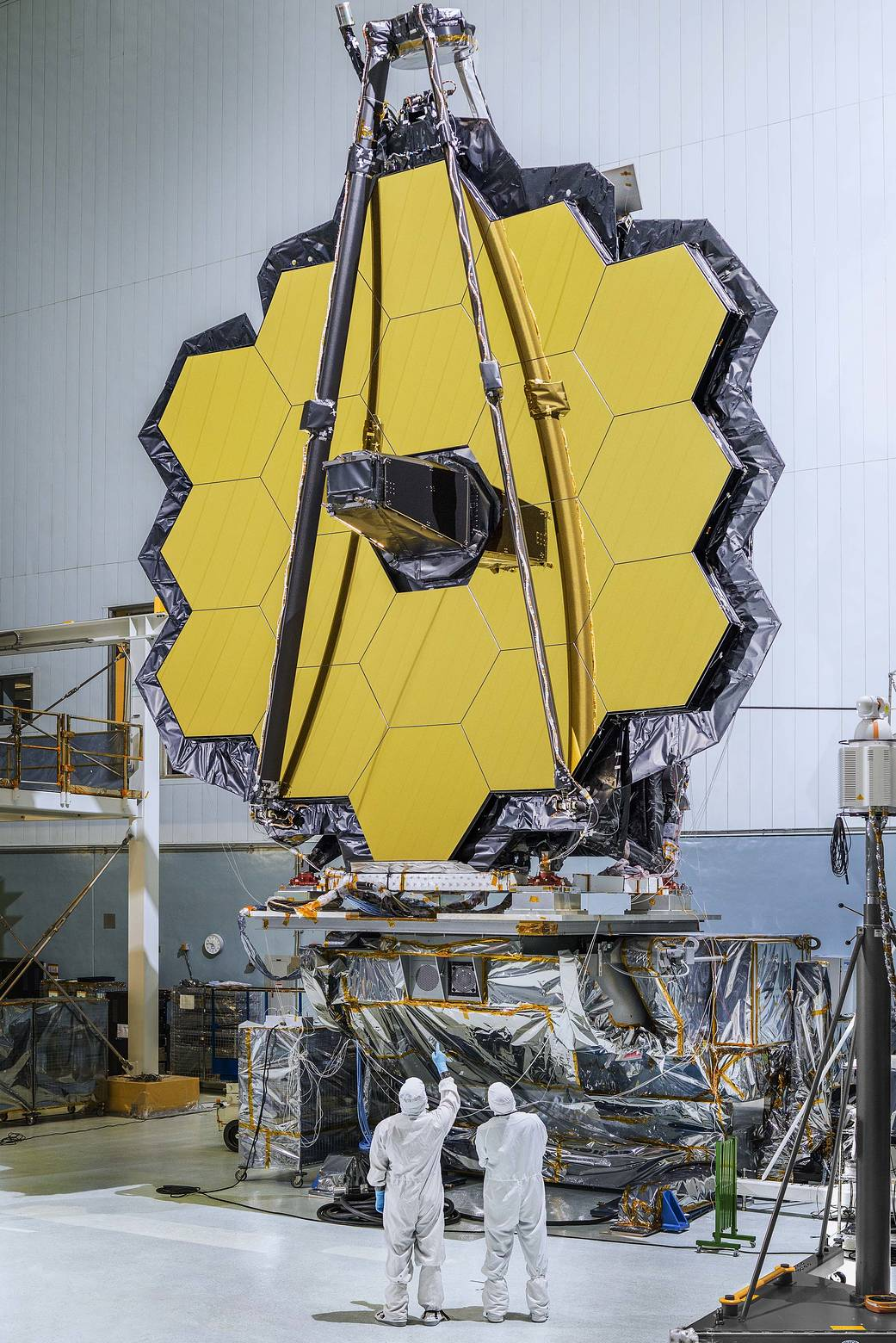
Le miroir primaire assemblé et déployé.

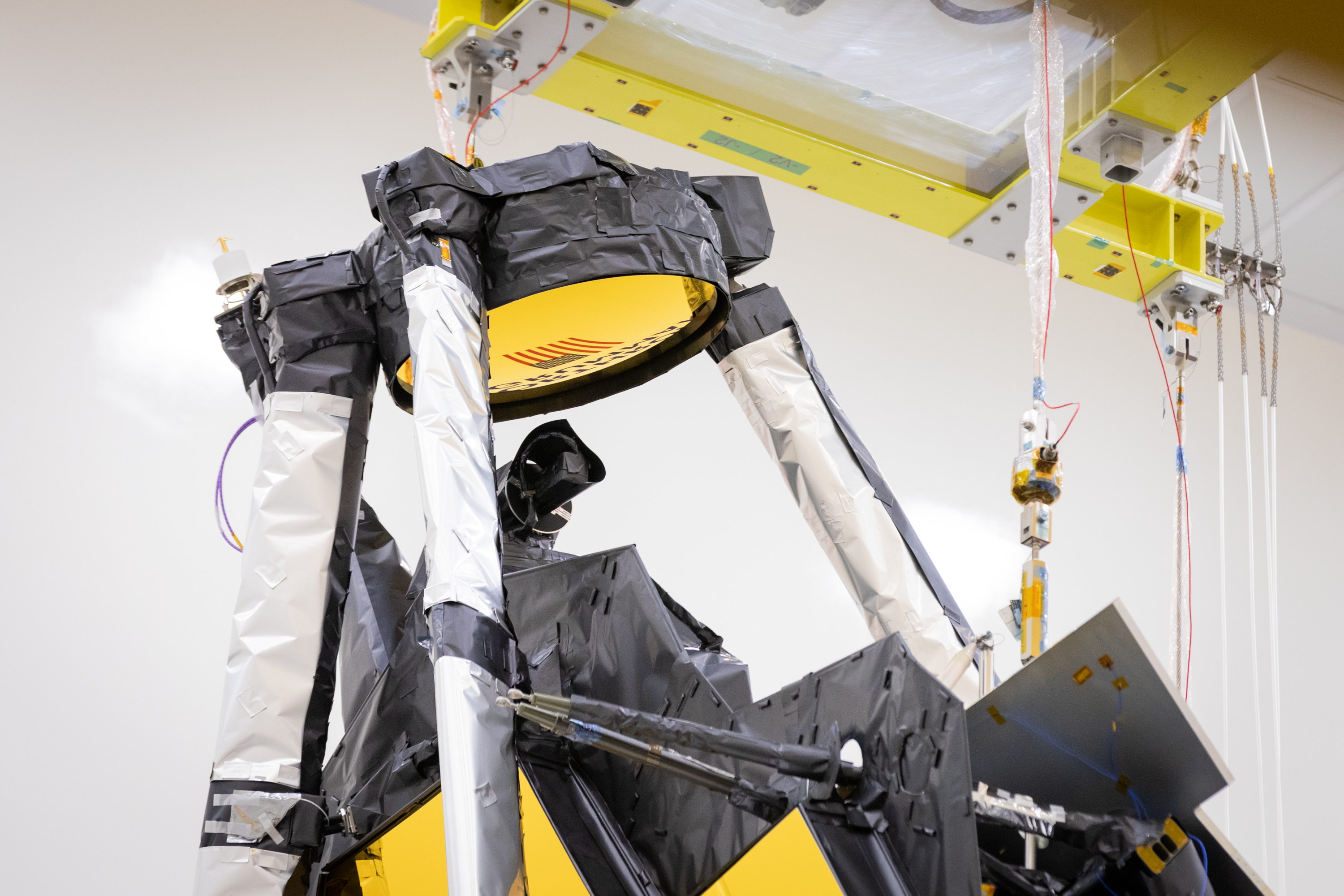
Le miroir secondaire.

La surface du miroir primaire, comme celle des autres miroirs de JWST, est recouverte d'une mince couche d'or (épaisseur de 100 nm, soit 48,25 g pour l'ensemble du miroir). L'or présente la propriété de réfléchir de manière optimale la partie du spectre électromagnétique observée par les instruments de JWST : le rouge du spectre visible et l'infrarouge invisible à nos yeux. En revanche, il réfléchit très mal le bleu du spectre visible. La couche d'or, très fragile, est à son tour recouverte d'une mince couche de verre. C'est cette fine couche en or qui donne la couleur dorée caractéristique à la surface des miroirs.
La surface du miroir primaire, 5,5 fois plus importante que celle de Hubble, permet au télescope de collecter neuf fois plus vite une image que son prédécesseur. Le pouvoir de résolution du télescope atteint 0,1 seconde d'arc dans le domaine infrarouge (0,6 à 27 micromètres de longueur d'onde). Contrairement à Hubble, il ne permet pas d'observer le spectre lumineux dans l'ultraviolet et le visible.

#### Miroir secondaire
Le miroir secondaire est un miroir convexe circulaire d'un diamètre de 0,74 mètre qui concentre la lumière du miroir primaire et la renvoie vers le miroir tertiaire. Il est suspendu au-dessus du miroir primaire, par une structure en forme de trépied, repliée le long du miroir primaire pour le lancement. L'orientation du miroir réalisé en béryllium peut être ajustée à l'aide de six actionneurs selon six degrés de liberté.

#### Autres éléments de la partie optique
Le reste de la partie optique (after optics) comprend le miroir tertiaire fixe et un miroir de pointage fin (FSM) mobile. Le miroir tertiaire est de type concave asphérique et de forme allongée (0,73 × 0,52 m). Il renvoie le rayonnement collecté vers le FSM, tout en corrigeant les aberrations, de manière à fournir une image de qualité sur l'ensemble du champ de vue. Le FSM est un miroir plat qui permet de stabiliser l'image durant les observations scientifiques. Quand elles ont lieu, sa position est constamment ajustée dans deux dimensions pour contrer les mouvements du télescope détectés par le système de contrôle d'attitude. Un masque en bordure du FSM réduit le rayonnement parasite.

Détail de la partie optique
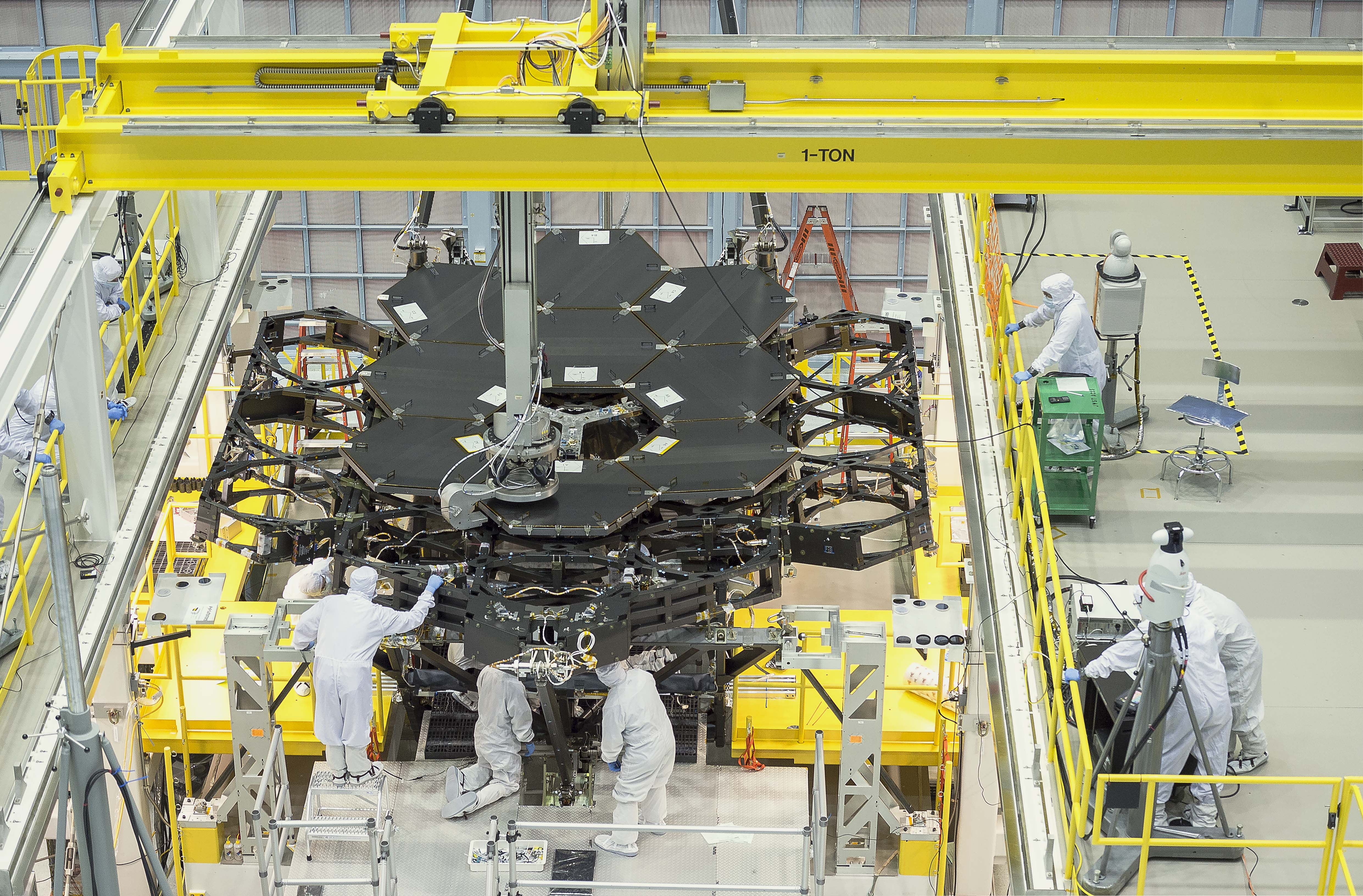
Installation des segments du miroir primaire sur la structure lui servant de support.
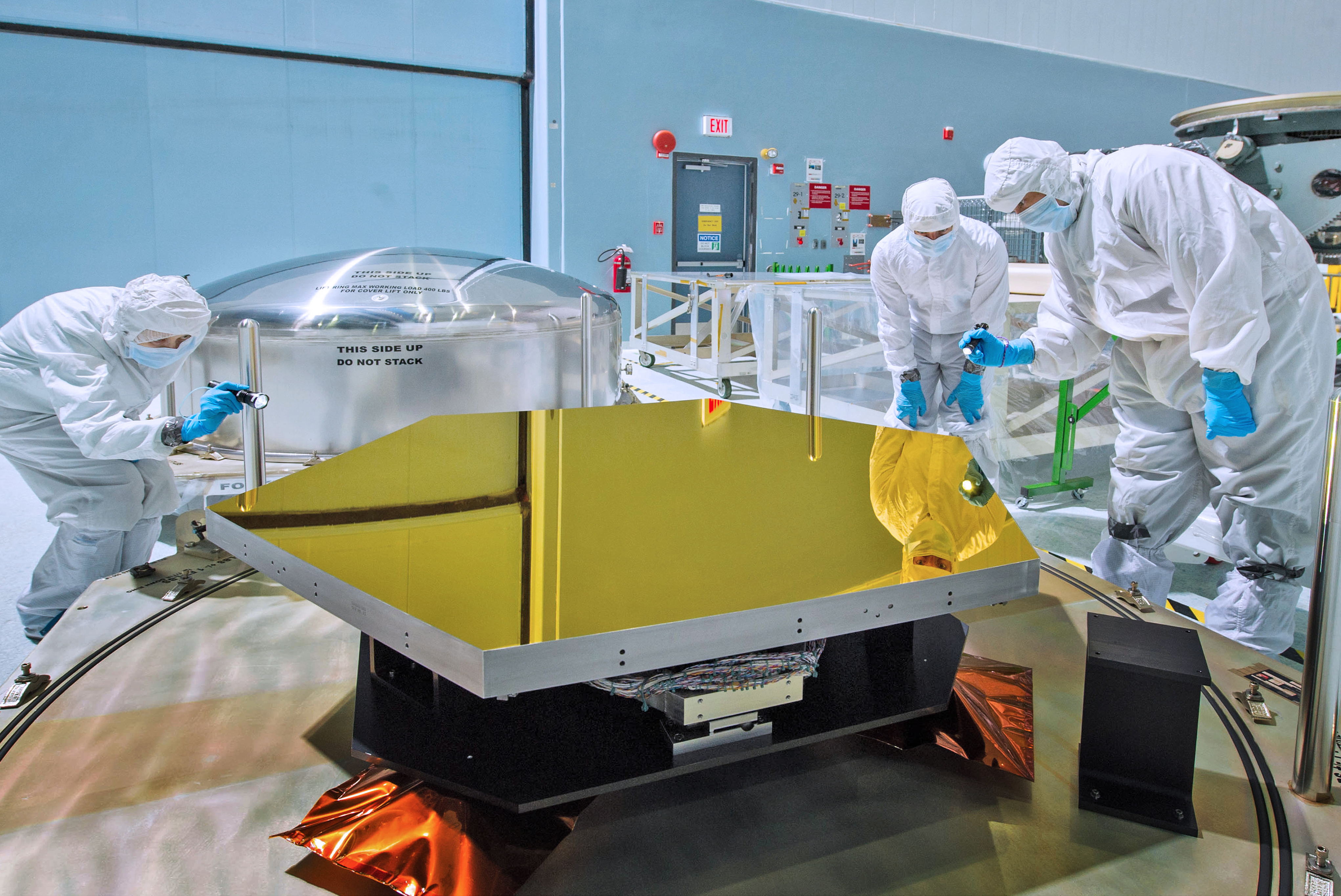
Inspection d'un des segments du miroir primaire.

## Instruments

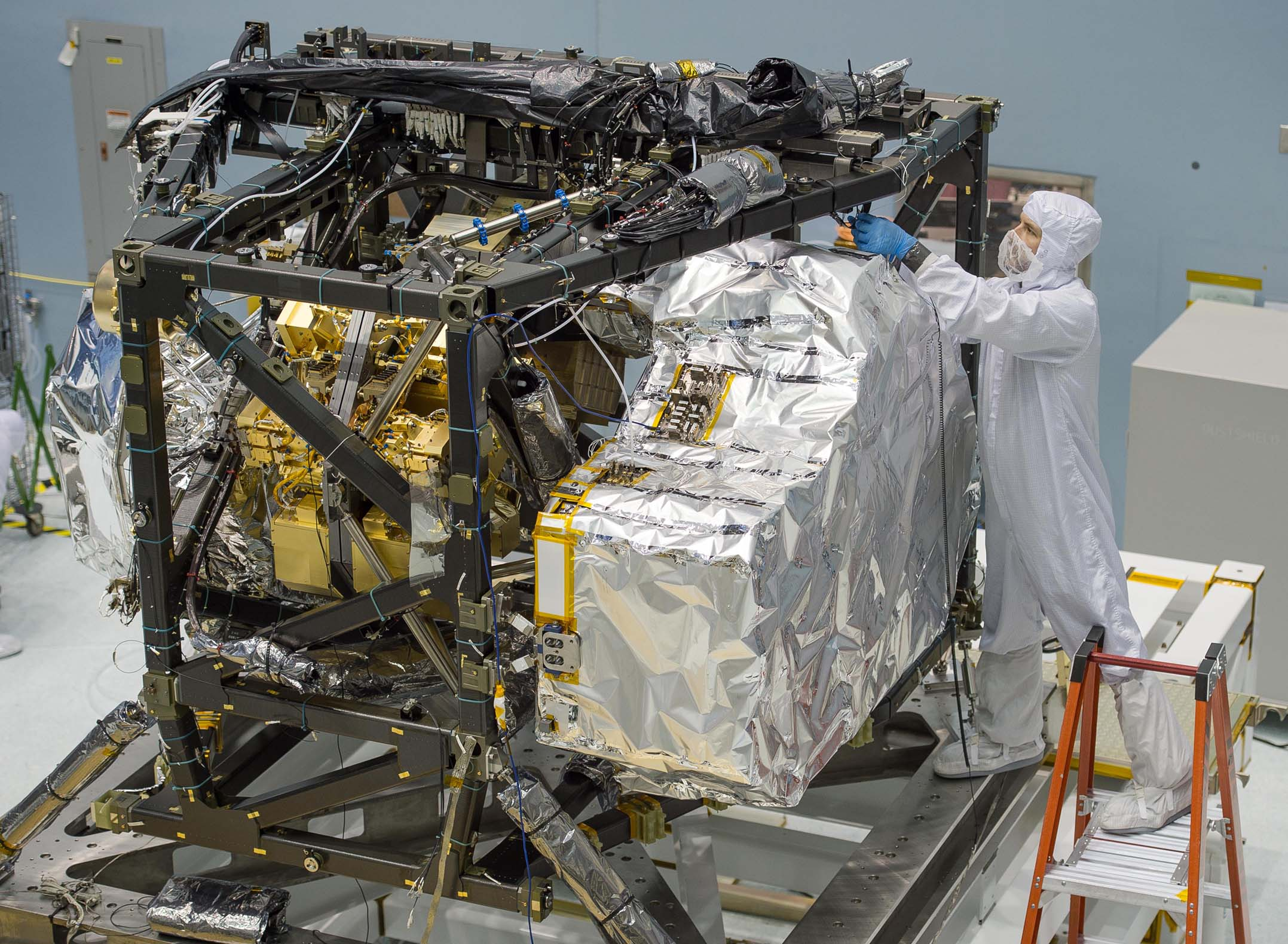
Le module ISIM contient les quatre instruments.

Le télescope est équipé de trois instruments principaux et d'un instrument secondaire, qui sont assemblés dans une structure fixée à l'arrière du support du miroir primaire et forment l'ISIM (Integrated Science Instrument Module). L'ISIM comprend également, à une certaine distance des instruments, des radiateurs qui évacuent la chaleur des instruments pour maintenir leur température basse, des équipements électroniques permettant de contrôler les instruments, un système de contrôle et de gestion des données propres à l'ISIM, l'ICDH (ISIM Command and Data Handling), ainsi que le refroidisseur cryogénique mécanique utilisé pour abaisser la température de l'instrument Mid InfraRed Instrument (MIRI).

### Caméra NIRCam

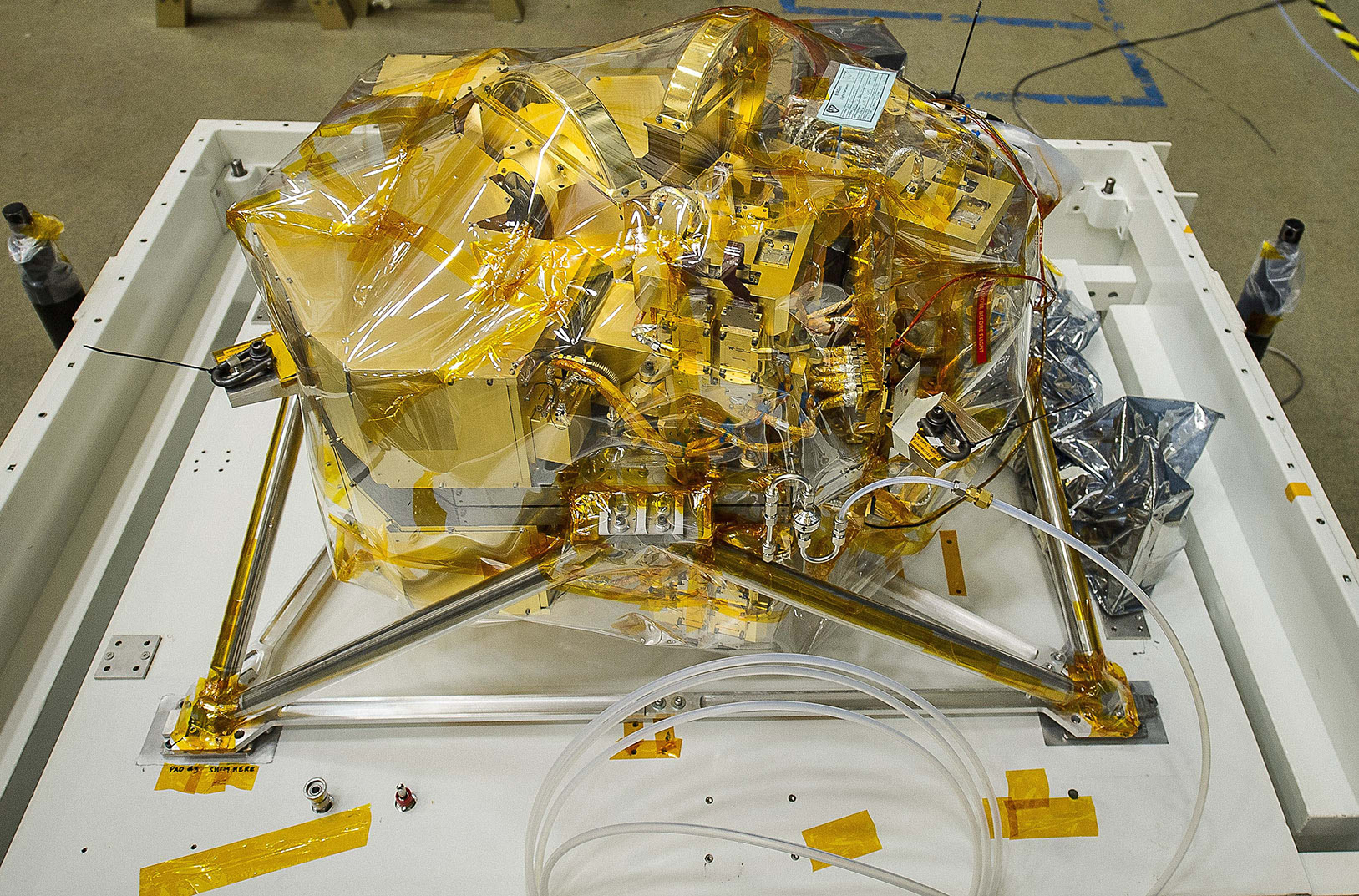
L'instrument NIRCam arrive au centre Goddard.

NIRCam (Near-InfraRed Camera, en français « caméra pour l'infrarouge proche ») est une caméra grand champ fonctionnant dans l'infrarouge proche de 0,6 à 5 micromètres. La caméra comporte deux sous-ensembles pratiquement identiques qui couvrent des portions de ciel adjacentes séparées de 44 secondes d'arc. Le champ optique de chacun de ces modules est de 2,2 × 2,2 minutes d'arc. Un des deux instruments couvre les longueurs d'onde comprises entre 0,6 et 2,3 µm (ondes courtes), l'autre entre 2,4 et 5 µm. La lumière de l'instrument à ondes courtes arrive sur quatre détecteurs (2 × 2) de 2 040 × 2 040 pixels chacun, tandis que celle du deuxième instrument arrive sur un détecteur unique de 2 040 × 2 040 pixels. La résolution est de 0,032 seconde d'arc par pixel pour le premier ensemble de détecteurs et de 0,065 seconde d'arc pour le second. Des filtres permettent de sélectionner des longueurs d'onde particulières. L'instrument à ondes courtes dispose de cinq filtres sélectionnant des bandes larges (R~4), quatre moyennes (R~10) et trois étroites (R~100). Le deuxième instrument comporte trois filtres larges, huit moyens et quatre étroits. L'instrument dispose d'un mode coronographie pour pouvoir réaliser des images d'objets très peu lumineux, proches de sources très brillantes, comme les exoplanètes ou les disques de débris. L'instrument peut également effectuer sur des surfaces réduites des prises d'images rapides, ainsi que de la spectroscopie sans fente sur la bande spectrale 2,4–5 μm avec une résolution R d'environ 1 700. NIRCam est développé par une équipe de l'université de l'Arizona et le Centre de technologie avancée de Lockheed Martin.

NIRCam (Near-InfraRed Camera).
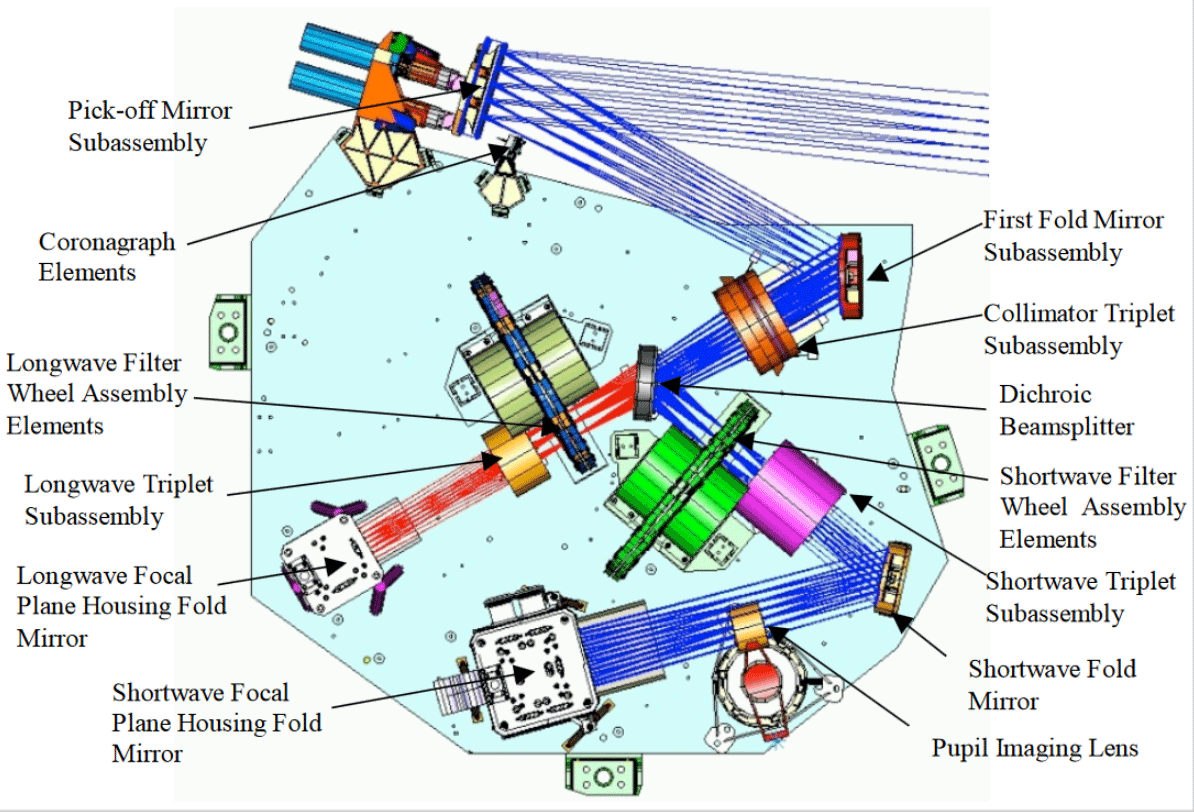
Chemin optique de NIRCam.
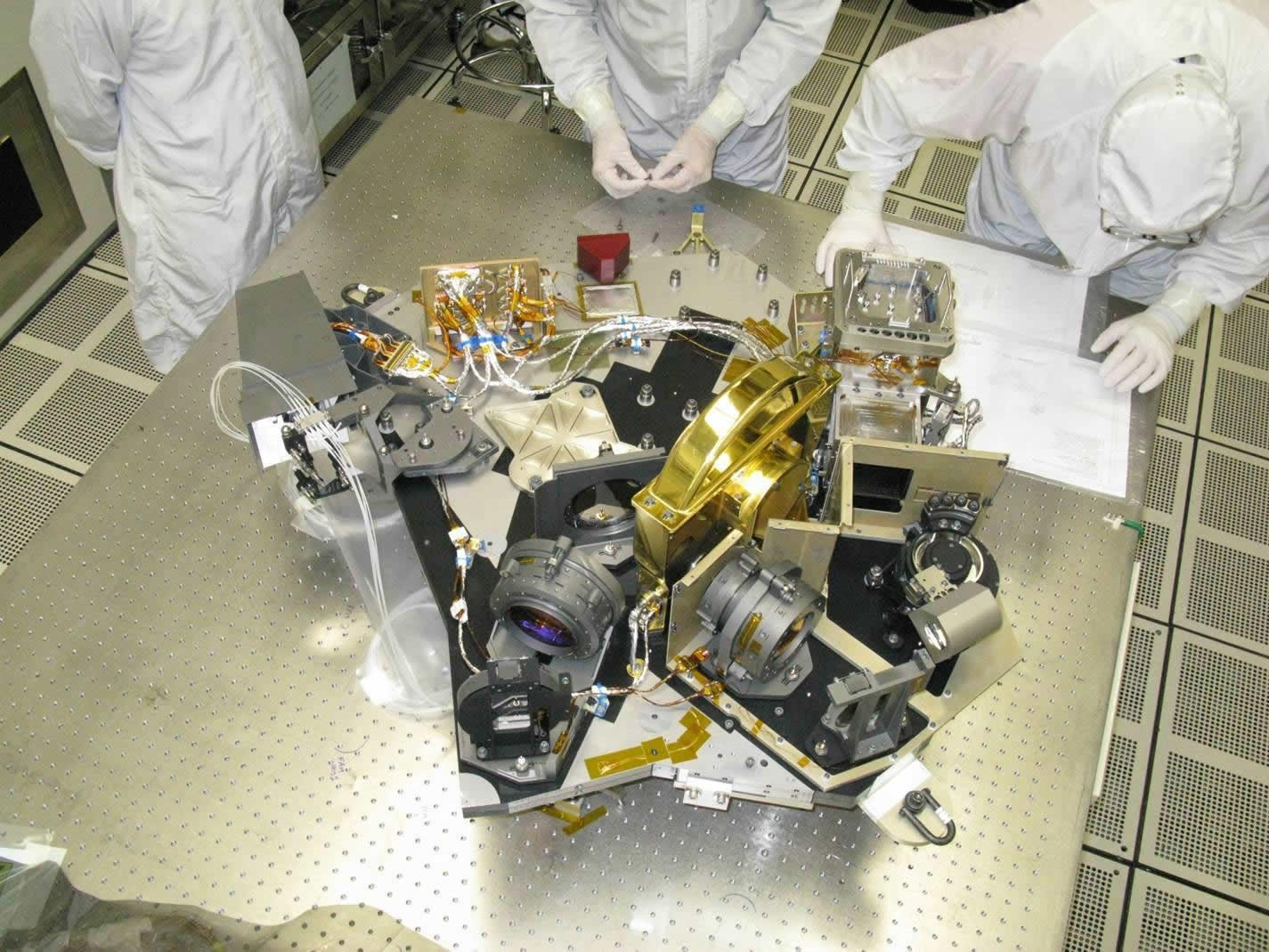
Gros plan sur l'optique de NIRCam.
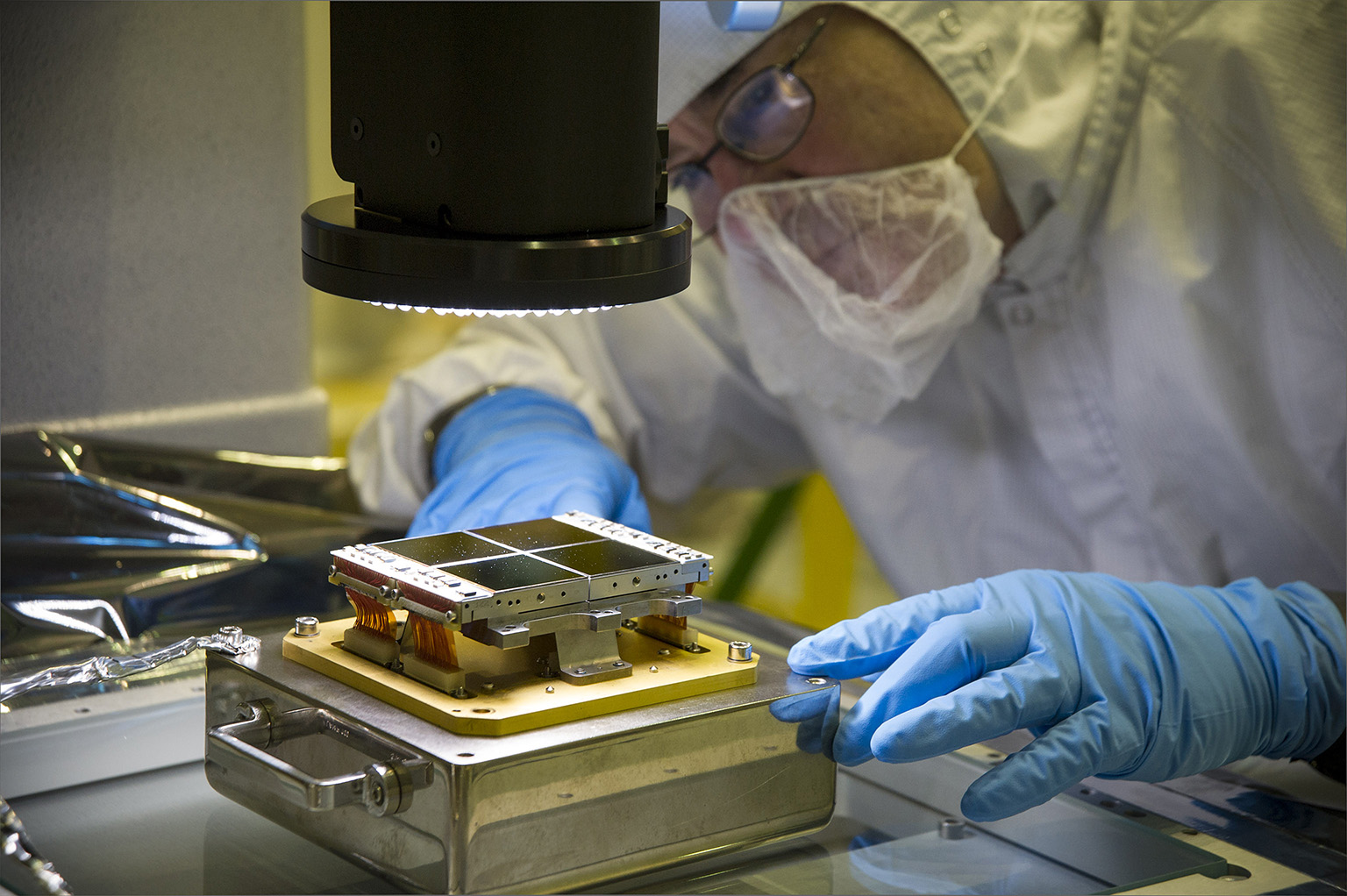
Détecteur du plan focal de NIRCam.

### Spectromètre NIRSpec

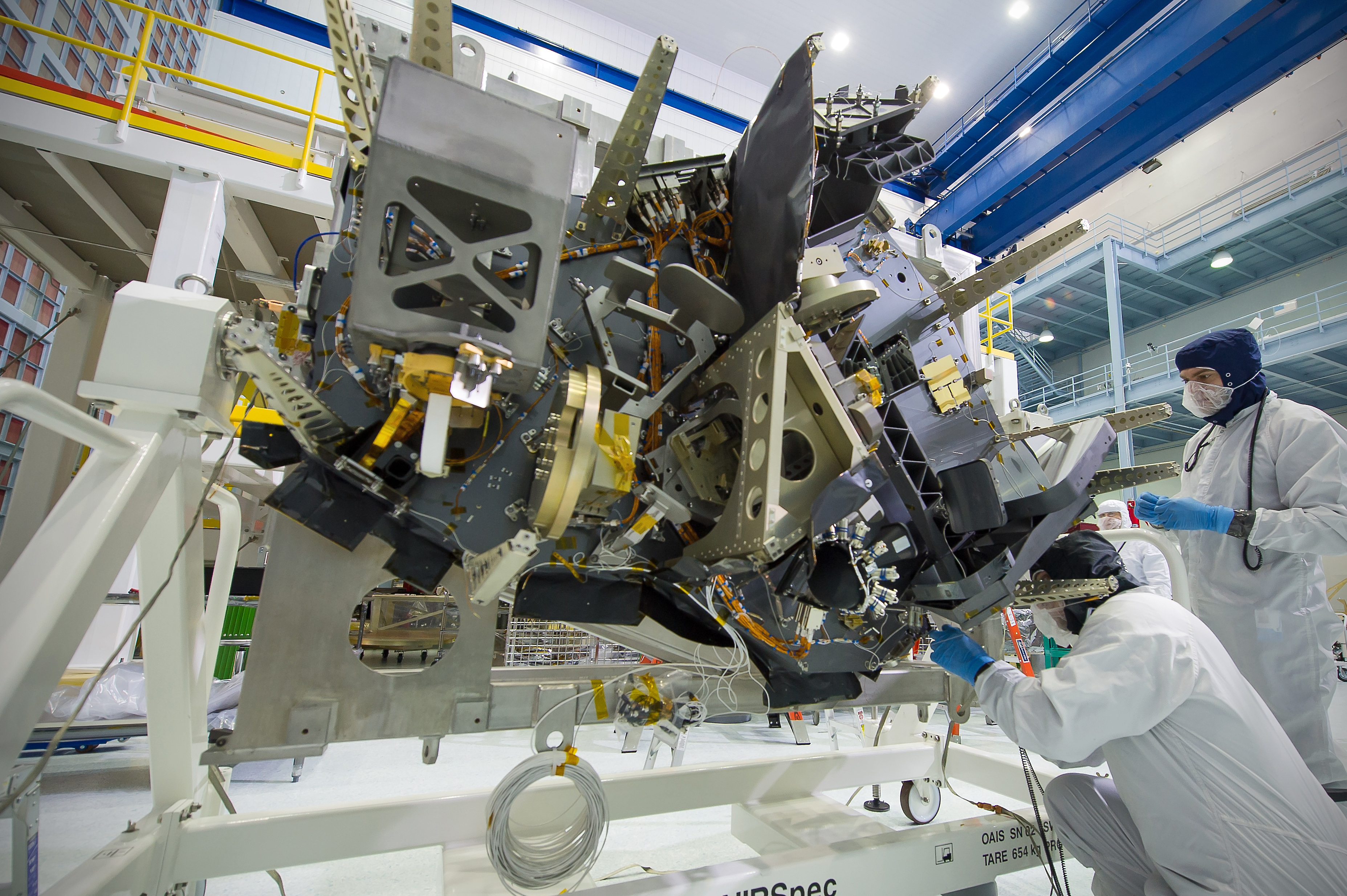
Test acoustique de l'instrument NIRSpec.

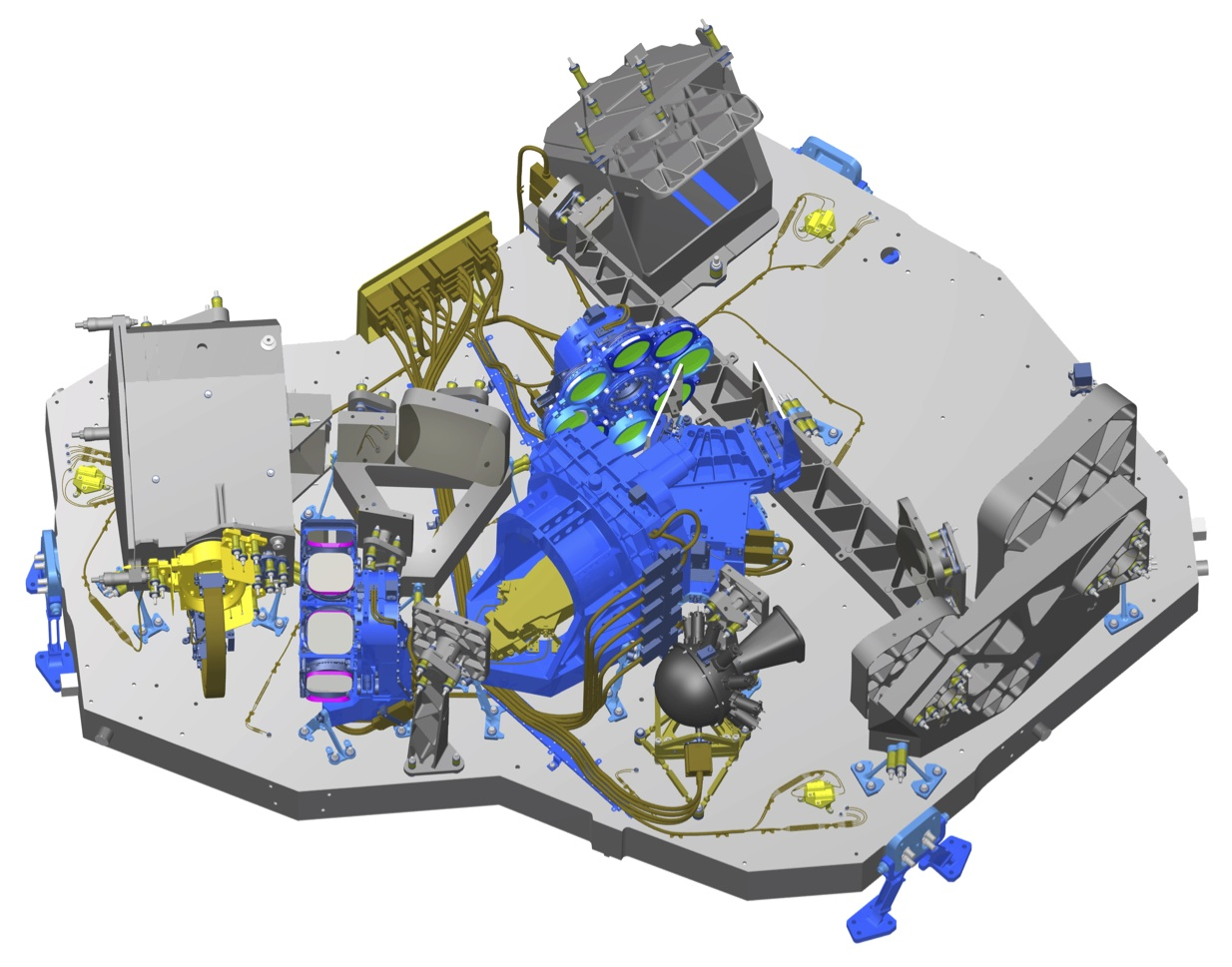
Schéma de l'instrument.

NIRSpec (Near-InfraRed Spectrometer, en français « spectromètre pour l'infrarouge proche ») est un spectromètre multi-objets fonctionnant dans le proche infrarouge de 0,6 à 5,3 µm. Il est optimisé pour l'observation de galaxies très lointaines, peu lumineuses, et de nombreuses sources compactes.
Trois modes d'observation sont disponibles :
- NIRSpec dispose d'un mode multi-objets grâce à une matrice de micro-obturateurs programmables (Micro-Shutter Assembly MSA) qui permet de réaliser simultanément le spectre de 100 objets sélectionnés dans un champ de 3,6 × 3,6 minutes d'arc. Chaque objet est observé via une ouverture correspondant à un champ de 0,20 × 0,45 seconde d'arc. La résolution spectrale peut être de 100, 1 000 ou 2 700 ;
- spectroscopie à fente. Ce mode reste disponible lorsque le Micro Shutter Assembly (MSA) est utilisé (pas de superposition). L'instrument dispose d'une fente de 0,4″ × 3,8″, de trois fentes de 0,2″ × 3,3″ et d'une ouverture large de 1,6″ × 1,6″. La résolution spectrale peut être de 100, 1 000 ou 2 700 ;
- spectroscopie à « champ intégral » sur un champ de vue de 3 × 3 secondes d'arc. La résolution spectrale peut être de 100, 1 000 ou 2 700. Le champ est découpé en 30 images de 0,1 × 3 secondes d'arc. L'ouverture correspondante est obturée lorsque ce mode n'est pas utilisé.

Pour éviter la confusion qui pourrait être générée par le recouvrement des spectres, la bande spectrale observable (0,6 à 5,3 µm) est divisée en trois sous-bandes, sélectionnées par un filtre, qui doivent être observées séparément.
D'un point de vue technique NIRSpec comprend 16 miroirs (deux miroirs de couplage avec le télescope, trois miroirs pour chacun des trois TMA, un miroir de renvoi entre le MSA et le collimateur, deux miroirs de focalisation et deux miroirs utilisés lors de l'étalonnage), ainsi qu'un jeu de huit filtres et de sept éléments dispersifs interchangeables. Le flux lumineux traverse un premier filtre qui permet soit de sélectionner la bande spectrale qui doit être observée (>0,7 μm, >1 μm, >1,7 μm, >2,9 μm), soit d'effectuer des opérations de pointage vers la cible (filtre clair), soit encore d'effectuer des opérations d'étalonnage (miroir). Après avoir traversé les fentes ou la matrice MSA, le rayonnement passe par une optique diffractive qui est sélectionnée en fonction de la longueur d'onde et de la résolution spectrale qu'on souhaite privilégier. Le plan focal contient deux photodétecteurs infrarouge au tellurure de mercure-cadmium de 2 048 × 2 048 pixels, sensibles aux longueurs d'onde de 0,6 à 5 µm et développés par Teledyne Imaging Sensors. Ils sont séparés par un intervalle de 17,8 secondes d'arc qui entraîne un trou dans le spectre (celui-ci s'étale sur les deux détecteurs). L'instrument NIRSpec, qui mesure 1,9 mètre dans sa plus grande dimension, a une masse de 200 kg.

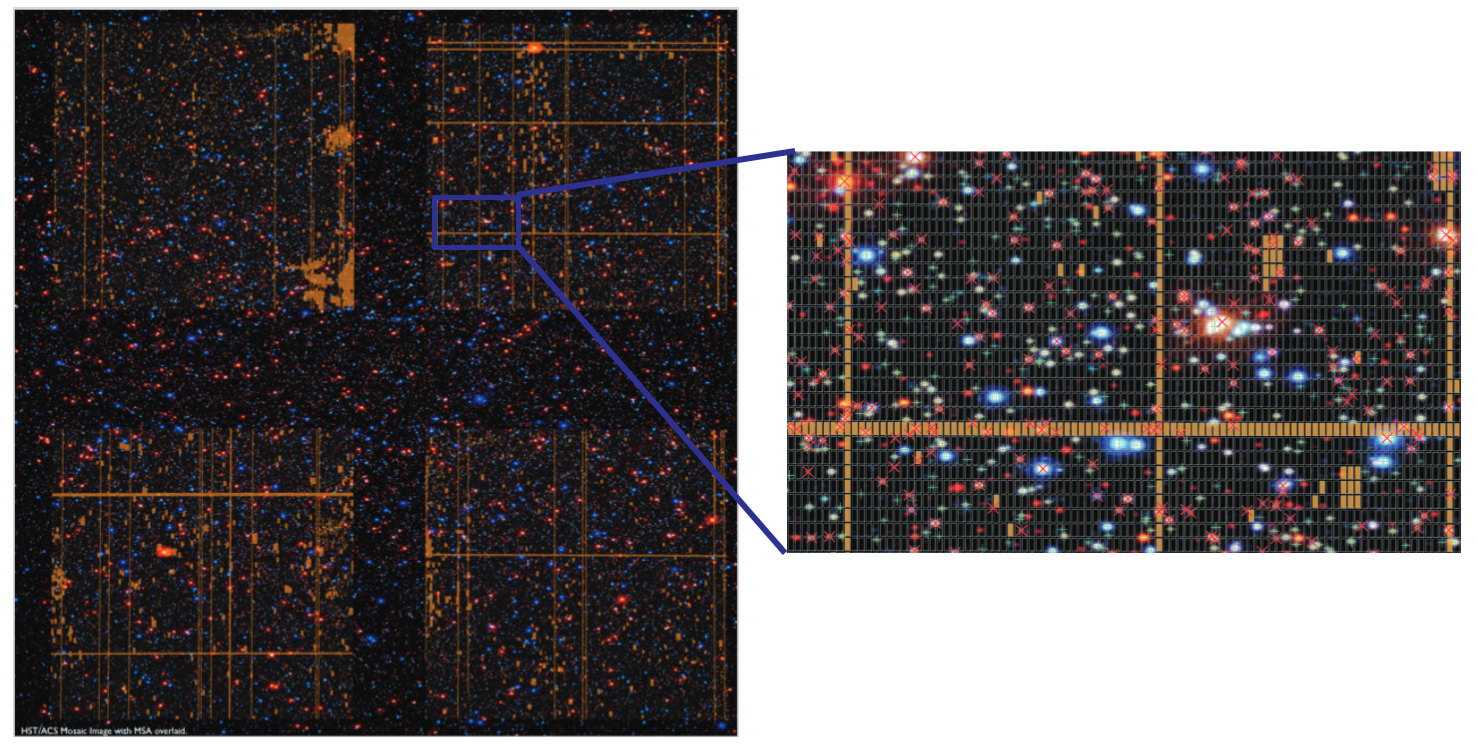
La matrice MSA (Micro Shutter Assembly) permet de réaliser le spectre d'une centaine d'objets en parallèle. À gauche une image du ciel vers Ω Cen est projetée sur la matrice MSA. La vue de droite montre une petite partie de la matrice. En fonction de leur position dans la grille (centrage), un spectre peut être obtenu (vert) ou non (rouge). Les cases orange correspondent à des obturateurs qui n'ont pas répondu aux commandes.

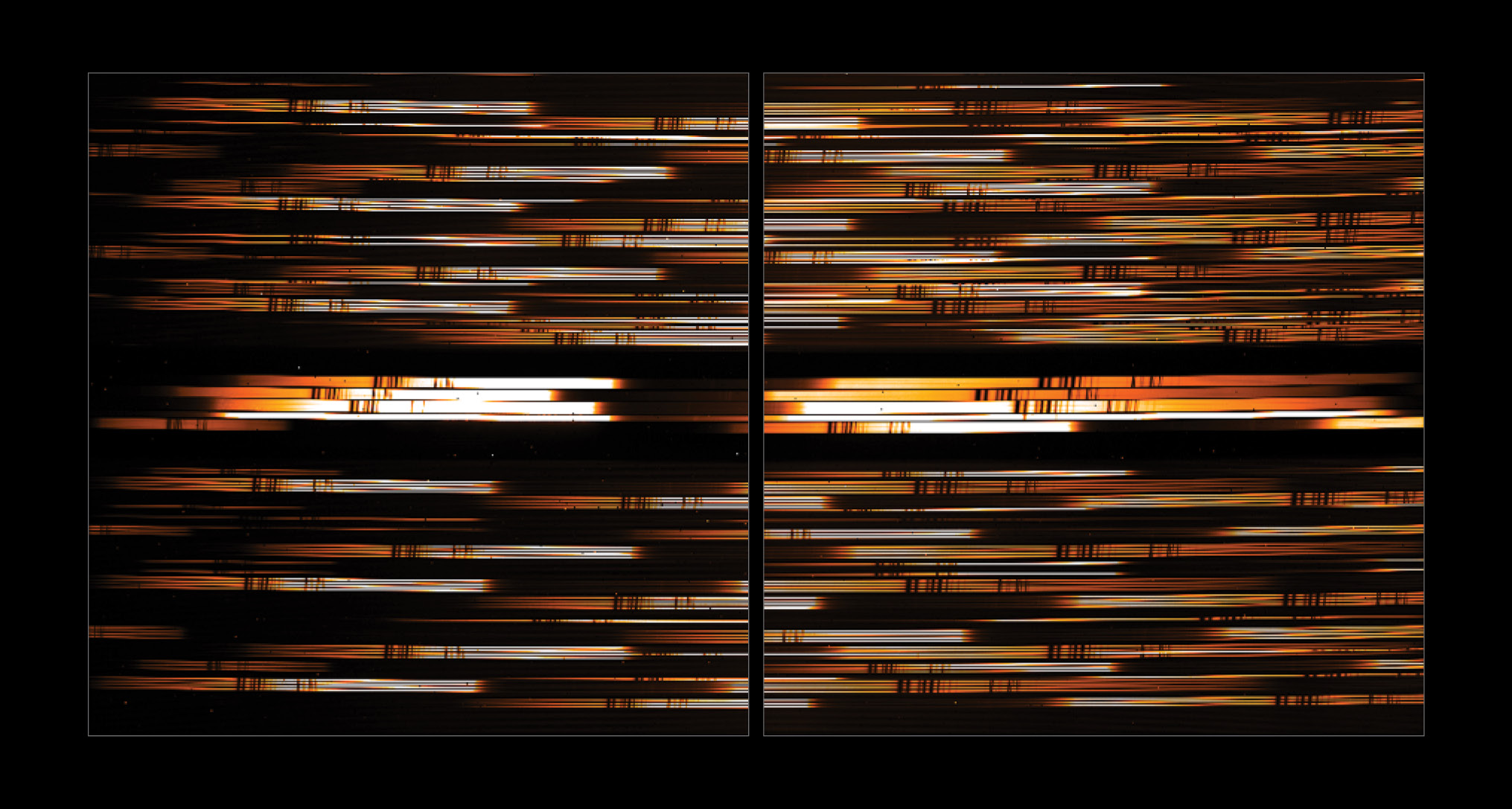
Spectres obtenus en mode multi-objets.

La matrice MSA est constituée d'une grille formée de quatre quadrants subdivisés chacun en 365 cellules sur l'axe x (sens de la dispersion spectrale) et 171 cellules dans le sens y, soit 248 000 cellules en tout (62 000 par quadrant). Chaque cellule, qui mesure 100 × 200 μm (l'épaisseur de quelques cheveux), est obturée à l'aide d'une porte mobile. Deux électrodes sont fixées, d'une part, à la porte obturant la cellule et, d'autre part, à la cloison sur laquelle celle-ci peut être rabattue. En appliquant une charge de sens contraire aux deux électrodes d'une cellule donnée, on déclenche son ouverture. Un bras aimanté mobile permet d'agir sur l'ensemble des portes. Ces microsystèmes utilisent la technologie des MEMS. Une des limitations du MSA est qu'une seule étoile peut être observée sur chaque rangée parallèle à l'axe des x, car son spectre utilise toute la largeur du détecteur. L'étoile doit par ailleurs être centrée dans la cellule. Pour observer l'ensemble des étoiles d'une zone donnée, il faut donc effectuer plusieurs observations précédées à chaque fois d'une modification du pointage du télescope,.
NIRSpec est fourni par l'Agence spatiale européenne et son développement est supervisé par le Centre européen de technologie spatiale (ESTEC) aux Pays-Bas. Le fournisseur principal est l'établissement d’Airbus Defence and Space à Ottobrunn, Allemagne. Les détecteurs et le système de micro-obturateurs sont fournis par le Centre spatial Goddard de la NASA.

Matrice de micro-obturateurs MSA
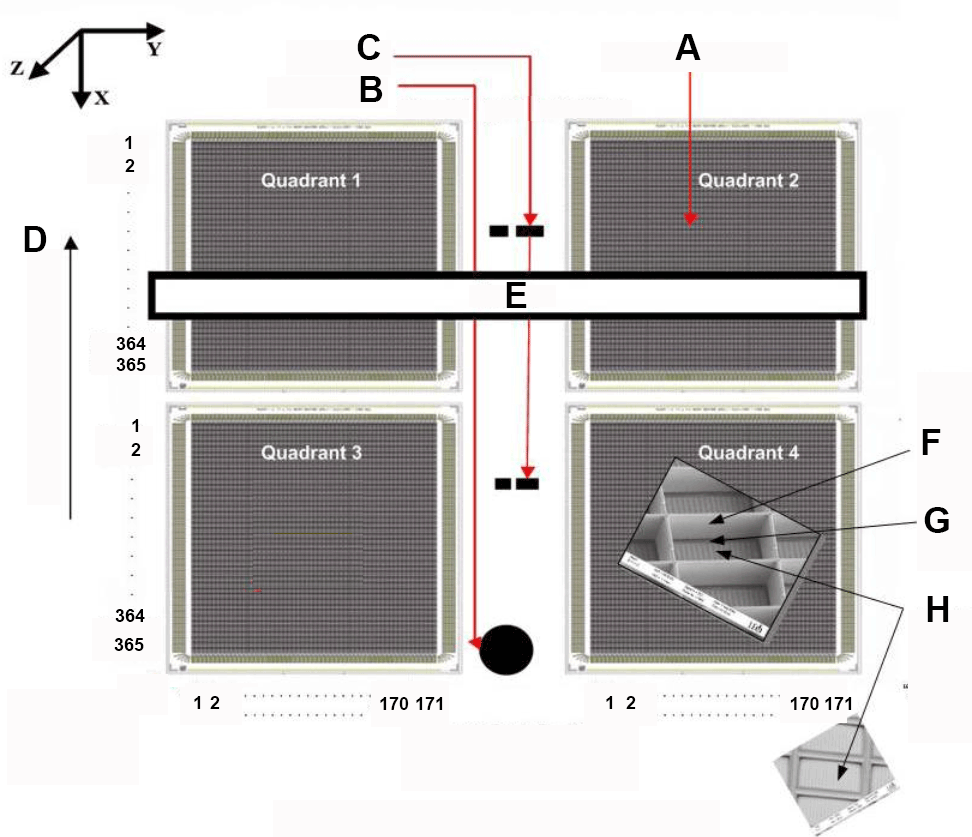
La matrice de micro obturateurs Micro Shutter Assembly (MSA). A : Zone active - B : Fenêtre pour spectroscopie à champ intégral - C : fentes fixes - D : Direction de la dispersion spectrale - E : Bras aimanté mobile - F : 365 (rangées) électrodes (tension +V2) fixées sur la paroi verticale du côté de l'aimant - G : Barre de torsion (charnière) - H : 171 (colonnes) électrodes (tension -v1) fixées sur les obturateurs côté détecteur.
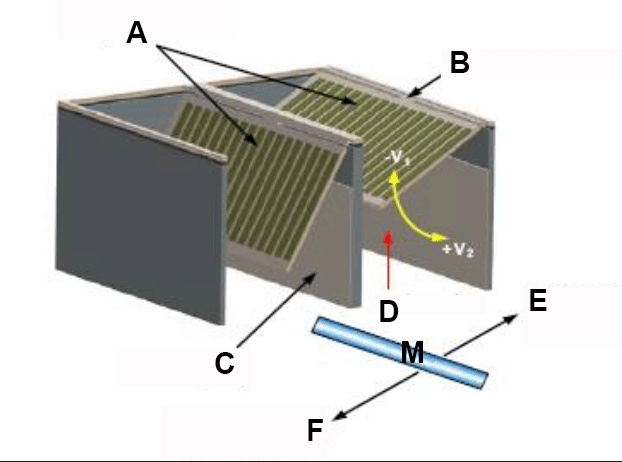
Conception des micro obturateurs du MSA (Micro Shutter Assembly) : A : Bandes magnétiques fixées au-dessus des obturateurs (dans le sens des colonnes) - B : Charnière et barre de torsion - C : Électrode de la cloison (dans le sens des rangées) - D : Direction du rayonnement infrarouge - E : Sens de déplacement du bras aimanté pour programmer et relâcher les obturateurs - F : Sens de déplacement du bras aimanté pour ouvrir et verrouiller les obturateurs M : Bras aimanté mobile.

### Caméra / spectromètre MIRI

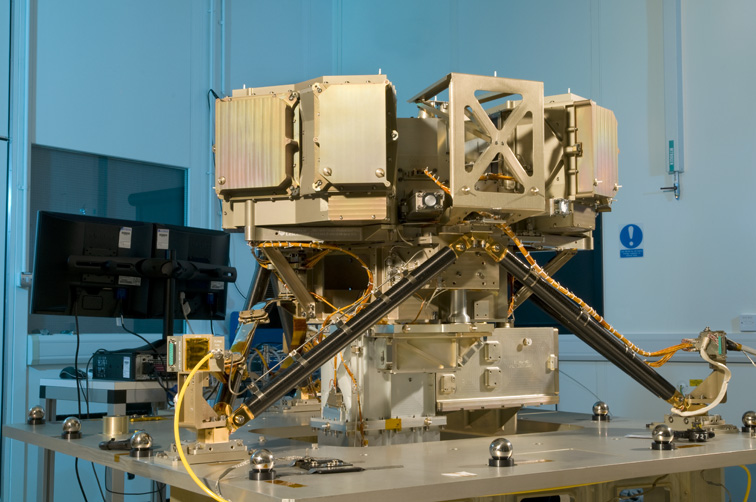
L'instrument MIRI.

MIRI (en anglais : Mid InfraRed Instrument, « instrument pour l'infrarouge moyen ») est un spectro-imageur comportant une caméra (MIRIM) et un spectromètre (MRS) qui fonctionne dans l'infrarouge moyen (5 à 28 µm). L'instrument doit permettre notamment de réaliser des photos et des spectres de jeunes exoplanètes et de leur atmosphère, d'identifier et caractériser les premières galaxies de l'Univers et d'analyser les poussières chaudes et les gaz moléculaires des jeunes étoiles et des disques protoplanétaires. Quatre modes d'observation sont possibles :
- réalisation d'images à travers dix filtres. La résolution de MIRI est de 0,11 seconde d'arc par pixel, pour un champ maximum de 74 × 113 secondes d'arc. Plusieurs champs plus petits seront aussi disponibles (7 × 7, 14,1 × 14,1, 28,2 × 28,2, 56,3 × 56,3 secondes d'arc) pour permettre un temps d'exposition court (prise d'images d'objets lumineux ou environnement lumineux) ;
- coronographie : son rôle est d’atténuer ou de supprimer le flux d’un objet très brillant (une étoile, par exemple) afin d’observer son environnement proche peu lumineux (une exoplanète, par exemple). Dans ce mode d'observation, le champ de vue est de 15 × 15 secondes d'arc et la résolution angulaire est de 0,11 seconde d'arc. Les coronographes comprennent trois masques de phase monochromatiques de type 4QPM (Four-Quadrant Phase Masks) et d’un masque de Lyot. Les trois masques de phase fonctionnent à 10,65 µm, 11,4 µm et 15,5 µm respectivement, alors que le masque de Lyot fonctionne à 23 µm. La séparation angulaire entre une étoile et son système planétaire étant très petite, l’utilisation de coronographes classiques à pastille de Lyot n’est pas adaptée. Une nouvelle génération de coronographes de phase à quatre quadrants, dits « 4QPM », a été mise au point par le LESIA[p] ;
- spectroscopie à basse résolution (résolution spectrale de 100) entre 5 et 11 µm ;
- spectroscopie à « champ intégral » sur un champ de 3 × 3 secondes d'arc avec une résolution spectrale d'environ 1 500.

L'instrument Mid InfraRed Instrument (MIRI) est fourni par l'Agence spatiale européenne. Il est construit par un consortium de laboratoires de dix pays européens, coordonnés par l'Observatoire d'Édimbourg en Écosse. MIRI est constitué de deux parties distinctes. Le premier sous-ensemble, l'imageur/coronographes/spectro-basse-résolution appelé MIRIM, développé et réalisé sous l'égide du CNES en France par le Département d'Astrophysique du CEA-Saclay, avec la participation du LESIA (Observatoire de Paris), de l'Institut d'astrophysique spatiale (IAS) et du Laboratoire d'astrophysique de Marseille (LAM). Le deuxième sous-ensemble, le spectrographe de résolution moyenne, doté d'une fonctionnalité à champ intégral (IFU), appelé « MRS », construit par le Laboratoire Rutherford Appleton (RAL) sous l’égide du Science and Technology Facilities Council (STFC) anglais. Le RAL assure l'intégration de tous les composants de l'instrument et des tests.

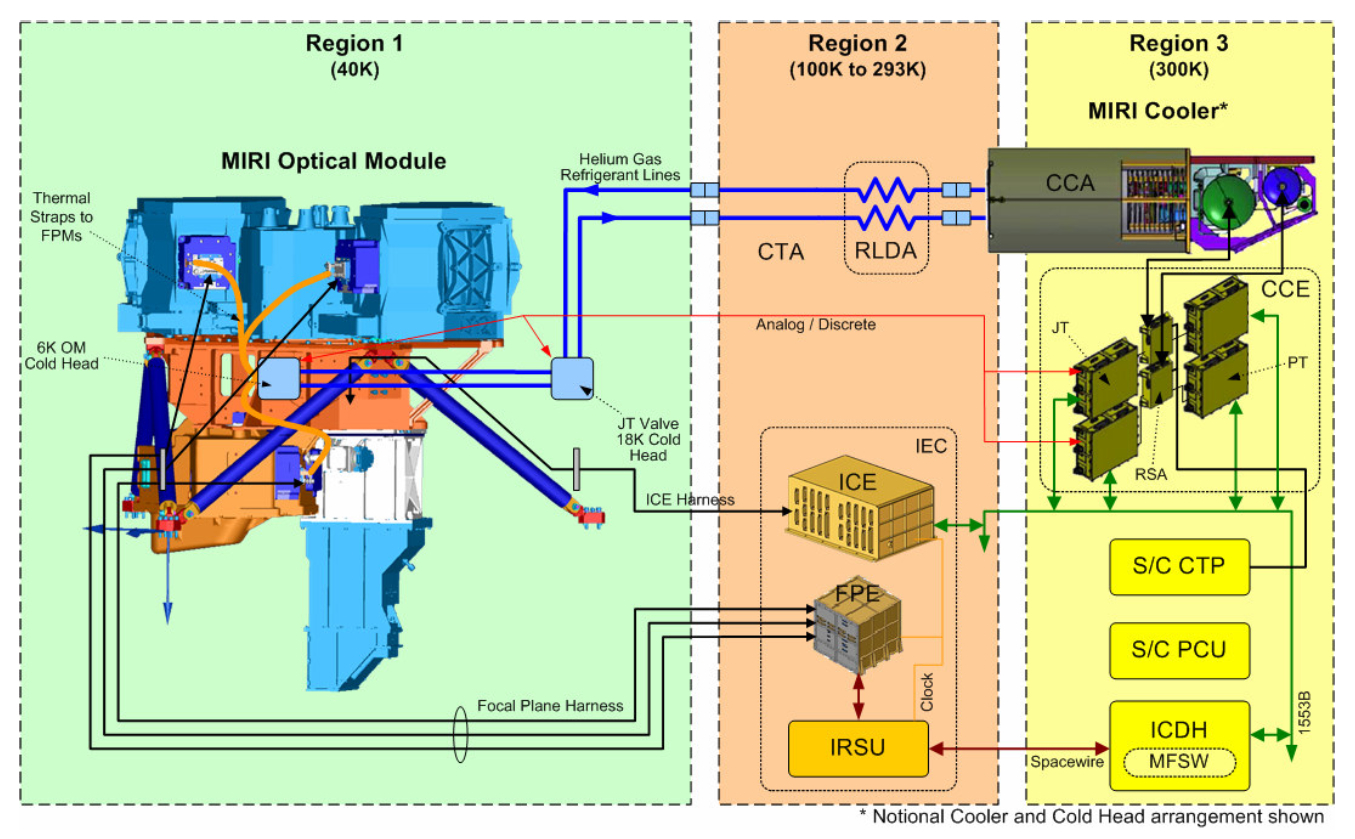
Schéma de MIRI montrant la localisation des trois sous-ensembles de l'instrument. Pour maintenir la température très basse du détecteur, les composants de l'instrument sont distribués dans trois parties du télescope spatial : les trois premiers étages du réfrigérateur sont situés dans la plateforme (côté chaud du bouclier thermique) et l'électronique dans un boitier situé sous l'instrument.

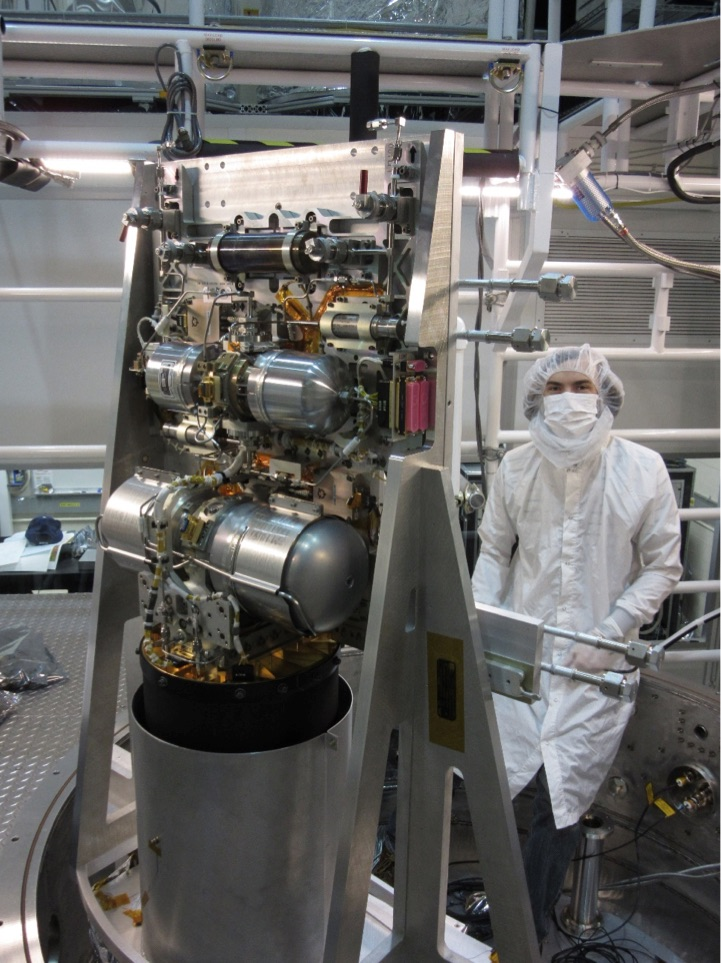
Les trois premiers étages du cryoréfrigérateur peu avant un test dans une chambre à vide.

MIRI comprend trois détecteurs, chacun d'un million de pixels : un pour l'imageur MIRIM et deux pour le spectromètre MRS. Ces détecteurs sont identiques dans leur conception. Ce sont des puces dopées à l'arsenic, comportant chacune 1 024 × 1 024 pixels. Dans les longueurs d'onde observées, le détecteur est particulièrement sensible aux émissions thermiques du télescope et la température de 40 K du télescope est insuffisante. Pour pouvoir fonctionner, il est refroidi à 7 K par un cryoréfrigérateur mécanique particulièrement performant, développé sous la supervision du Jet Propulsion Laboratory (JPL). Celui-ci refroidit de l'hélium en quatre étapes en utilisant, pour les trois premières, des tubes à pulsation échangeant la chaleur par thermoacoustique. Les trois premiers étages du réfrigérateur sont logés dans la plateforme (du côté chaud du télescope spatial). Une conduite, longue de 10 m et de 2 mm de diamètre, amène le fluide, dont la température a été abaissée à 18 K, dans l'enceinte de l'instrument MIRI. Là, la température de l'hélium est encore abaissée par effet Joule-Thomson à 6 K. Le développement de cet équipement a nécessité de surmonter deux problèmes : supprimer la génération de vibrations par les pompes utilisées pour compresser le gaz et préserver la température de l'hélium dans la longue conduite l'amenant jusqu'aux détecteurs de l'instrument.

### Imageur proche infrarouge NIRISS

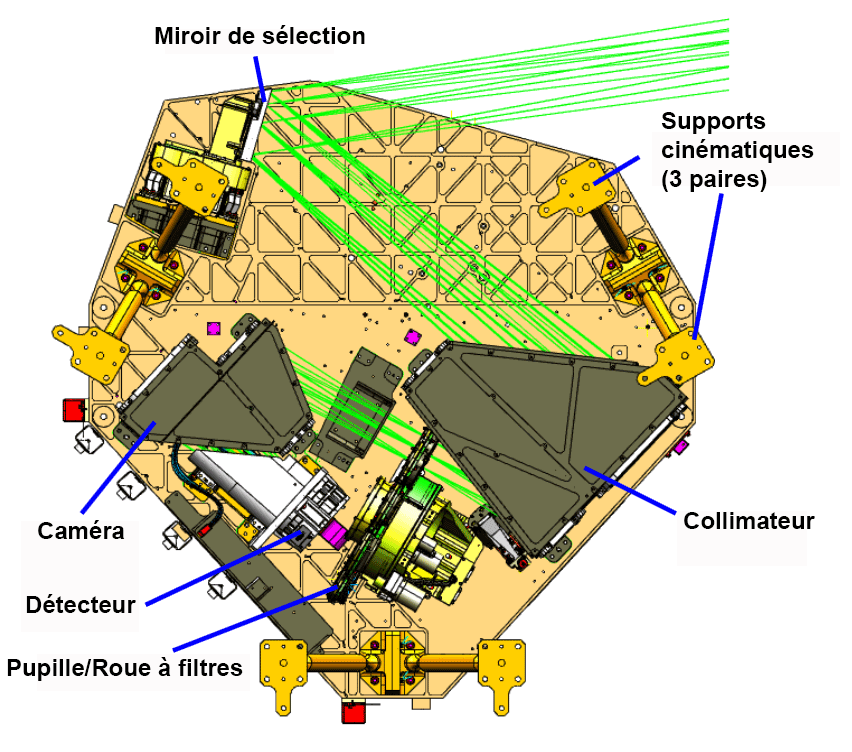
Chemin optique de NIRISS (Near Infrared Imager and Slitless Spectrograph).

NIRISS (Near Infrared Imager and Slitless Spectrograph) est un instrument secondaire associé au système de guidage fin FGS (Fine Guidance System), mais indépendant de celui-ci. Il s'agit d'un spectro-imageur permettant de réaliser des spectres grand champ dans la bande 1 à 2,5 µm avec une résolution spectrale R d'environ 150, des spectres sur un seul objet dans la bande 0,6 à 2,8 µm à l'aide d'un grisme avec une résolution spectrale R d'environ 700. Il permet également d'effectuer des spectres par interférométrie en utilisant un masque non redondant (NRM) dans la bande spectrale allant de 3 à 4,8 µm. L'instrument permet également de réaliser des images sur un spectre large (1 à 5 µm) et un champ optique de 2,2 × 2,2 minutes d'arc. L'instrument comporte deux jeux de filtres permettant de sélectionner des bandes spectrales étroites. Le rayonnement arrive au plan focal sur un détecteur au tellurure de mercure-cadmium comportant 2 048 × 2 048 pixels. L'instrument est fourni par l'Agence spatiale canadienne. Le constructeur principal est Honeywell (autrefois COM DEV),,.

### Autres instruments de la charge utile: système de guidage fin FGS

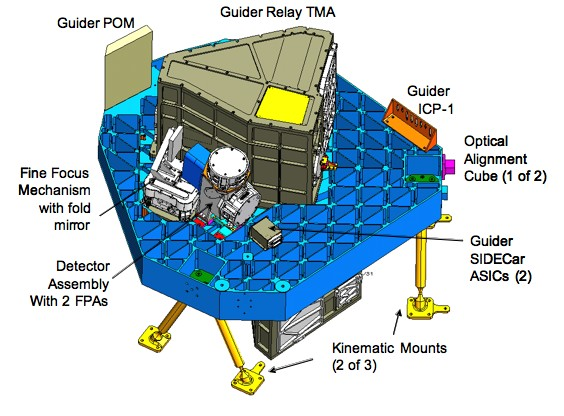
Schéma du FGS (Fine Guidance System).

Le FGS (Fine Guidance System) est un système de guidage fin qui remplit trois fonctions :
- fournir des images de tout le champ du télescope, dans le but de trouver la région du ciel qui doit être étudiée au début d'une nouvelle campagne d'observation ;
- identifier, dans la région visualisée par le télescope, une étoile guide figurant au catalogue enregistré dans sa mémoire. Une fois l'étoile guide identifiée, celle-ci est centrée dans une fenêtre de 8 × 8 pixels, puis l'orientation du télescope est modifiée pour positionner l'étoile guide dans une zone de la fenêtre pré-spécifiée, de manière que la portion du ciel observée soit dans l'alignement de l'axe du télescope ;
- fournir au système de contrôle d'attitude des mesures permettant de maintenir le pointage du télescope spatial vers l'étoile guide, avec une précision de une milliseconde d'arc, en effectuant une prise d'image 16 fois par seconde.

Sur le plan technique, le FGS est constitué d'un premier miroir dérivant le rayonnement incident (POM pick-off mirror) et d'un ensemble de trois miroirs (three-mirror assembly) collimatant ce rayonnement vers un miroir qui focalise celui-ci sur un détecteur situé dans le plan focal. Celui-ci comporte un photodétecteur infrarouge au tellurure de mercure-cadmium de 2 048 × 2 048 pixels, sensible aux longueurs d'onde de 0,6 à 5 µm. Sa sensibilité est de 58 µJy (microjansky) pour une longueur d'onde de 1,25 µm. L'instrument est dépourvu d'obturateur et de filtre optique. Le FGS est fourni par l'Agence spatiale canadienne. Son constructeur principal est Honeywell (autrefois COM DEV),,.

L'instrument FGS
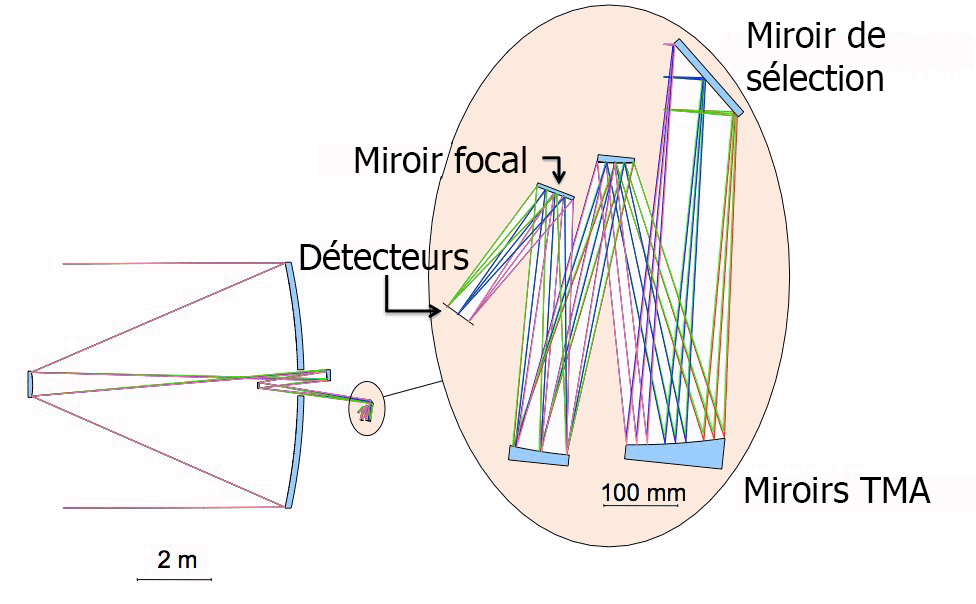
Localisation du FGS et chemin optique.
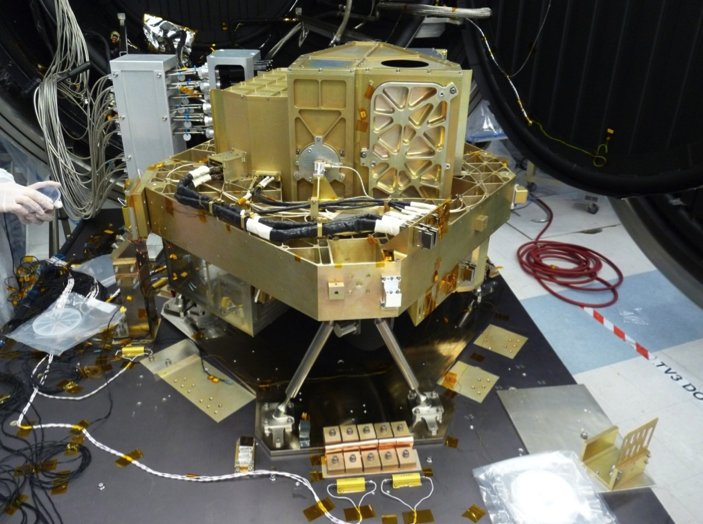
Le FGS en cours d'assemblage.

## Bilan scientifique
Deux ans et demi après son entrée en service en juillet 2022, le télescope spatial James Webb a largement dépassé les attentes de ses concepteurs.

### Nouveaux records
Comme prévu, les capacités exceptionnelles du JWST lui ont permis d'établir de nouveaux records en matière d'observation. Ce sont par exemple : 
- la découverte probable, grace à l'utilisation de la technique de la lentille gravitationnelle, de l'étoile géante rouge Quyllur, située à près de 11 milliards d'années-lumière de la Terre (jusque là aucune étoile individuelle n'avait été observée à plus d'un milliard d'années-lumière)[147] ;
- l'observation de la galaxie JADES-GS-z14-0, qui existait seulement 285 millions d'années-lumière après le Big Bang[148] ;
- l'observation de l'amas de galaxies A2744z7p9OD, qui existait 650 millions après le Big Bang ;
- l'observation d'une lentille gravitationnelle située à 17 milliards d'années-lumière, soit 2,3 milliards d'années-lumière plus loin que toutes les observations précédentes[149] ;
- l'image la plus profonde de l'Univers, qui dévoile les toutes premières galaxies et les premières étoiles formées durant le premier milliard d'années de son histoire[150].

### Découvertes
Ces observations records étaient plus ou moins attendues, car elles portent sur des phénomènes connus et sont la conséquence des capacités du télescope spatial. Par contre, comme tout instrument aux caractéristiques inédites, le JWST a permis de véritables découvertes scientifiques. Les plus remarquables sont les suivantes (en janvier 2025).

#### Planètes errantes de la taille de Jupiter formant des systèmes binaires
La nébuleuse d'Orion est la pouponnière d'étoiles la plus proche de notre système solaire (1 500 années-lumière). On y trouve des nuages de gaz favorisant la formation de nouvelles étoiles. La nébuleuse comprend un grand nombre d'étoiles à différents stades de leur formation (nuage en cours d'effondrement, étoile avec disque proto-planétaire...). Le JWST a pu percer le nuage de poussières qui bloque les observations habituelles et a détecté un grand nombre de planètes errantes (sans étoile mère). Parmi celles-ci, 9 % étaient des planètes de la taille de Jupiter formant des systèmes binaires, qui ont été baptisées JuMBO (de l'anglais Jupiter mass binary object). La formation de ces nouveaux objets célestes constituent un mystère : s'agit-il d'étoiles binaires avortées ou de planètes éjectées simultanément de leur système solaire ?  

#### Origine des sursauts gamma longs
Les sursauts gamma sont les événements les plus énergétiques de l'Univers. On les range dans deux catégories en fonction de leur durée : les sursauts gamma courts, qui constituent environ 30 % du total, durent moins de deux secondes, tandis que les sursauts gamma longs peuvent durer quelques milliers de secondes. Du fait de leur brièveté, l'origine de ces événements toujours très éloignés (car rares) est très difficile à déterminer. Depuis leur découverte il y a environ 50 ans, plusieurs hypothèses ont été avancées : fusion d'étoiles à neutrons, supernovæ, événements cataclysmiques tels qu'un événement de rupture par effet de marée ou  collision d'une étoile à neutrons avec un autre objet céleste comme une naine blanche. La première percée sur le sujet a lieu en 2017, lorsqu'un sursaut gamma court se produisant dans une galaxie voisine de la nôtre a pu être associé à une fusion d'étoiles à neutrons. Mais la question de l'origine des sursauts longs restait ouverte. Le 7 mars 2023, les observatoires spatiaux Swift et Fermi observent un sursaut gamma long d'une durée de 200 secondes particulièrement énergétique (le deuxième plus énergétique depuis que ces phénomènes sont détectés). JWST, pointé quelques jours plus tard vers la zone du ciel où cet événement s'est produit, détecte par spectroscopie la présence abondante d'éléments chimiques particulièrement lourds comme le tellure, le tungstène et le sélénium. Ces éléments sont produits uniquement durant la fusion d'étoiles à neutrons. Les deux types de sursaut gamma sont donc le résultat du même type d'événement. Ce résultat débouche toutefois sur une nouvelle question scientifique : pourquoi existe-t-il deux types de sursaut gamma ?

#### Des systèmes planétaires s'écartant du modèle standard
Les observations du JWST ont remis en question les théories dominantes concernent le mode de formation des systèmes planétaires et la structure qui en résulte. Selon celles-ci, un système planétaire comprend, successivement en s'éloignant de l'étoile : des planètes internes, une ceinture d'astéroïdes au niveau de la ligne des glaces, d'autres planètes, une ceinture d'objets analogue à la ceinture de Kuiper et enfin une région comportant des planètes ou des petits planétésimaux diffus. Ce modèle est celui rencontré dans notre système solaire, mais était considéré comme généralisable compte tenu des lois physiques s'appliquant au processus de formation. Mais alors que ce modèle aboutit à l'existence de deux ceintures de débris (ceinture d'astéroïdes et ceinture analogue à celle de Kuiper), le télescope spatial a observé trois ceintures dans le système planétaire de Fomalhaut, une étoile très proche (à 25 années-lumière) faisant partie des 25 plus brillantes dans le ciel. La ceinture supplémentaire est située entre les deux ceintures prédites par la modélisation en vigueur. Observé un an plus tard, le système planétaire de Véga, la cinquième étoile la plus brillante, a encore remis en question les théories en vigueur. Le disque de matériau autour de cette étoile, bien visible sur les images prises par JWST, ne comporte ni planète, ni ceinture, ni lacune. Une hypothèse envisagée est que la vitesse de rotation trop rapide de l'étoile aurait empêché la formation de planètes,.

#### Formation des trous noirs supermassifs
Les trous noirs supermassifs sont situés au centre des galaxies géantes et leur masse est généralement d'au moins un million de fois celle du Soleil. Leur origine fait l'objet de débats. L'hypothèse la plus répandue est qu'ils résultent d'une accrétion progressive d'étoiles sur une période s'étendant sur plusieurs  milliards d’années. Généralement, la masse d'un trou noir supermassif est égale à environ un millième de celle de la galaxie qui l'héberge. Selon cette théorie, les trous noirs supermassifs n'ont donc pu atteindre leur taille dans les débuts de l'Univers. Mais cette hypothèse est largement remise en question avant même les observations effectuées par JWST. Des trous noirs supermassifs ont été découverts alors que l'Univers avait 5 % de son âge actuel, ce qui pourrait signifier que ces objets célestes aient pu apparaitre au début de l'Univers indépendamment des étoiles. Il est possible de vérifier cette hypothèse en observant le rayonnement X émis par des galaxies de faible masse (environ 10 millions de fois celle du Soleil) existant au tout début de l'Univers. Le JWST a ainsi détecté un grand nombre de galaxies répondant à ce cahier des charges. Le rayonnement X de l'une d'entre elles, UHZ1, visible 470 millions d'années après le Big Bang, a pu être mesuré par l'observatoire spatial Chandra. La masse du trou noir présent au cœur de cette galaxie, déduite de cette donnée, a été estimée à quasiment 100 % de celle de la galaxie, confirmant l'hypothèse qu'un trou noir supermassif pouvait se former sans impliquer d'étoiles, peut-être par l'effondrement direct de nuages de gaz froid,.

### Autres résultats remarquables
Ce qui suit est une sélection de résultats obtenus à partir des données collectées par le JWST. Cette sélection, qui est loin d'être exhaustive d'autant que les observations se poursuivent, a pour objectif de démontrer la diversité des domaines exploitant ces données.

#### Divergences sur la valeur de la constante d'Hubble (situation à février 2025)
Les observations du JWST ont permis de confirmer les distances des céphéides, dont les caractéristiques servent d'étalons pour construire les échelles de distance dans l'Univers, et confirment donc l'existence d'une divergence entre les mesures de la constante de Hubble. Ces résultats pourraient provenir d'une composante inconnue non prise en compte dans la théorie cosmologique en vigueur (modèle standard de la cosmologie) telle qu'un nouveau composant de la matière ou des particules exotiques,.

#### Exoplanètes
Peu après sa mise en service, le JWST a obtenu une image directe de l'exoplanète HIP 65426 b, une planète géante jeune ayant 6 à 12 fois la taille de Jupiter, située à 100 unités astronomiques de son étoile et distante de 356 années-lumière du Système solaire. 
Le JWST a permis d'identifier avec certitude (5 sigma) la présence de méthane dans l'atmosphère de l'exoplanète WASP-80 b, un Jupiter chaud (552 °C) orbitant autour d'une étoile naine rouge avec une périodicité de trois jours et située à 163 années-lumière du Système solaire. Ce gaz, jouant un rôle crucial dans la détermination de l'habitabilité d'une planète, mais très difficile à identifier, a été détecté en utilisant la méthode du transit. Le méthane a également été détecté par le JWST dans l'atmosphère de K2-18 b, une exoplanète de type sous-Neptune (8,6 fois la taille de la Terre), orbitant autour d'une étoile naine froide et située à 120 années-lumière de la Terre. L'abondance du méthane et du dioxyde de carbone ainsi que l'absence d'ammoniaque pourraient indiquer une planète recouverte d'un océan d'eau surmonté d'une atmosphère d'hydrogène.
En 2025, le télescope détecte, pour la première fois en observation directe, la présence de dioxyde de carbone sur des exoplanètes.

#### Système solaire
Les objets transneptuniens (TNO), petits objets glacés circulant au-delà de l'orbite de Pluton (qui en fait lui-même partie), sont des reliques du Système solaire primordial, lorsque les planètes ne s'étaient pas formées et que seuls existaient des planétésimaux. Du fait de leur éloignement du Soleil, leur température très basse (inférieure à −170 °C) les a préservés de toute transformation depuis cette époque. Leur observation peut donc permettre de déterminer la composition originale des planétésimaux. Mais les TNO sont très éloignés et le JWST est le premier observatoire à obtenir des spectres détaillés de leur surface. Les observations de 75 TNO, effectuées durant les deux premières années de fonctionnement du télescope, ont démontré qu'on pouvait identifier trois classes spectrales de TNO (dans les longueurs d'onde infrarouges de 2,5–4 micromètres). Une première classe de TNO est caractérisée par la présence de glace d'eau, d'un peu de glace de dioxyde de carbone et de poussière riche en silicate. La deuxième catégorie a une surface riche en matériaux organiques complexes, en glaces de dioxyde de carbone et de monoxyde de carbone. La troisième catégorie comporte encore plus de matériaux organiques complexes et de dioxyde de carbone et comprend également du méthanol. L'hypothèse avancée par les auteurs de ces travaux est que ces trois profils seraient le résultat de la proximité du Soleil durant leur histoire (l'orbite d'une partie des TNO a évolué lors de la migration de Neptune vers les confins du Système solaire). Cette hypothèse est confirmée par le profil spectral de la catégorie de TNO dont l'orbite n'a pas été perturbée (ceux dont l'orbite est faiblement elliptique et proche du plan de l'écliptique).

## Galerie vidéo
- De la fin de l'assemblage au lancement
- Départ des locaux du constructeur Northrop Grumman (Californie).
- Arrivée à Kourou.
- Préparation en salle blanche.
- Chargement des ergols.
- Lancement.

- Assemblage et tests
- Test dans la chambre à vide du centre spatial Lyndon Johnson.
- Test du déploiement du bouclier thermique.